# Kína történelme
Kína történelme a világ történelmében egyedülálló azzal, hogy ez a civilizáció ugyanazon a kontinensnyi méretű területen, több évezreden át folyamatosan fennmaradt, népessége ismereteink szerint mindvégig a legnagyobb volt a világ etnikumai között, és fejlődését az időnkénti súlyos megtorpanások ellenére mindig meg tudta újítani, ezáltal évszázadokon keresztül a világ vezető hatalma tudott maradni, a zűrzavaros időszakokat követően pedig újra és újra azzá válni.

## Kína őstörténete
Az őstörténet a kínai történelem kezdeteit, prehisztorikus (történelem előtti) korszakát foglalja magában. Ide tartozik az őskor és az európai értelemben vett ókor első szakasza (i. e. 4. évezred közepe – i. e. 18. század).
A korábbi nézettel szemben, mely szerint Kínában a Sárga-folyó környékén alakult ki először egyfajta magkultúra (Jangsao (Yangshao)-, majd Lungsan (Longshan)-kultúra), majd ez fokozatosan elterjedt a ma Kínának nevezett területen, a jelenlegi régészeti feltárások egyértelműsítik azt, hogy Kína kezdettől fogva egy sok kulturális centrummal rendelkező terület volt. Az i. e. 8. évezredben lezajlott neolitikus forradalom után az egyes területeken egyre határozottabban kezdtek jelentkezni az egyediség jelei. A legtöbb területen felfedezhető egyfajta helyi folytonosság, habár a régészek gyakran különböző névvel illetik az egymást egy adott helyen követő kultúrákat (pl.: Hszinglungva (Xinglongwa) – Csahaj (Chahai) – Hszinlö (Xinle) – Hungsan (Hongshan); Macsiapang (Majiabang) – Homutu (Hemudu) – Szungcö (Songze) – Liangcsu (Liangzhu); Tahszi (Daxi) – Csücsialing (Qujialing) – Sicsiaho (Shijiahe)).

### Előemberek és ősemberek Kína területén (őskőkor)

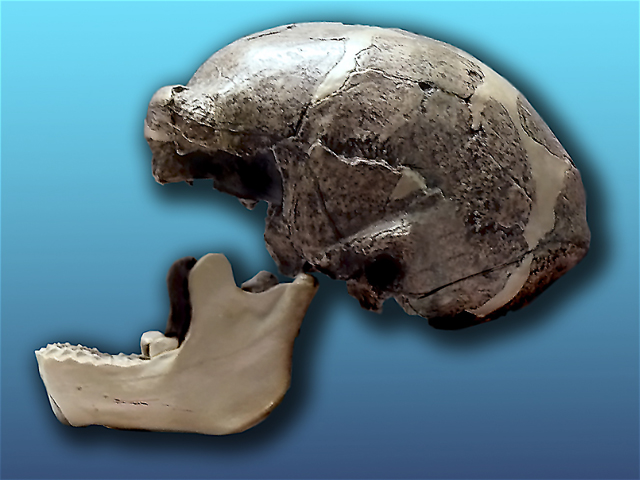
A pekingi előember koponyamaradványa

A legkorábbi fosszilis emberi koponya az 1963-ban Sanhszi (Shanxi) tartományban talált i. e. 600 000 évre datálható lelet. A Davidson Black elnevezéséből származó pekingi előember (Homo erectus pekinensis, korábban Sinanthropus pekinensis; kínaiul: 北京猿人; pinjin: Bĕijīng yuánrén) maradványai kb. 400 000 évvel ez előttire datálhatók, és 1923-ban találta meg őket Johan Gunnar Andersson svéd tudós a Peking melletti Csoukoutien (Zhoukoudian) (周口店, Zhōukǒudiàn) falu barlangrendszerében. A pekingi előember hasonlított a jávai előemberhez (Homo erectus erectus).
Csoukoutien (Zhoukoudian) felső barlangjaiban időben az európai cro-magnoni embernek megfelelő késő kőkori (i. e. 50 000 – 35 000) használati tárgyakat is találtak. Ez a korai Homo sapiens csontból és kőből eszközt készített, állati bőrből ruhákat és tudott tüzet gyújtani.

### Neolitikus kor (újkőkor)
Az i. e. 8. évezredben a mai Kína északi és déli részén egyaránt megindult a mezőgazdasági tevékenység, megkezdődött Kína neolitikus forradalma. Ebből a korai időszakból számos leletet találtak. A Pejlikang (Peiligang) (裴李崗, Péilǐgǎng) és Cesan (Cishan) (磁山, Císhān) kultúrák lelőhelyein több kölesféle (Setaria italica, Panicum miliaceum) feldolgozására alkalmas eszközökre bukkantak. Nem elképzelhetetlen, hogy éppen a Sárga-folyó völgyében termesztették először a kölest. A Pejlikang (Peiligang)-kultúrához tartozó legkorábbi lelőhelyen, Nancsuangtou (Nanzhuangtou) faluban (Hopej (Hebei) tartomány déli része) utalást találtak arra is, hogy ott kutyát és sertést háziasítottak. A Pejlikang (Peiligang)-kultúrához tartozó településen a temetőben egyszerű, kevéssé díszített agyagedényeket is találtak. Délen az i. e. 5. évezredre datálható rizs (Oryza sativa) maradványokat fedezték fel. A déli Pengtousan (Pengtoushan)ban és Cengpijan (Zengpiyan)ban korábbi, az i. e. 8. évezredből származó termesztett rizs maradványaira bukkantak a kutatók. A mezőgazdaság (növénytermesztés, állatok háziasítása) fejlődésén kívül a neolitikus reformokhoz tartozik még a kerámiák és a textilek fejlettebb előállítása.

#### A központi mag elmélete és a multicentralizmus
Néhány évtizeddel ezelőttig úgy vélték, hogy két nagy neolitikus kultúra létezett Kínában: a Jangsao (Yangshao)-kultúra (仰韶; Yǎngsháo; i. e. 4. évezred – i. e. 3. évezred közepe) a Kanszu (Gansu), Senhszi (Shaanxi), Honan (Henan) és Hupej (Hubei) tartományok területén és a Lungsan (Longshan)-kultúra a mai Santung (Shandong) és Csiangszu (Jiangsu) tartományokban. Ez a kettős kultúra elmélet, amely a keleti ji (yi) és a nyugatabbra élő hszia (xia) törzseket összekapcsolta a Jangsao-Lungsan (Yangshao-Longshan) kettősséggel, az 1930-as–1950-es évek domináns nézete volt. Manapság a helyzetet sokkal komplexebbnek látják, amely részben az 1959-ben feltárt Miaotikou (Miaodigou)ban talált leleteknek köszönhető, hiszen itt a legalsó rétegben a Jangsao (Yangshao)-kultúra, a felette lévőben a korai Lungsan (Longshan)-kultúra, majd megint felette a történelmi korszak Keleti Csou (Keleti Zhou) dinasztiájának maradványaira bukkantak. Ebből számos kutatónak úgy tűnt, hogy a Lungsan (Longshan)- és a Jangsao (Yangshao)-kultúra nem egymás mellett párhuzamosan, hanem egy helyen egymásból alakult ki, így megszületett a “központi magterület”-elmélet (K. C. Chang), mely az 1960-as–70-es évek legfontosabb elméleti bázisa volt.
Az 1980-as évektől ennek helyébe lépett az egyedi kultúrák fontosságára koncentráló „regionális rendszerek és kulturális típusok” (multicentralizmus) elmélete, melyet először Szu Pingcsi (Su Bingqi) fogalmazott meg 1981-ben. Ez az elmélet a Sárga-folyó elsődleges és kizárólagos szerepét tagadja, és ehelyett a többforrású, alapvetően önállóan fejlődő, de egymással kapcsolatban álló kultúrák hipotézisét állítja fel.
Hat ilyen alapvető területre hívja fel a figyelmet:
1. az egészen északi területek, a mai nagy fal mentén (északkeleti kultúrkör)
2. Senhszi (Shaanxi), Honan (Henan), Sanhszi (Shanxi) (közép-északnyugati kultúrkör)
3. Santung (Shandong) és környéke (kelet-kínai kultúrkör)
4. a Jangce alsó folyása (délkeleti kultúrkör)
5. Hupej (Hubei) és környéke (közép-kínai kultúrkör)
6. Pojang (Boyang)-tó és a Gyöngy-folyó környéke (dél-kínai kultúrkör)

Mindegyik ilyen regionális rendszeren belül léteztek még kulturális típusok. Az elmélet újdonsága tehát az, hogy a korábbi elképzelés helyett – amely szerint a Sárga-folyó völgyéből mint centrumból sugárzott volna ki a kínai kultúra a periférikus, barbár területek felé – inkább arról van szó, hogy a sokszoros eredet, a pluralizmus, diverzitás és az interakció a jellemző kulcsszavak.

#### A hat nagy kultúrkör
Kínában az i. e. 8. évezredben nagyjából egyszerre történt a mezőgazdaság és a kerámiaművesség bevezetése. Ez utóbbi különböző variációival lehet leginkább jellemezni az i. e. 5. évezredre már markánsan jelentkező kultúrákat. A hat legnagyobb kultúrkör a következő:
Az északkeleti kultúrkör a Hszinglungva (Xinglongwa) (興隆窪; Xīnglóngwā; i. e. 7-6. évezred) – Csahaj (Chahai) (查海, Cháhǎi; i. e. 6. évezred) – Hszinlö (Xinle) (新樂; Xīnlè; i. e. 6-5. évezred) – Hungsan (Hongshan) (紅山; Hóngshān; i. e. 5–3. évezred) kultúrákat tartalmazza.
A Belső-Mongóliában feltárt Hszinglungva (Xinglongwa)-kultúra mindössze 170 házat és 30 sírt jelentett.
A Hungsan (Hongshan)-kultúrát 1938-ban feltáró japán ásatások két, a feltételezések szerint ceremoniális központnak számító helyre (Niuholiang (Niuheliang) és Tungsancuj (Dongshanzui), Liaoning tartomány) összpontosítottak.
A mai Kína északkeleti részén, a Liao-folyó völgyében a kölestermesztés, valamint a szarvasmarha- és juhtenyésztés volt a domináns. Jádetárgyakat, sárkánymotívumot és vöröscsíkos edényeket találtak. Vallási jelentőséggel bírhatnak a feltárt különös szobrok és agyagból készült női alakok, amelyekből egyes kutatók a matriarchátus jelenlétére, mások a termékenységi kultuszok helyi szerepére következtettek. A hungsan (hongshan)i közösség rítusaiban kiemelt jelentőséget tulajdoníthatott a jádénak (madarak, teknősök, felhők, bogarak és más természeti vagy geometrikus alakzatok). A néha árokkal körbevett falvak 60–100 körüli, sűrűn egymás mellé épített, sorba rendezett lakhelyet foglaltak magukban. A festett kerámiák általában vallási összefüggésben jelennek meg. Egyetlen ezüstfülbevalón kívül minden dísztárgy jádéból készült. A jáde megmunkálásának nagy hagyománya volt ezen területen, hiszen már az i. e. 10. évezredből találtak jáde eszközöket. Jádéból készült fülbevalók már a korábbi Hszinlungva (Xinglongwa)- és Csahaj (Chahai)-kultúrából is előkerültek. A rituális központokban talált kör-, illetve négyzet alakú építmények és tárgyak a későbbi Ég–Föld kettősségek elképzelését sejtetik.

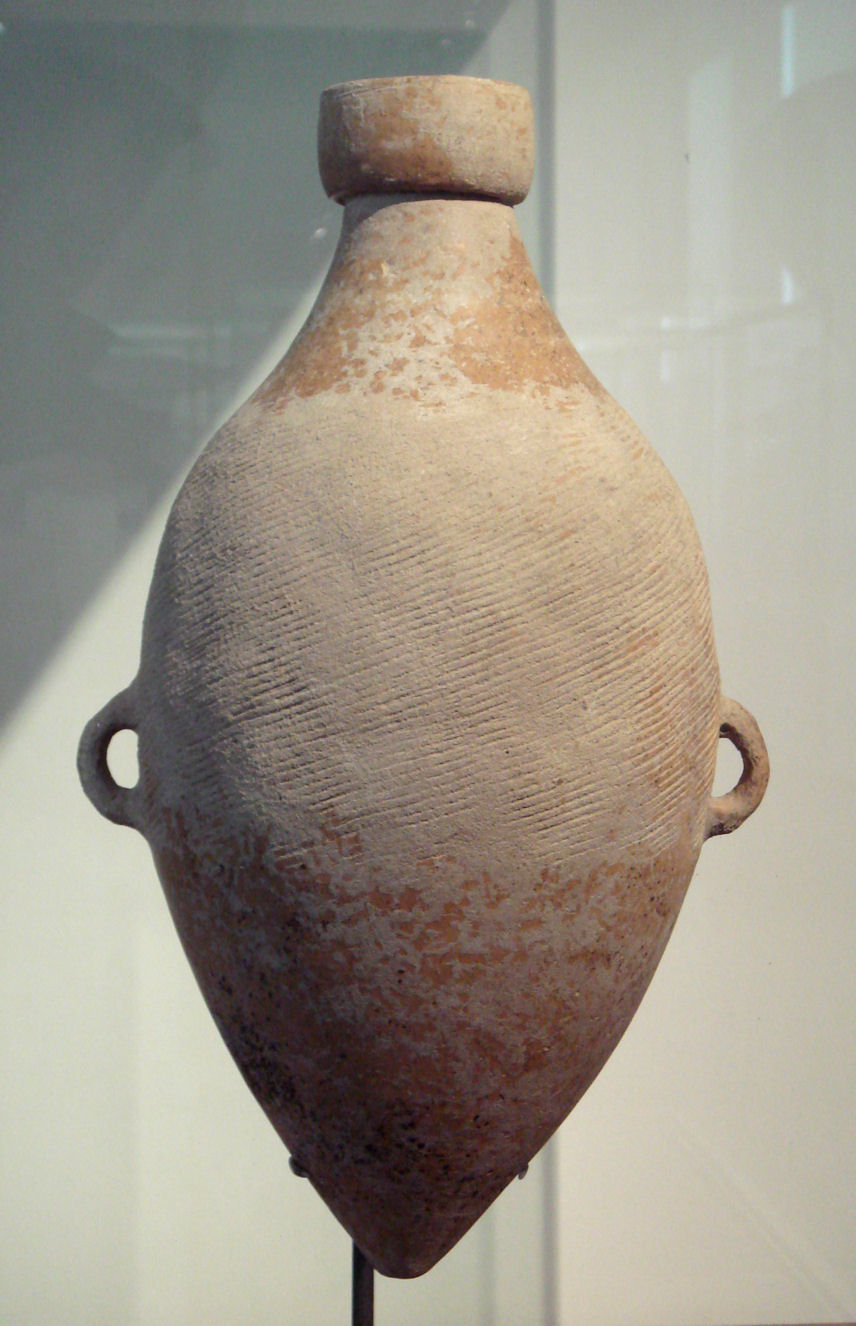
Agyagedény a Jangsao (Yangshao)-kultúrából (i. e. 5. évezred, Panpo (Banpo), Senhszi (Shaanxi) tartomány)

A közép-kínai Jangsao (Yangshao)-kultúra az elsőként felfedezett és legjobban ismert kínai neolitikus kultúra. A kultúra Honan (Henan) tartomány Miancsi (Mianchi) megyéjében lévő Jangsao (Yangshao) faluról nyerte a nevét, ahol Johan Gunnar Andersson folytatott ásatásokat 1921-ben. A Jangsao (Yangshao)-kultúrához több mint ezer archeológiai helyszín kapcsolható a Sárga-folyó völgyében. A Jangsao (Yangshao)-kerámiákat számos periódusra és stílusra lehet felosztani, de mind megegyezik abban, hogy a vöröses alapra fekete vagy sötétbarna motívumok kerülnek.
1953-ban egy gyár alapjainak lerakása közben a Jangsao (Yangshao)-kultúrához tartozó, i. e. 5. évezredre datálható teljes neolitikus falu maradványait fedezték fel Hszian (Xi'an) (西安, Xī'ān) város Panpo (Banpo) (半坡; Bànpō) nevű külterületén. 12–40 négyzetméteres kőházakat találtak, egy 160 négyzetméteres, közösséginek tételezett házzal együtt. Az ajtók és kapuk általában délre néztek. A legtöbb eszközt (ásót, baltát, reszelőt, edényt, tűt, horgot) kőből készítették és ismerték a szövés technikáját. A településtől elkülönítve volt egy fazekasnegyed, és a településtől északra a felnőttek számára egy 250 síros temetőkert, mely utóbbiban a férfiakat és nőket külön temették. A felnőttek sírjában személyes és praktikus tárgyakat helyeztek el, a nőkében átlagosan többet mint a férfiakéban. A gyerekeket urnában és a falun belül helyezték el. A lakók halászatból, kölestermesztésből, kutya- és disznótartásból éltek. A Banpóban talált edények festettek, ezért az itteni kultúrát festettkerámia-kultúrának is nevezik. Az edények alakja nem túl változatos (kuan (guan), pen (ben), ping formák). A vöröses alapszínre fekete ábrákat festettek (hal, béka, szarvas, madár, maszk, geometrikus ábrázolások). Az állítólag matriarchátusra épülő Banpo település az egész világon az egyik legteljesebben fennmaradt neolitikus mezőgazdasági közösség. 1958-ban állították fel Panpó (Banpó)ban a lelőhelyet bemutató múzeumot.
CsiangcsajCsiangcsaj (Jiangzhai) településen egy másik jól elrendezett falut találtak. A falu közepén egy szabad tér volt, körülötte helyezkedtek el a házak öt csoportban. Minden csoport közepén egy magasabb ház állt, körülötte 10–12 kisebbel. A falut 2 méter széles és 2 méter mély vizesárok vette körbe, melyen túl három temetőt is találtak, 170 felnőtt maradványaival. A gyerekek urnáit itt is a lakóhelyhez közel helyezték el.
A Pujang (Puyang) város melletti Hszüsujpó (Xushuipó)ban fedezték fel egy Jangsao (Yangshao)-kultúrához tartozó sírban a legkorábbi ismert sárkányábrázolást, amelyet kagylóhéjból raktak ki.
A Jangsao (Yangshao)-kultúrát Panpo (Banpo) és Miaotikou (Miaodigou) (廟底溝; Miàodǐgōu) fázisra szokás osztani. A kelet-kínai Tavenkou (Dawenkou)- és Lungsan (Longshan)-kultúra számos vonatkozásban szoros kapcsolatokat mutat a Miaotikou (Miaodigou) fázissal, ezért azt gyakran a kelet-kínai kultúrkörhöz is sorolják.
A Jangsao (Yangshao)-kultúrával közös kultúrkörbe tartoznak Északnyugat-Kína (Kanszu (Gansu) és Csinghaj (Qinghai) tartományok) egymást követő neolitikus kultúrái: a Macsiajao (Majiayao)- (馬家窯; Mǎjiāyáo; i. e. 4-3. évezred), majd a Pansan (Banshan)- (i. e. 3. évezred közepe) és a Macsang (Machang)-kultúra (i. e. 3. évezred vége).
Az itt található edényeken az emberi alak (sokszor nemileg nem eldönthető formában) fontos szerepet játszik, edényeken reliefként kiemelkedő formában, vagy az edények belsejében csontváz-alakban. Népszerű motívum még a béka vagy teknősbéka, a spirálok és kacskaringók. A Jangsao-kultúrához fűződő szoros kapcsolataik miatt az északnyugati kultúrákat összefoglalóan Jangsao (Yangshao) Kanszu–Csinghaj (Gansu–Qinghai) kultúrának nevezik, illetve gyakran nem is különálló kultúráknak, hanem csupán a Jangsao (Yangshao)-kultúra fázisaianak tartják őket.
A Macsang (Machang)-kultúrát követő északnyugat-kínai Csicsia (Qijia)-kultúra az i. e. 2. évezred elején az első kínai bronzkori kultúra volt, amely már a neolitikum végét és a kínai ókor kezdetét jelenti.

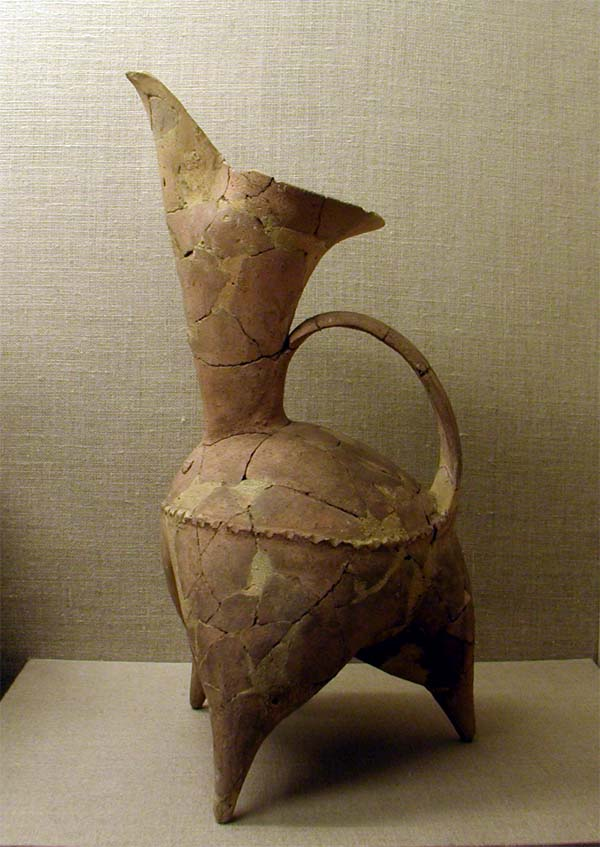
Kuj (Gui) (鬹; guī) formájú kerámia (Tavenkou (Dawenkou)-kultúra)

Kelet-Kína neolitikus kultúráinak sírjaiban rendkívül gazdag tárgyi emléket találhatunk. A Tavenkou (Dawenkou)-kultúra lelőhelyein (大汶口; Dàwènkǒu; i. e. 5-3. évezred, Csiangszu (Jiangsu) és Santung (Shandong) tartományok) a kutatók szürke és vörös, geometrikusan, ritkán növényi motívumokkal díszített agyagedényeket (köztük főzésre és tárolásra szolgálókat), kőből és elefántcsontból készült horgokat, hajtűket és fésűket, valamint jádedíszeket (nyaklánc, gyűrű, fülbevaló, karkötő) és jádéból készült eszközöket fedeztek fel. Az állatmaradványokból (krokodil, szarvas, elefánt) a kutatók arra következtetnek, hogy a terület éghajlata jóval melegebb volt a jelenleginél.
A Tavenkou (Dawenkou)-kultúrához kapcsolódik a később kialakult Lungsan (Longshan)-kultúra (龍山; Lóngshān; i. e. 3. évezred közepe – i. e. 18. század). Az először 1931–32-ben Csangcsiu (Zhangqiu) város Csengceja (Chengziya) nevű külterületén (Santung (Shandong)) feltárt Lungsan (Longshan)-kultúra időszakában a mezőgazdasági tevékenység fejlődésével a letelepedés is egyre nagyobb mértéket öltött. A sírokból rituális célokra készült vékony, csiszolt fekete edények, lakkozott fatárgyak, jóslásra használt disznó- és szarvaslapocka-csontok kerültek elő. Ebben az időben a selyemszövés már elterjedt, kemencében téglát égettek az építkezésekhez, az árvizek ellen mérnöki alapozottságú munkálatokat vetettek be.
Az egyébként rendkívüli változatosságot felmutató agyagedények (ting (ding), jen (yan), veng (weng), csia (jia), kuan (guan), pej (bei), tou (dou), ho (he) formák) és a rendkívüli szakmai felkészültségről tanúskodó edényeket nem festették, hanem bizonyos mintákat beléjük nyomtak. Az edények egyik leggyakoribb jellegzetessége a háromlábúság. A sírokba gyakran helyeztek állati csontokat és fogakat, különösen kutya alsó állkapcsából, melyet valószínűleg védő szereppel ruháztak fel.
A Lungsan (Longshan)-kultúra temetőiben a sírleletek már jelentős társadalmi rétegződést mutatnak. Az letemetett tárgyak értékbeli különbsége jól megfigyelhető például Taosze (Taosi) temetkezési helyén, ahol 6 nagyobb, 8 közepes és mintegy 600 kis sír volt található.
A délkeleti kultúrkörhöz a Macsiapang (Majiabang)- (馬家濱; Mǎjiābīn; i. e. 5. évezred), Homutu (Hemudu) (河姆渡; Hémǔdù; i. e. 5-4. évezred), a Szungcö (Songze) (崧澤; Sōngzé; i. e. 4. évezred) és Liangcsu (Liangzhu) (良渚; Liángzhǔ; i. e. 4-3. évezred) kultúrák tartoznak.
A Jangce folyó torkolatvidékénél, a mai Csiangszu (Jiangsu) és Csöcsiang (Zhejiang) tartományok területén feltárt korai rizstermelő kultúrák bizonyították először, hogy Kínában nemcsak a Sárga-folyó völgyében volt fejlett civilizáció. A dominánsan barna macsiapang (majiabang)i és fekete homutu (hemudu)i edények gyakran tartalmaznak rituális rajzolatokat. A Tajhu (Taihu)-tótól délre fekvő Macsiapang (Majiabang)-kultúra rizstermesztése, faépítkezése és ékszerei (fülbevalók, függők, gyöngyök és karkötők) összetettebbek a homutu (hemudu)i leleteknél. A Szungcö (Songze)-kultúra a Macsiapang (Majiabang)-kultúra továbbélése, bonyolultabb motívumokkal, többfajta edénytípussal.
Az 1973–78 között feltárt Homutu (Hemudu)-kultúra (i. e. 5–4. évezred) és a vele egyidős, 1951-ben feltárt Csinglienkang (Qinglian'gang) (青蓮崗; Qīnglián'gǎng) kultúra faépítkezésre, mezőgazdaságra, rizstermesztésre és intenzív állattenyésztésre (vízibivaly, disznó) épült. A textilművesség, a mezőgazdaságban és az építészetben a korai délkeleti parti kultúrák fejlettebbek voltak mint az északabbra fekvő kelet-kínai partvidék kultúrái.

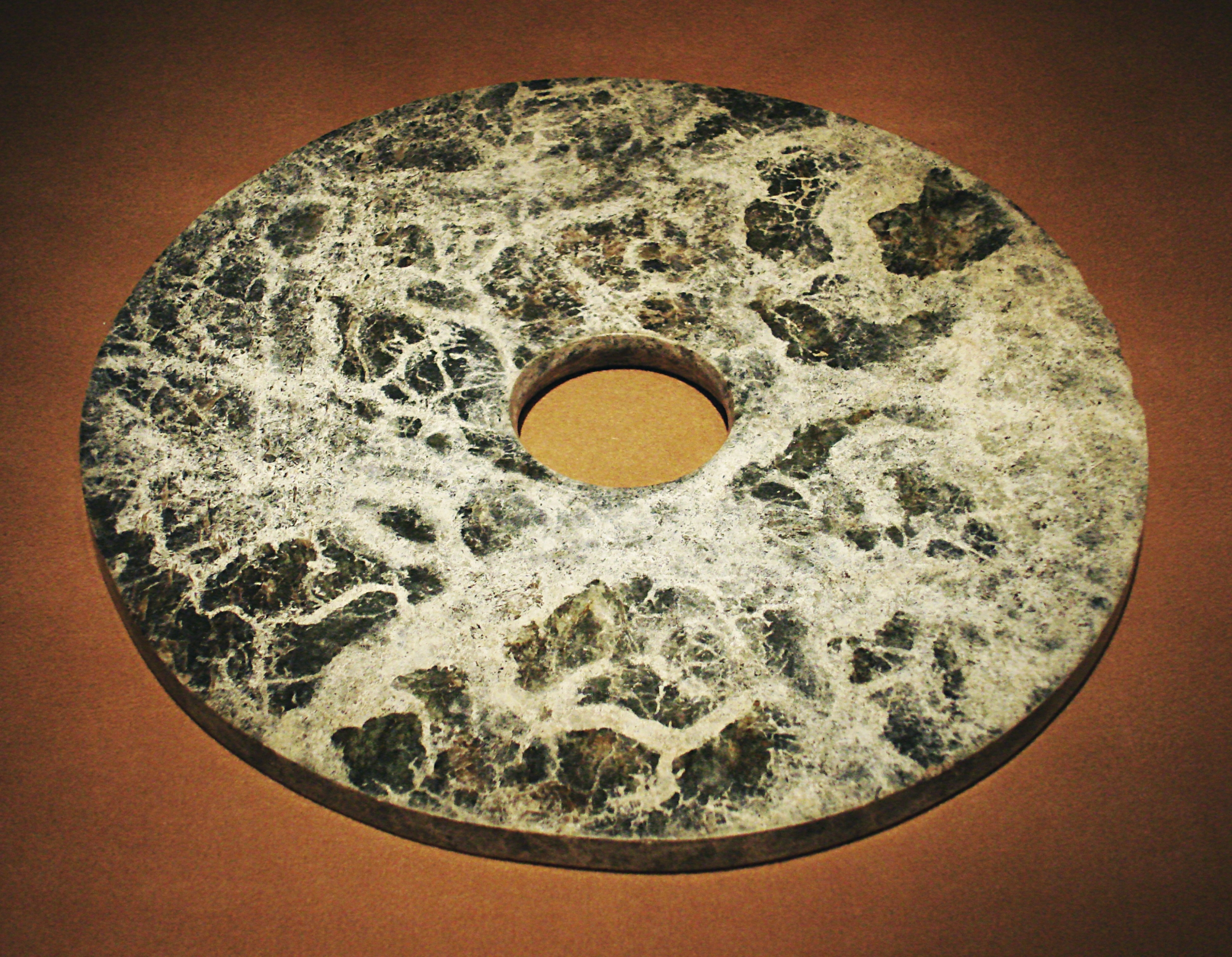
Jádekorong (pi (bi)), a gazdagság és hatalom szimbóluma a sírokban (Liangcsu (Liangzhu)-kultúra)

Az elsősorban Csiangszu (Jiangsu) déli és Csöcsiang (Zhejiang) északi részén (a Tajhu (Taihu)-tó környékén) elterjedt Liangcsu (Liangzhu)-kultúrát korábban a Lungsan (Longshan)-kultúrkörhöz tartozónak gondolták. Manapság a kutatók úgy vélik, hogy a hozzávetőlegesen 300 helyszínnel képviselt Liangcsu (Liangzhu)-kultúra időben megelőzi a Lungsan (Longshan)t és tőle független. A Liangcsu (Liangzhu)-kultúra bizonyos szempontból a Macsiapang (Majiabang)-kultúra követője és a történelmi Sang (Shang)-kor közvetlen előzménye volt.
A Liangcsu (Liangzhu)-kultúrához tartozó közösségek kiválóan ismerték a rizstermesztés fortélyait, a selyemszövést és a fazekasságot. A Liangcsu (Liangzhu)-beli leletek között talált edények általában díszítetlen, néhányon geometrikus vagy madármotívumok találhatók. A legkorábbi selyemfeldolgozásra utaló leleteket a Liangcsu (Liangzhu)-kultúrához tartozó Csiensanjang (Qianshanyang)ban és Caohsziesan (Caoxieshan)ban találták meg.
A lakóhelyen kívül fekvő temetőkben (akárcsak a Lungsan (Longshan)-kultúra településein) már jól látszik, hogy a társadalmi rétegződés ekkorra már végbement. A kisebb sírokban alig találunk valamit, a nagyobbakban viszont kerámiaedények, fa-, kő- és jádetárgyak találhatók. A legnagyobb sírokból pedig teljes rituális edénykészletek, fából, rézből és krokodilbőrből készült hangszerek és festett faliképek kerültek elő. A Fanshannál feltárt 20-as sírban például egyetlen személlyel 547 különböző tárgy volt eltemetve. A Liangcsu (Liangzhu)-kultúrában általános volt az emberáldozat. A koporsókat fából készítették, és lakkréteggel is ellátták. Egyes területeken már a későbbi hagyományban is fontos szerepet játszó kettős koporsókat is találtak.
A gazdagabb sírleletek mindig megtalálható két tipikus jáde tárgy, a cung (cong) és pi (bi), amelyek az elhunyt vagyonát és hatalmát jelezték. A cung (cong) (琮; cóng) egy négyzetes alakú, középen lyukkal rendelkező jádetárgy, melynek sarkaiban archoz hasonló vésetek találhatók. Az északkeleti, közép-északnyugati és kelet-kínai kultúrkörben is ismert pi (bi) (璧; bì) egy középen lyukas jádekorong. A későbbi szövegek azt állítják, hogy a cung (cong) a Földet, a pi (bi) az Eget jelöli.
A Liangcsu (Liangzhu)-kultúrában oly fontos szerepet betöltő jáde tárgyakon (elsősorban a cung (cong)okon) bizonyos értelemben már megjelenik a Sang (Shang)-korban oly gyakori taotie-motívum is.
Többek között a Liangcsu (Liangzhu)-kultúra emlékei alapján néhány kutató (Csang Hszi-csiu (Zhang Xiqiu), K. C. Chang) úgy gondolják, hogy Kínában az újkőkor és a bronzkor közé be kell iktatni egy jádekort.
A középső és felső Jangce völgyében a Tahszi (Daxi) (大溪; Dàxī; i. e. 5-4.), Csücsialing (Qujialing) (屈家嶺; Qūjiālǐng; i. e. 3. évezred első fele) és a Sicsiaho (Shijiahe) (石家河; Shíjiāhé; i. e. 3. évezred második fele) kultúrák követték egymást.
E kultúrákban igen gyakoriak a sárkánymotívumok. A kézzel készített vörös vagy szürke kerámiák a meghatározóak. Jellegzetes Tahszi (Daxi)-lelet a henger alakú üveg. Az egyik Sicsiaho (Shijiahe)-lelőhelyen (Dengjiawan) 5000 teljes állatszobrocskát találtak (madarak, kutyák, elefántok).
A Tapenkeng (Dapenkeng)-kultúrát (大盆坑; Dà pén kēng; i. e. 5–3. évezred) 1964-ben fedezték fel Tajpej (Taibei) (Tajvan (Taiwan)) környékén, és az egész dél-kínai parton jelen volt. Jellemző volt rá a földművelés, a vadászat, a halászat és a növények sokrétű használata.

## Kínai ókor

### Legendák
A kínai legendák szerint az első kínait Panku (Pangu)nak hívták, több millió évvel ezelőtt tűnt fel az ég és a föld szétválasztása után. Ezt követően az ég tizenhárom császára 234 000 évig uralkodott, majd az emberek kilenc császára 45 000 éven át. Az ég császárainak kígyótestük, az embereknek leányarcuk, lópatájuk, kígyótestük volt. A kezdeti időszakban barlangokban vagy fákon kuporogtak a kínaiak, szárnyas szarvasokon vagy sárkányokon jártak. Boldogtalanok voltak, de fejedelmeik gazdagok. Még tizenhárom dinasztia jött, az utolsót ötezer éve Fuhszi (Fuxi) alapította. Az írás, a házasság, az áldozat, a zene és a törvények fűződnek nevéhez a legendák szerint. Az őt követő Shennongé az első háború, a piac, a mezőgazdaság, az orvostudomány.

### Bronzkor
A Sárga-folyó vidékén több bronzkori kultúra fejlődött ki egymás mellett, amelyek nem alkottak egységes birodalmat.

#### Sang(Shang)-dinasztia

A dinasztia területe

Az első bizonyítottan létezett dinasztia a Sang (Shang)-dinasztia (más néven Csin (Jin)-dinasztia) volt, amely az i. e. 18–17. században jutott hatalomra a kegyetlenségéről és züllöttségéről híres utolsó Hszia (Xia)-házi uralkodó, Csie (Jie) hatalmának megdöntésével. A Sang (Shang) királyok befolyása a Sárga-folyó középső és alsó szakaszának, illetve ezek mellékfolyóinak völgyére terjedt ki, tehát a mai Észak-Kína jelentős része az uralmuk, vagy legalábbis hatásuk alatt állt. A sang (shang)ok birodalma – bár erről igen keveset tudunk – minden bizonnyal nem egységes állam volt, hanem a Sárga-folyó vízgyűjtő területén élő olyan törzsek szövetsége, amelyek elismerték a Sang (Shang) törzs uralkodójának vallási és politikai elsőbbségét, adót fizettek neki és részt vettek a hadjárataiban.
Az állam – vagy államok – alapja ekkor már a földművelő faluközösség volt, amely adót fizetett a felette uralkodó, tőle valószínűleg élesen elkülönülő arisztokratikus vezető rétegnek. A korszak két felbecsülhetetlen jelentőségű vívmánnyal gazdagította a kínai kultúrát: egyrészt megjelent és elterjedt a bronz – a fantasztikus díszítésekkel ellátott Shang-kori bronztárgyak ma a múzeumok féltve őrzött kincsei –, másrészt megszületett a kínai írás.
A bronz „arisztokratikus” fém: előállítása a korban igen drága volt, ezért elsősorban – sok esetben máig ismeretlen funkciójú és megfejtetlen díszítésű – áldozati edények, illetve fegyverek készültek belőle. Ez elősegítette a társadalom tagozódását, végképp elvált egymástól a termelőmunkát végző, elsősorban földműveléssel (és kiegészítésképpen selyemhernyó-tenyésztéssel, selyemszövéssel) foglalkozó köznép, valamint az ezt igazgató, adójáért háborúskodó, helyette az istenekkel kapcsolatot tartó, szabadidejét főként vadászattal töltő arisztokrácia. A kínai társadalom egészen Konfuciusz és a többi korai filozófus koráig (i. e. 6–5. sz.) mereven arisztokratikus maradt.
A másik Sang (Shang)-kori vívmány, az írás talán a bronznál is nagyobb hatással volt a későbbi kínai fejlődésre. Az első írásos emlékek az i. e. 2. évezred közepéről maradtak fenn; sok más ókori kultúrától eltérően ezek nem gazdasági feljegyzések, hanem rituális jellegű feliratos tárgyak, úgynevezett jóslócsontok. Ezek zöme a Sang (Shang) királyi udvarban készült. A királyi jós egy lapos csontdarabra felvésett egy kérdést a jövőre (például a másnapi vadászat sikerére) vonatkozóan, majd a csontdarabot izzó fémdarabbal hevítette. A csont megrepedt, a jós a repedésekből olvasta ki a választ, amit sokszor a csontra is felvésett. Ezután a csontdarabot a királyi „levéltárba” helyezték, így maradhatott ránk egy helyen – a sang (shang)ok egyik fővárosában, Anjang (Anyang) közelében – több tízezer feliratos jóslócsont.

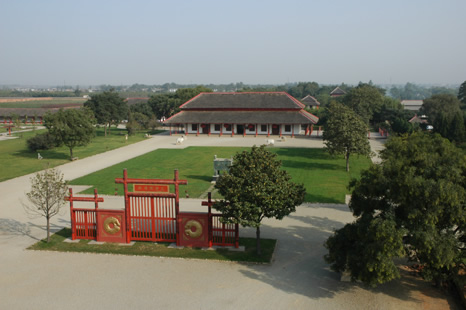
Jin (Yin) város, a Sang (Shang)-dinasztia fővárosának emlékhelye a mai Anjang (Anyang)ban, Honan (Henan) tartományban

A jóslócsontokon található írásjegyek – bár egy részüket még nem sikerült megfejteni – minden kétséget kizáróan a mai kínai írás közvetlen elődjének tekinthetők. Nem tudjuk, hogy a csonton kívül írtak-e más anyagra. Mivel azonban a jóslócsontokon már egy viszonylag fejlett írásrendszer jelenik meg, elképzelhető, hogy a kínai írás már a jóslócsontok elterjedése előtt létrejött, de e fejlődésről – amely valamely romlékony anyagon, például vásznon, falevélen, bambuszlapon stb. mehetett végbe – semmit nem tudunk.
Az a tény, hogy a kínai írás alapja a Sang (Shang)-korban létrejött bonyolult, több ezer írásjegyből álló rendszer lett, nagy hatással volt a későbbi kulturális fejlődésre. Mivel az írás megtanulásához rengeteg – a termelőmunkától elvont – idő kellett, az írástudás még inkább az előkelők kiváltsága lett, mint az egyszerűbb írásrendszert használó kultúrákban. E bonyolultság lehet a magyarázata annak a hatalmas tiszteletnek is, amely Kínában az írástudókat és az írott szót évezredekig övezte. A jogfejlődés szempontjából is fontos az írás-olvasás nehézsége; mivel a később írásba foglalt törvényeket csak a kiválasztott kevesek tudták elolvasni, feltételezhetjük, hogy az írott törvények inkább az azokat alkalmazó írástudó hivatalnokok, mint a köznép számára születtek. Talán ennek is része volt abban, hogy Kínában – tudomásunk szerint – nem jött létre olyan népi mozgalom, amelynek célja a törvények írásba foglalása lett volna.
A jóslócsontok mellett a Sang (Shang)-korban születtek feliratos bronzedények is, ezek általában valamilyen rituális cselekedetet vagy birtokadományt örökítettek meg, csakúgy, mint a későbbi, Csou (Zhou)-kori bronztárgyak.
Az írásos források jellegüknél fogva igen keveset árulnak el a Shang-kori társadalomról, még kevesebbet a korban követett jogról, szabályokról. Feltételezhetjük, hogy írott törvények nem léteztek, s az életet az íratlan szokásjog szabályozta.
Megjegyzendő, hogy a Sang (Shang)-kori civilizáció folyóvölgyi jellegű volt. A folyóvölgyekben alakultak ki a civilizációs központok, az azokat elválasztó hegyekben civilizálatlan, barbár törzsek éltek, amelyek folyamatosan veszélyeztették a letelepült, földműves népességet. A hanok a későbbi korokban is elsősorban a folyóvölgyekben telepedtek meg, csak rendkívül lassan, több évezredes folyamat eredményeként sikerült a hegységekből kiszorítaniuk vagy beolvasztaniuk a „barbár” törzseket.

#### Csou(Zhou)-dinasztia

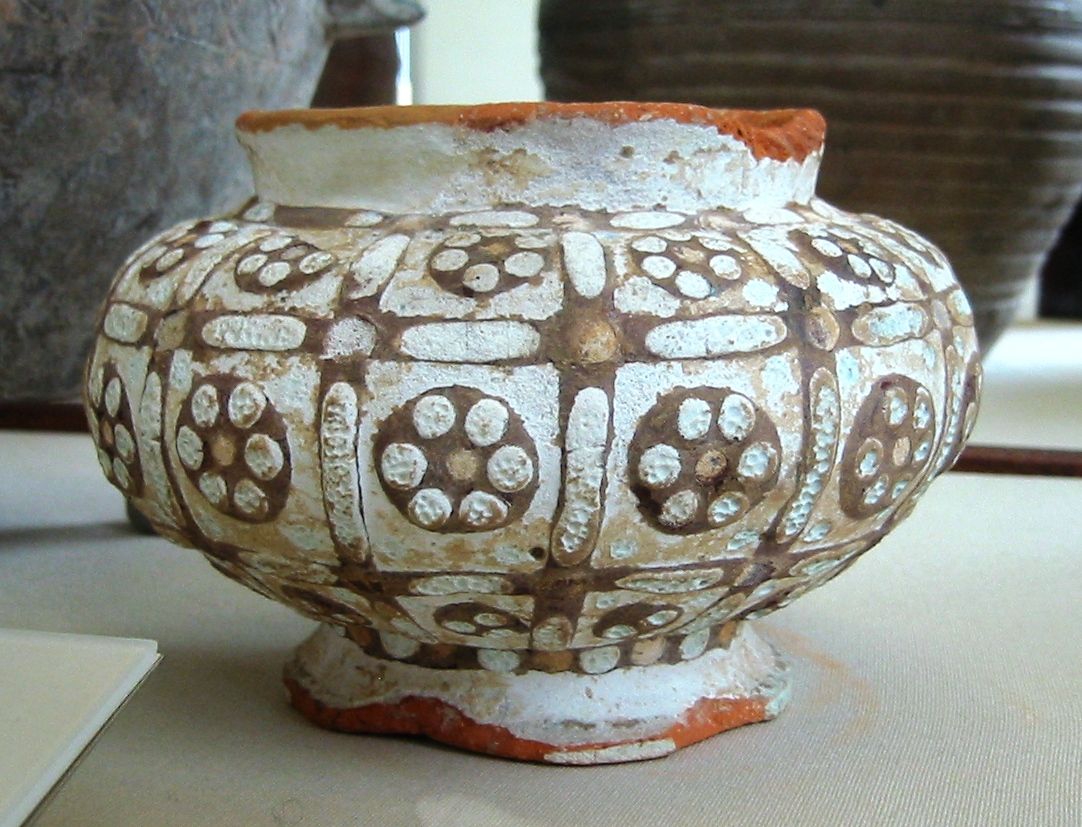
Csou (Zhou)-korabeli váza az i. e. 4. századból

A Sang (Shang)-dinasztia utolsó királyát, a Hszia (Xia)-házi Csié (Jié)hez hasonlóan züllött és kegyetlen csou (zhou)t a Csou (Zhou) törzs uralkodói, Csou Ven-vang (Zhou Wenwang) (Ven (Wen) király) és fia, Csou Vu-vang (Zhou Wuwang) (Vu (Wu) király) döntötték meg valamikor az i. e. 11. században. Ezzel kezdődött a Csou (Zhou)-kor, amely a Kr. e. 3. századig, a kínai császárság megalapításáig tartott. E korszak rendkívül fontos szerepet játszott a kínai történelemben: ekkor alakultak ki azok az eszmék, hagyományok, gondolkodási és társadalmi modellek, intézmények és ideológiák, amelyek az egész későbbi kínai történelmet meghatározták. Ekkor jöttek létre a nagy kínai filozófiai iskolák, ekkor születtek azok a művek, amelyek egészen a legújabb korig mintául és hivatkozási alapul szolgáltak, ekkor alakult ki az írott klasszikus nyelv, amely egészen az 1910-es, 1920-as évek nyelvújító mozgalmáig szinte változatlan formában a birodalom fő kommunikációs eszköze lett. A Csou (Zhou)-korban öltött formát a sajátos kínai kultúra.
A Csou (Zhou)-dinasztia első felében, az úgynevezett Korai Csou (Zhou)- vagy Nyugati Csou (Zhou)-korban az uralkodóház hatalma Észak-Kína nagy részére kiterjedt. Fővárosa a Vej (Wei)-folyó völgyében, a mai Hszian (Xi'an) közelében állt – közel ahhoz a helyhez, ahol később Csin (Qin) állam hatalmas fővárosa, Hszianjang (Xianyang) épült. A Csou (Zhou) eredetileg valószínűleg a Sang (Shang)nál alacsonyabb kulturális szinten álló, de nagyobb katonai erővel rendelkező törzs volt, ezt jelzi, hogy a Shangok meghódítása utáni időszakból a régészeti leletek nem utalnak éles kulturális törésre. A hódítók tehát átvették a meghódítottak kultúráját.
A Csou (Zhou) ház birodalma sem tekinthető egységes államnak. Vu (Wu) király ugyan meghódította a sang (shang)ok befolyása alatt álló területeket, a hatalmas birodalmat azonban képtelen lett volna egyedül kormányozni – az egységes kínai állam létrejöttéhez még mintegy nyolcszáz évnek kellett eltelnie. Az első Csou (Zhou) királyok a meghódított területeket rokonaiknak, hűséges híveiknek vagy a behódolt területi vezetőknek adták adománybirtokul. E helyi vezetők elismerték a Csou (Zhou) királyok politikai és szakrális hatalmát, de saját területükön többé-kevésbé önállóan uralkodtak.
A Csou (Zhou) uralkodók szakrális elsőbbsége igen sokáig fennmaradt. A vang (wang) (király) cím mellett viselték a Tien ce (Tianzi), (Ég fia) méltóságot is, jelezve, hogy eredetük isteni, s hogy ők szolgálnak közvetítőül az Ég és az emberi világ között. Jellemző, hogy amikor az i. e. 4. században Sang Jang (Shang Yang) reformjai sikerrel jártak Csin (Qin)ben, és a Csou (Zhou) király elismerése jeléül áldozati húst ajándékozott Csin (Qin) fejedelmének, az esetet a Csin (Qin)-beli krónikás – aki a történteket számunkra közvetítő Sze-ma Csien (Sima Qian) forrásául szolgálhatott – érdemesnek tartotta feljegyezni annak ellenére, hogy valóságos hatalommal Csou (Zhou) ekkor már nem rendelkezett.
Ven (Wen) és Vu (Wu) királyok uralkodását a későbbi konfuciánus hagyományban aranykornak tekintették, nevükhöz számos történet és legenda fűződött. Valójában azonban az i. e. 8–7. századig igen kevés hiteles adattal rendelkezünk a kínai történelemről. A Ven (Wen), Vu (Wu) és a többi korai Csou (Zhou) királynak tulajdonított intézmények, intézkedések, beszédek zöme minden bizonnyal későbbi, idealizáló hamisítvány.
Az biztos, hogy a helyi fejedelmek az idő múlásával egyre inkább elvesztették személyes kötődésüket a Csou (Zhou) házhoz. Míg egy helyi vezető, aki hatalmát a Csou (Zhou) királytól kapta, valószínűleg élete végéig hűséges maradt a Csou (Zhou) házhoz, az ő fia, unokája vagy még későbbi leszármazottja, aki már öröklés útján, s nem adománnyal jutott a trónra, nem érezte kötelességének mindenben engedelmeskedni a távoli Csou (Zhou) uralkodónak.
Mindenesetre a korai Csou (Zhou)-korra még a viszonylagos stabilitás, a Csou (Zhou) ház uralmának elismerése, az arisztokratikus társadalom szilárdsága volt a jellemző. Ebből a korból egyre több feliratos bronzedénnyel rendelkezünk – ezek időnként teljes „szerződéseket” tartalmaznak –, és talán ekkorra nyúlnak vissza az első kínai könyvek, a Ji Csing (Yi Jing) (Változások könyve), a Su Csing (Shu Jing) (Írások könyve) és a Si Csing (Shi Jing) (Dalok könyve) legkorábbi részei is.
A hagyomány szerint a földművelés az úgynevezett „kútföldrendszer” alapján folyt. Ennek az a lényege, hogy egy négyzet alakú földet két-két párhuzamos vonallal kilenc egyenlő darabra osztottak; ezekből nyolcat egy-egy parasztcsalád művelt, míg a kilencediken, amelyen az adógabona termett, a nyolc család együtt dolgozott. (A rendszer a nevét a csing (jing) (井; jǐng; kút) írásjegynek a felosztott földdarabra emlékeztető formájáról kapta. Lehetséges, hogy a kútföldrendszer a valóságban soha nem létezett, mindenesetre a későbbi évezredekben az ideális, egyenlőségen alapuló paraszti társadalom jelképévé vált. A hagyomány szerint a kútföldrendszert számolta fel Csin (Qin)ben Sang Jang (Shang Yang), amikor eltörölte a földdarabokat elválasztó észak–dél és kelet–nyugat irányú határvonalakat.
A Csou (Zhou) ház hatalma a dinasztiaalapítást követő néhány évszázadban fokozatosan meggyengült, olyannyira, hogy amikor i. e. 771-ben egy barbár törzs megtámadta a fővárost, a fejedelmek nem siettek a megszorult király segítségére, így a város elesett. Ezután a Csou (Zhou) ház székhelyét áttette a biztonságosabb keleti területekre, a mai Luojang (Luoyang) környékére. Az i. e. 770-től i. e. 256-ig tartó késői Csou (Zhou)-kort ezért Keleti Csou (Zhou)-kornak is nevezik.
A Keleti Csou (Zhou)-korra a királyi ház egyre gyorsabb hanyatlása, a helyi fejedelmek megerősödése volt jellemző. A főváros átköltözése után az „Ég fia” valójában csak szakrális jellegű hatalommal rendelkezett. A Csou (Zhou) uralkodók királyi címüket megtarthatták – még évszázadokig egyetlen fejedelem sem merészelte felvenni a vang (wang) címet, akármekkora hatalommal rendelkezett is –, bizonyos szertartásokat csak ők végezhettek el, s egyes diplomáciai aktusokhoz is az ő hozzájárulásuk kellett. Az általuk ténylegesen uralt terület azonban fokozatosan egy-két városnyira zsugorodott.

### Vaskor

#### Tavasz és ősz korszak (i. e. 722–481)
I. e. 770-től i. e. 221-ig a gyakorlatban a teljes politikai széttagoltság jellemezte Kínát. Ezt az időszakot két korszakra szokták osztani: a tavasz és ősz korszakra (春秋; Chūnqiū; Csuncsiu) és a Hadakozó fejedelemségek (戰國; Zhànguó; Csankuo) időszakára. (Mindkettő egy-egy történeti műről kapta a nevét.)
A tavasz és ősz korszakban Kína területén száznál is több, a Csou (Zhou) királyok adománybirtokaiból létrejött, kisebb-nagyobb, egymástól többé-kevésbé független állam létezett egymás mellett. Ezek az országocskák háborúztak, szövetséget kötöttek, kereskedtek, versengtek egymással. Hasonló kultúrájuk mellett az kötötte őket össze, hogy a Csou (Zhou) királyok szakrális felsőbbségét általában elismerték – de azt nem engedték nekik, hogy ügyeikbe érdemben beleszóljanak.

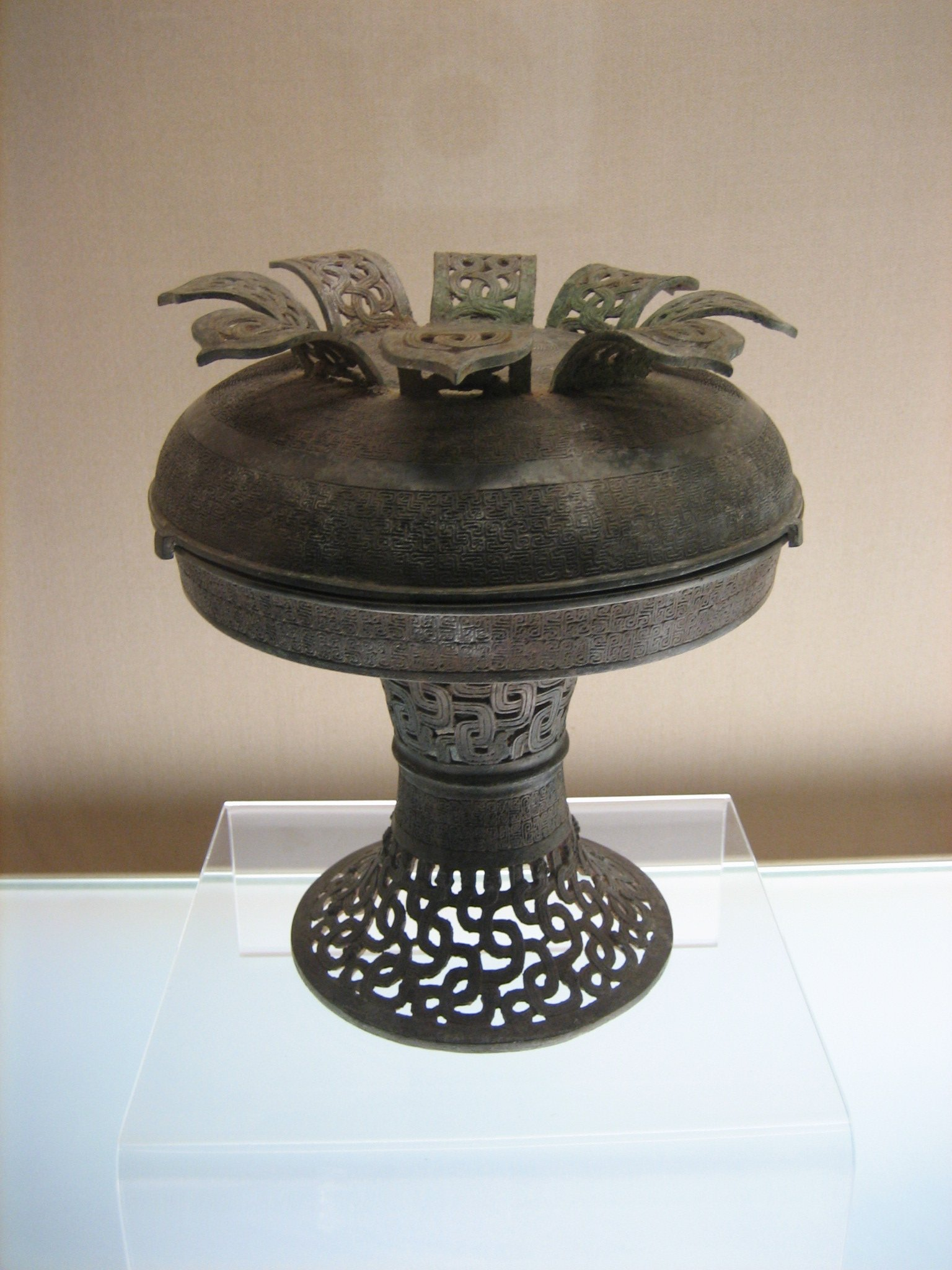
Kínai sárkány mintázatú edény a tavasz és ősz korszakból.

Némi stabilitást, a háborúskodásban valamennyi korlátozást az úgynevezett „hegemónok” (霸; bà; pa) rendszere biztosított. Ez azt jelentette, hogy a korszak egyes kiemelkedő, saját országukat jelentősen megerősítő fejedelmeit a többiek elismerték „hegemónnak”, aki a Csou (Zhou) királyok nevében bizonyos intézkedéseket hozhatott a többi ország ügyeiben is. Ez a rendszer azonban csak az i. e. 8. századtól az i. e. 6. századig működött, ekkor is csupán korlátozott eredménnyel.
A tavasz és ősz korszak a folyamatos háborúk, de ezzel együtt a különböző államok közötti egyre élénkebb érintkezés, valamint a hatalmas gazdasági és kulturális fejlődés időszaka is volt. A régi, korai Csou (Zhou)-kori társadalmi rendszer és intézmények kezdtek felbomlani, átalakulni. Tehetséges, de kevésbé előkelő származású emberek hatalomra kerülhettek, régi arisztokrata családok szülöttei elszegényedtek és kiestek a kegyekből. Ugyanakkor a gazdaság fejlődése következtében a népesség növekedett, a kínai világ határai kitágultak, az egymástól korábban viszonylag elzárt államok közötti kapcsolatok szorosabbá váltak.
A tavasz és ősz korszakban került sor a törvények első írásba foglalására. A társadalom felbolydulásával, a korábbi normák megrendülésével ugyanis szükségesnek tűnhetett a szabályok rögzítése, a viszonyok konzerválása. Emellett az egyre nagyobb területű és sűrűbb népességű államokban elkerülhetetlenné vált, hogy a korábbi, személyes kapcsolatokon alapuló normarendszert felváltsa a személytelen és elfogulatlan törvények rendje. Ezt a folyamatot, az ezzel foglalkozó forrásokat a következő fejezetben tárgyaljuk.
Az új viszonyok közepette megindult az útkeresés, megjelentek az első „filozófiai” iskolák, amelyek elsősorban evilági, politikai kérdésekre keresték a választ. A fő kérdés az volt: hogyan lehet a nyilvánvalóan a feje tetejére állt világban rendet teremteni, miként lehet a köznépnek és a vezető rétegeknek nyugalmat és ezzel jólétet biztosítani. A legfontosabb ilyen iskolának a konfucianizmus, a motizmus, a taoizmus és a legizmus számított.

#### Hadakozó fejedelemségek kora (i. e. 403–221)
A tavasz és ősz korszakban öt fejedelemség emelkedett ki a többi közül. Ezek közül az egyik, a központi fekvésű Csin (Jin) i. e. 453-ban három részre szakadt, mindháromban a Csin (Jin)ben korábban uralkodó dinasztia egy-egy főembere alakított saját uralkodóházat. Ezzel a jelentősebb fejedelemségek száma hétre emelkedett. A szakadást i. e. 403-ban az ekkor már valós hatalommal nem rendelkező Csou (Zhou) király is elismerte, innentől szokás számítani az új korszak, a Hadakozó fejedelemségek időszakának kezdetét.
Ebben a korszakban, miután a Csou (Zhou) ház teljes eljelentéktelenedése nyilvánvalóvá vált, az államok közötti küzdelem még élesebb lett és új dimenziókat öltött. Már nem csak az országhatárok kiterjesztéséért, a minél nagyobb befolyásért harcoltak a fejedelemségek, hanem nyíltan vállalták az új célt, a többi állam megsemmisítését, a kínai világ egyesítését. A fejedelmek sorban felvették az eddig csak a Csou (Zhou) ház által használt vang (wang) uralkodói címet, ezzel is jelezve, hogy immár az egész birodalomra igényt tartanak.

Az államok térhódítása és átrendeződése a Hadakozó fejedelemségek idején

A harc általánossá válását elősegítette a vas, a „demokratikus” fém elterjedése. Kína ugyanis a keleti Csou (Zhou)-korban lépett be a vaskorba. Vasból, a drágább bronzzal szemben, mezőgazdasági szerszámok is készültek, ami elősegítette a termelés hatékonyságának növekedését. Az új fém jelentősége a harcászatban még nagyobb volt: lehetővé tette, hogy a korábbi, arisztokratikus, költséges harci szekerekre épülő hadakozást felváltsa az olcsó vasfegyverekkel ellátott tömeghadseregek háborúja.
Az évszázados harcok folyamán az i. e. 3. századra végül három állam emelkedett ki: a déli Csu (Chu) (楚; Chǔ), az északkeleti Csi (Qi) (齊; Qí) és az északnyugati Csin (Jin) (晉; Jìn). A végső harc végül e három fejedelemség között zajlott, s mint ismeretes, Csin (Jin) győzelmével zárult.
A hegemóniáért folytatott küzdelem két síkon folyt. A külpolitika területén megélénkült a diplomácia, szövetségek köttettek és bontattak fel, háború háborút követett. A lehető legsikeresebb szövetségi rendszer létrehozására, s ezzel a birodalom egyesítésére két elképzelés létezett. Az egyiket, a „horizontális szövetség” elvét Csin (Jin) próbálta elfogadtatni: ennek alapján keleten Csi (Qi) államra támaszkodva Csu (Chu) állammal szemben próbált tengelyt létrehozni. A másik, a „vertikális szövetség” terve Csu (Chu) államban született: ez Csin (Jin) kirekesztésével, Csi (Qi) és Csu (Chu) körül hozott volna létre erős államcsoportot a kisebb fejedelemségek részvételével. Ebből látszik, hogy valójában két ország állt egymással szemben: Csin (Jin) és Csu (Chu), s mindkettő Csi (Qi) államot próbálta megnyerni a terveihez.
A másik jelentősebb terület, ahol az egyesítési harc zajlott, az egyes államok bel- és gazdaságpolitikája volt. A hadakozás ugyanis nemcsak a harcmezőkön folyt. Azért, hogy a lehető legerősebb hadsereget tudják kiállítani, a fejedelemségek igyekeztek mindent alárendelni a katonaság fejlesztésének és ellátásának. Ehhez meg kellett találni a kormányzás, az erőforrások összpontosításának leghatékonyabb módjait. Az egyes államok sorra léptették életbe a különböző reformokat, s mint a történelem megmutatta, a legsikeresebb belső intézkedéseket végrehajtó állam lett az, amelyik az évszázados véres harcban végül felülkerekedett. A reformokhoz új eszmékre és képzett kormányzati szakemberekre volt szükség – ezeket biztosították a különböző filozófiai iskolák, elsősorban az i. e. 4. században megjelent legizmus. Ennek következtében a korszakra jellemző változás a hivatásos tisztviselők megjelenése a kormányzatban és a városok fontosságának megnövekedése, mivel a közigazgatási központok idekerültek, továbbá a polgárság kialakulása.

### Korai császárkor

#### Csin(Qin)-dinasztia (i. e. 221–206)
A Csin (Qin) állam az i. e. 10-9. században jött létre a Vej (Wei)-folyó völgyében, a mai Kanszu (Gansu) és Senhszi (Shaanxi) tartományok területén, s évszázadokig jelentéktelen, félbarbár terület maradt a kínai világ perifériáján. A központi fekvésű fejedelemségek sokáig nem ismerték el magukkal egyenrangú, „kínai” államnak, uralkodóját még i. e. 361-ben sem hívták meg a fejedelmek találkozójára.
Az a tény, hogy Csin (Qin) a kínai területek perifériáján helyezkedett el, hosszú távon nagyban hozzájárult sikeréhez.
Egyrészt nem kötötték azok a hagyományok, amelyek a központi területeken sokszor a fejlődés gátjává váltak. A „konfuciánus” – valójában már jóval Konfuciusz előtt ismert – erények, a „kötelességtudat” (義; yì; ji) és a „szertartásosság” (禮; lǐ) béklyói, az örökletes kiváltságok rendszere, ha nem is voltak teljesen ismeretlenek Csin (Qin)ben, de nem váltak meghatározóvá. Így, mivel a fenti erényekre épülő örökletes arisztokrácia gyenge volt, nagyobb tér jutott az állam hatékony működéséhez elengedhetetlen központosításnak. Mivel a ji (yi), a li és a többi hagyományos „erény” nem hatotta át a társadalmat, lehetővé vált, hogy e – szokásjog jellegű – normarendszerek helyett egységes, írott, az élet minden területére kiterjedő törvények szabjanak keretet a lakosok életének. Mindez persze kiváltotta a központi, „civilizált” fejedelemségek írástudóinak rosszallását, de Csin (Qin) megerősödéséhez nagyban hozzájárult.

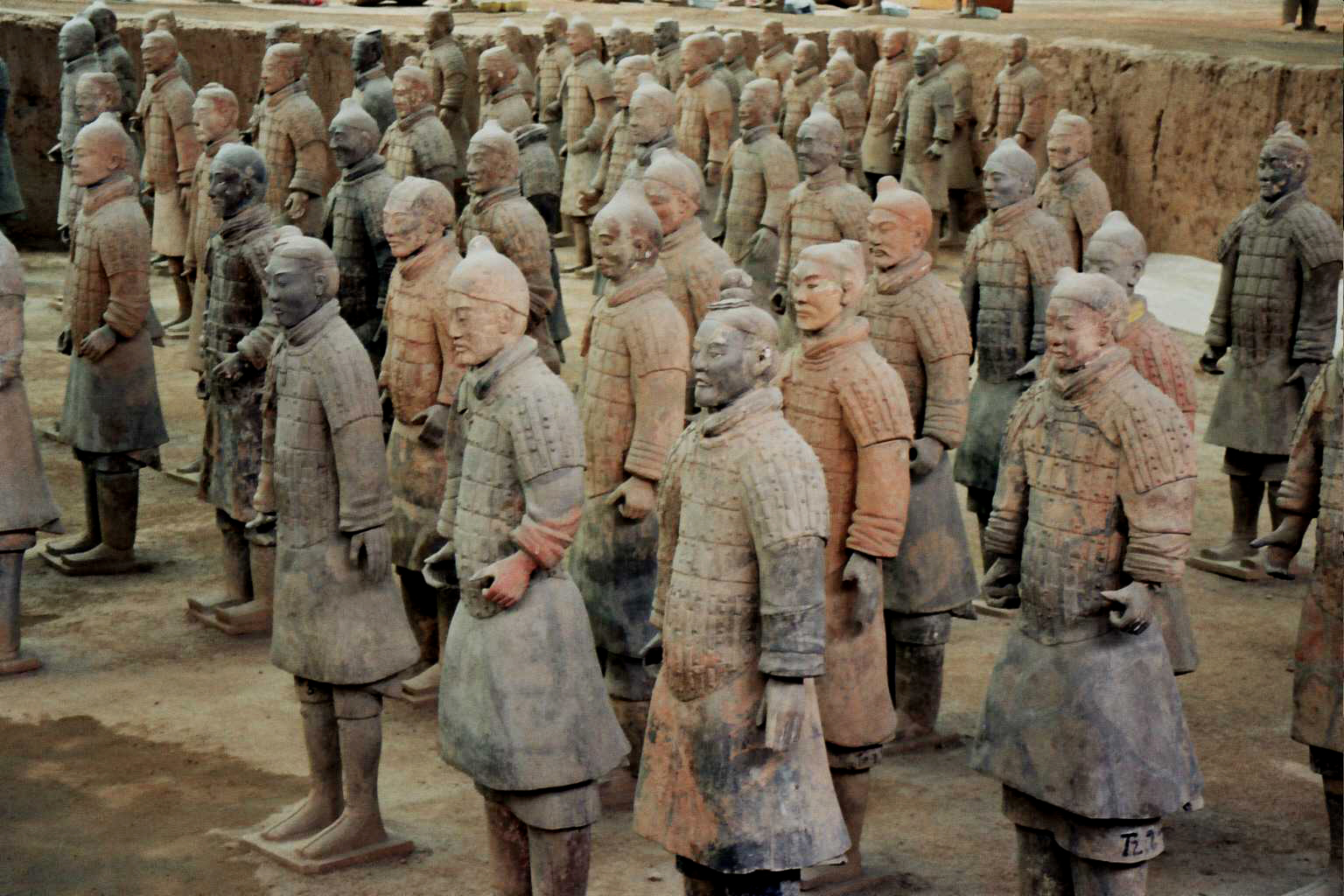
Csin Si Huang-ti (Qin Shi Huangdi) híres agyaghadserege

Az ország földrajzi elhelyezkedése katonai szempontból igen előnyös volt. Csin (Qin)t minden oldalról hegyek és folyók vették körül, s amikor a hegységeken átkelőként szolgáló szorosokat (guan, kuan) sikerült elfoglalnia, szinte sebezhetetlen lett: ő maga a szorosokból bármikor támadást zúdíthatott a hegységek lábánál elterülő sík vidékekre, védekező harcok esetén viszont a szorosok elzárásával területét könnyedén megóvhatta a pusztítástól.
A periférikus helyzet következménye volt az is, hogy Csin (Qin) egyfolytában, évszázadokon át ki volt téve a barbárok, a rong (zsung)ok (戎; róng)) támadásainak. Míg a központi területeken a hegyekben élő törzsek ekkorra már nagymértékben beolvadtak a hanok közé, a hegyes-völgyes Csin (Qin)ben és környékén még számos vad népcsoport élt, amelyek folyamatosan fenyegették a letelepült földművelő népességet. Csin (Qin)-beli Xiang már i. e. 771-770-ben hadjáratot folytatott a rong (zsung)ok ellen, amikor azok megtámadták a Csou (Zhou) királyt – ez utóbbi ekkor ismerte el Csin (Qin)t vazallus területnek, innentől datálható Csin (Qin) állam hivatalos történelme. I. e. 623-ban az egyik legnagyobb Csin (Qin)-beli fejedelem, Mu (uralkodott: i. e. 659-621) hatalmas győzelmet aratott a rong (zsung)ok felett. A legjelentősebb rong (zsung)-ellenes sikert i. e. 327-ben érte el az ország, ekkor – az időközben úgy tűnik, letelepült – „barbároknak” huszonöt fallal körülvett városát foglalták el. Nemsokára, Csao Hsziang (Zhaoxiang) király alatt (Kr. e. 306-251) Csin (Qin) hosszú falat épített a hu-nak nevezett barbárok ellen – ez volt talán az első lépés a későbbi nagy fal megteremtéséhez.
A barbár támadások okozta látszólagos hátrány Csin (Qin) előnyére vált: az évszázados harcokban a Csin (Qin)-beliek hozzászoktak az állandó háborúskodáshoz, és a kínai világ legtapasztaltabb, legkeményebb – és legkegyetlenebb – katonáivá váltak. A nomádok elleni, életre-halálra menő háborúkban nem lehetett alkalmazni a kínai államok közötti hadijogi normákat, a cél itt nem új adófizetők szerzése, hanem az ellenség megsemmisítése volt. Csin (Qin) ezáltal valódi katonaállammá vált, amelyben a hivatalnokapparátus és az egész állam fő célja a hadsereg utánpótlásának, felszerelésének és ellátásának biztosítása volt. Így Csin (Qin)ben jelentősebb kulturális értékek nemigen születtek, ugyanakkor a hadsereg idővel képes volt egyedül legyőzni az összes többi kínai államot. A barbárok közelségének tudható be egy haditechnikai újítás, a mozgékony lovasság alkalmazása is, amely vasfegyverekkel ellátva jóval hatékonyabb volt, mint a nehézkesebb harci szekerek.
Csin (Qin) végső győzelméhez a nagy fejedelmeken kívül egy olyan kivételes egyéniség is hozzájárult, mint Sang Jang (Shang Yang), a törvényhozó, aki reformjaival felkészítette Csin (Qin)t a végső összecsapásra.
Csin (Qin) i. e. 326-ban – történetében először – az ország bemutatta a hagyományos la áldozatot, ezzel jelezve, hogy magát a kínai világ részének tartja. 318-ban nagy győzelmet aratott Han, Csao (Zhao), Vej (Wei), Jen (Yan) és Csi (Qi) felett, állítólag 82 ezer ellenséges katonát lemészárolva. 312-ben Csu (Chu) seregeit verte szét, a Csu (Chu)-beli áldozatok számát a győztestől származó források 80 ezerre tették. I. e. 293-ban Hant és Vej (Wei)t győzte le, 240 ezres veszteséget okozva, 274-ben Vej (Wei) felett diadalmaskodott, 150 ezer ellenséges katonát megölve. I. e. 260-ban Csao (Zhao) 400 ezer katonáját, akik megadták magukat, a Csin (Qin) seregek – ígéretüket megszegve – lemészárolták. Ezek után már nem is keltett jelentősebb feltűnést, hogy i. e. 256-ban Csin (Qin) kiirtotta a hatalmát már rég elvesztett maradék Csou (Zhou) házat, s ezzel névlegesen is véget vetett a Csou (Zhou)-dinasztia nyolcszáz éves uralmának.

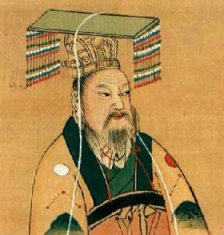
Csin Si Huang-ti (Qin Shi Huangdi)

A birodalomegyesítés feladatát végül az i. e. 246-ban trónra lépett Jing Cseng (Ying Cheng), a későbbi Csin Si Huang-ti (Qin Shi Huangdi) (秦始皇帝; Qín Shǐ Huángdì) hajtotta végre.
Jing Cseng (Ying Cheng), a kínai történelem egyik legnagyobb egyénisége, tizenhárom évesen, kalandos úton lett Csin (Qin) királya. I. e. 238-ban vált nagykorúvá, ekkor vette saját kezébe a kormányzást. Első dolga az volt, hogy udvarában leszámolt az egymással vetélkedő egyénekkel – így ért i. e. 235-ben szomorú véget az őt hatalomra juttató Lü Pu-vej (Lü Buwei) (呂不韋; Lǚ Bùwéi), a kereskedőből lett főember, akit a későbbi, igen elfogult konfuciánus hagyomány Jing Cseng (Ying Cheng) természetes apjának tartott. Nem várt jobb sors a legnagyobb legista filozófusra, Han Fej (Han Fei)re sem, aki i. e. 233-ban Csin (Qin)be látogatott. Őt nem sokkal az után, hogy a király személyesen fogadta, kivégezték – talán volt tanulótársa, Li Sze (Li Se) intrikái nyomán.
Hatalma megszilárdítása után Jing Cseng (Ying Cheng) kifelé fordult. I. e. 230-ban tehetséges hadvezérei lerohanták Hant, majd sorra a többi fejedelemséget. I. e. 221-ben az utolsó ellenfél megadta magát. Ezzel Kína – történelme során először – egy uralkodó alatt egyesült, ettől kezdve lehet császárságnak nevezni Csin (Qin)t.
A fejedelemségek egyesítése után Jing Cseng (Ying Cheng) azonnal nekilátott, hogy az addig széttagolt területekből egységes, központosított birodalmat hozzon létre. Bár rövid uralkodása alatt kevés új intézményt alkotott, s a gyakorlatban a Csin (Qin)ben már évtizedek, évszázadok óta működő rendszert terjesztette ki az egész birodalomra, ezzel olyan forradalmi változásokat hozott a kínai világban, amilyenekre a 20. századig nem volt példa.
Az egész általa ismert civilizált világot uraló Jing Cseng (Ying Cheng) kevésnek tartotta a Csou (Zhou) uralkodók hagyományos címét, a „királyt” (vang (wang)), ezért új méltóságot alkotott: magát Huang-tinak, azaz „fölséges uralkodónak” nevezte, ezt szokás „császárnak” fordítani. A cím elé odaillesztette a si (shi) (始; shǐ), „első” írásjegyet, s így lett a teljes neve Csin Si Huang-ti (Qin Shi Huangdi), vagyis „Csin (Qin) Első Császára” (rövidebben Csin Si Huang (Qin Shi Huang)).
Tanulva Csou (Zhou) sorsából, Li Sze (Li Se) javaslatára a meghódított területeket nem osztotta szét tábornokai, rokonai, miniszterei között, hanem a Csin (Qin)ben már eddig is működő közigazgatási rendszert kiterjesztve Kínát harminchat tartományra, csün (jun)re (郡; jùn) osztotta, ezek élére kormányzókat, csünsoukat (郡守; jùnshǒu) és katonai parancsnokokat, csünvej (junwei)eket nevezett ki a polgári, illetve katonai ügyek intézésére. A kormányzókat és parancsnokokat a központi kormányzat nevezte ki, ennek tartoztak felelősséggel, és bármikor leválthatták őket. A tartományok több járásból, hszienből (县; xiàn) álltak, ezeket a járásfőnökök igazgatták – ők tízezer portánál nagyobb járás esetén a ling (陵; líng), a kisebb járásokban pedig a csang (鄣; zhāng) címet viselték. Később a tartományok száma 48-ra emelkedett.
Annak érdekében, hogy a régi arisztokráciát szemmel tartsa, illetve anyagi és társadalmi bázisától megfossza, a legyőzött fejedelemségek előkelőit fővárosába, Hszienjang (Xianyang)ba telepítette. Az elfoglalt államok fegyvereit beolvasztotta és hatalmas szobrokat öntött belőlük.
A fejedelemségeket korábban elválasztó falakat Csin Si Huang-ti (Qin Shi Huangdi) lebontatta, a birodalom északi határán a barbárok elleni védekezésül épült falszakaszokat viszont összeköttette: ez lett a ma is látható kínai nagy fal elődje.
A hagyomány szerint az Első Császár egységesítette a pénzt, a mértékegységeket, a kocsitengelyeket és az írásjegyeket. A kocsitengelyek egységesítése azt szolgálta, hogy a földutakon a kerekek által vájt nyompárban közlekedő szekerek akadálytalanul szállíthassák a híreket, a seregeket és az adógabonát. A birodalom hivatalos írásává a Csin (Qin)ben addig is használatos úgynevezett „kispecsétírást” (小篆; xiǎozhuàn; hsziaocsuan) tették meg. Ugyanakkor megjegyzendő, hogy ez – igen bonyolult volta miatt – valószínűleg csak a hivatalos feliratok, ünnepélyesebb dokumentumok lejegyzésére szolgálhatott, a kevésbé fontos iratokat egyszerűbb, „kancellár” írással (隸書; lìshū; lisu) írták.
Csin Si Huang-ti (Qin Shi Huangdi) igyekezett teljesen megbolygatni és átalakítani az addigi társadalmi rendet, felszámolni az örökletes arisztokrácia, a helyi kiskirályok uralmát. Az ellenállás letörése érdekében elrendelte, hogy bizonyos gyakorlati hasznú – jóslással, orvoslással vagy földműveléssel foglalkozó – írások kivételével minden könyvet égessenek el, kivéve a császári könyvtár állományában lévő műveket. A veszélyesnek tartott konfuciánus írástudókat élve elásatta.
Mindemellett nagyszabású építkezésekbe fogott. A már említett nagy fal mellett hatalmas császári palotát építtetett, illetve hegynyi méretű síremléket állíttatott magának. A leghíresebb utána maradt emlék a sírjától nem messze talált agyaghadsereg: a Csin (Qin)ben valaha uralkodott katonás rendet a szabályos sorokban menetelő, egyforma páncélzatú és fegyverzetű több ezer agyagkatonánál jobban semmi sem illusztrálhatná.
Az Első Császár legendásan babonás volt. Mélyen hitt az örök élet füvének létezésében, ezért tengeri expedíciókat küldött a halhatatlanok szigetének megkeresésére, a csodaszer megszerzésére. Emellett – talán a korábban ellene végrehajtott sikertelen merényletkísérletek hatására – fokozódó üldözési mánia vett rajta erőt. Palotájába zárkózva csak bizalmasaival érintkezett, minden nap más teremben aludt, s kizárólag a hozzá legközelebb állók tudták, hogy éppen hol tartózkodik. Sírjába állítólag egész földalatti várost építtetett, amelyben a tó- és folyómedreket víz helyett higannyal töltötték fel.
Csin (Qin) jól szervezett katonaállam volt, és Csin Si Huang-ti (Qin Shi Huangdi) az itteni rendszert terjesztette ki a meghódított területekre. Ami azonban Csin (Qin)ben működött, a többi volt fejedelemségben – részben az eltérő hagyományok, részben a Csin (Qin) által alkalmazott kegyetlen eszközök miatt – kemény ellenállást váltott ki. Az Első Császár gyakorlatilag minden társadalmi réteg érdekeit megsértette: a parasztságot a súlyos adók, közmunkák és katonáskodási kötelezettség, az arisztokráciát a hatalmát megnyirbáló intézkedések, a tudósokat az őket sújtó rendeletek állították szembe Csin (Qin) uralmával.

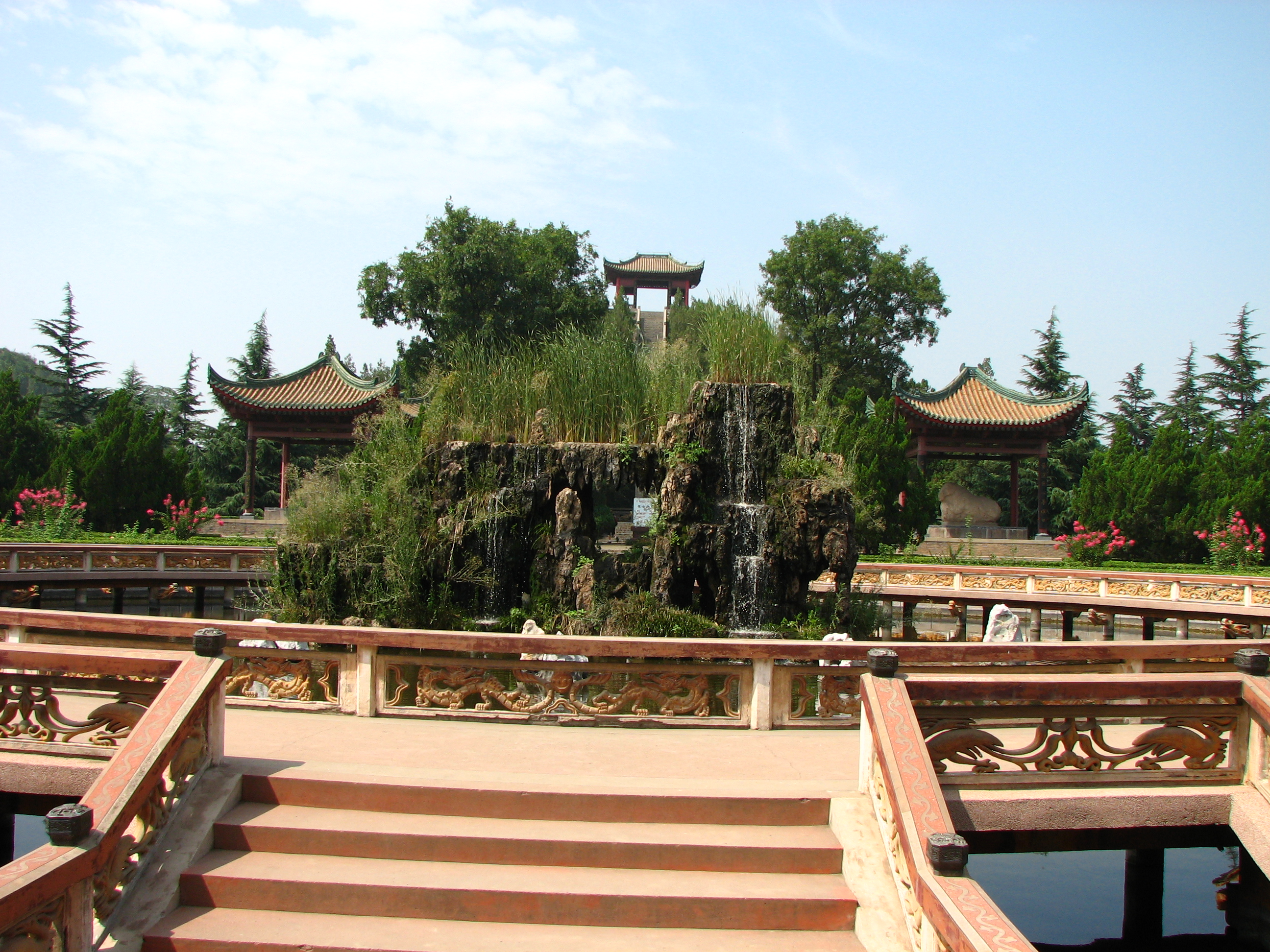
A Han-dinasztia síremléke

I. e. 210-ben Csin Si Huang-ti (Qin Shi Huangdi) egy körutazáson váratlanul megbetegedett és meghalt. Azonnal kibontakozott az utódlási harc, s többek között Li Sze (Li Se) intrikáinak köszönhetően nem a tehetségesnek tartott trónörökös, hanem egy másik, apjánál is kegyetlenebb és önteltebb fiú került hatalomra. A birodalom ekkor már az összeomlás szélén állt. Az i. e. 209-ben kitört parasztfelkelést a Csin (Qin) seregek még leverték, de a következő években már az egész birodalom lángba borult. I. e. 206-ban egy lázadó csoport betört a fővárosba és kiirtotta a testvérgyilkosságok által már amúgy is megtizedelt császári családot. A következő évek harcaiból végül a Liu Pang (Liu Bang) nevű lázadó vezér került ki győztesen. I. e. 202-ben ő alakította meg a Han-dinasztiát, amely több mint négyszáz évig állt fenn és a kínai történelem egyik aranykorát hozta.
A Csin (Qin)-dinasztia természetesen nem tűnt el nyomtalanul. Bár az első években a Han-dinasztia kénytelen volt részben visszatérni a birtokadományozási politikához, később e területeket visszavették, így az egész császárkori Kína közigazgatása a Csin (Qin)-kori tartományi keretekre épült. Mint fentebb említettük, ugyanez mondható el a jogrendszerről is. Az alacsony származású első Han uralkodó nem rendelkezett megfelelő tapasztalattal, hivatalnokállománnyal, elméleti háttérrel, így kényszerűségből is Csin (Qin) intézményeire, hivatalnokaira, törvényeire és államszervezési gyakorlatára épített – miközben propagandájában természetesen megtagadott mindent, ami elődjével kapcsolatos volt.

#### Han-dinasztia (i. e. 206 – i. sz. 220)

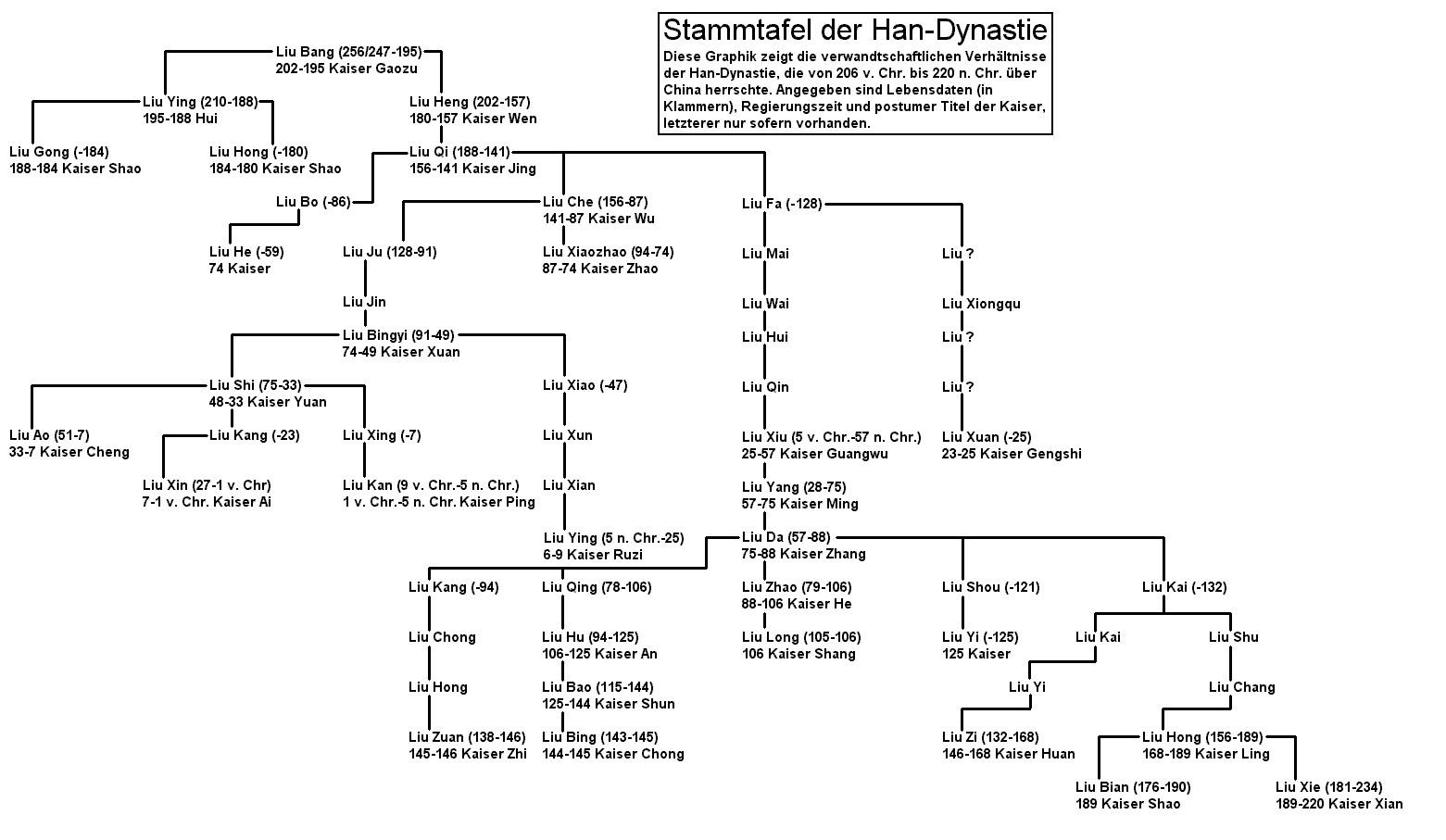
A dinasztia leszármazási táblája

A Han-dinasztia (漢朝; Hán cháo; i. e. 206/202 – i. sz. 220) Kína történelmében az első hosszú életű császári dinasztia volt.
A Csin (Qin)-dinasztia (i. e. 221–206) rövid ideig tartó uralmát egy felkeléssorozat söpörte el. A dinasztia bukását követő zűrzavarból két lázadó vezér, Hsziang Jü (Xiang Yu) és Liu Pang (Liu Bang) emelkedett ki, akik közül i. e. 202-ben az utóbbi kerekedett felül, megalapítva a Han-dinasztiát. Liu Pang (Liu Bang) kénytelen volt támogatóit, rokonait nagy földbirtokadományokkal jutalmazni, s a Csin (Qin)-dinasztia bukásából okulva igyekezett minden tekintetben kompromisszumos politikát folytatni. A központi hatalom megerősödésére, a birodalom felvirágzására csak Liu Pang (Liu Bang) dédunokája, Han Vu-ti (Han Wudi) császár alatt került sor (ur. i. e. 141/140–87). Han Vu-ti (Han Wudi) megfogadta egyik tanácsadója, Tung Csung-su (Dong Zhongshu) javaslatát, s az ország államideológiájává a konfucianizmust tette, amely ekkor már legista elemekkel keveredett. Han Vu-ti (Han Wudi) végleg felszámolta a helyi kiskirályok uralmát, a birodalmat tizenhárom tartományra osztotta, amelyet kinevezett hivatalnokok igazgattak. Bevezette a versenyvizsgákat. A birodalom határait évtizedek óta veszélyeztető hsziungnuk (xiongnuk)ra sorozatos vereségeket mért, birodalma határait kiterjesztette, s biztosította a Közép-Ázsiába vezető kereskedelmi útvonalakat.
Han Vu-ti (Han Wudi) uralkodásának vége felé, s különösen utódjai alatt a parasztok terhei növekedtek, fokozódott a földkoncentráció, ami az uralkodóház meggyengüléséhez vezetett. A tehetetlen császárok kezéből a tényleges hatalom a császárnéi családok kezébe csúszott át. Vang Mang (Wang Mang), az egyik császárné unokaöccse i. sz. 9-ben palotaforradalmat hajtott végre, s Hszin (Xin), azaz új néven saját dinasztiát alapított. A feszültségek enyhítése érdekében visszaállította a kútföldrendszert, az uralkodó tulajdonának nyilvánított minden földet, megtiltotta a rabszolgák adásvételét, a sólepárlást, a vasöntést és a szeszfőzést állami monopóliummá nyilvánította. A reformokat azonban képtelen volt következetesen végrehajtani, s az állandó bizonytalanság és a természeti csapások hatalmas felkelésekhez vezettek (i.sz. 17-ben Lülin [Zölderdő] felkelés; 18-ban Csemej (Chimei) [vörösszemöldökűek]). Vang Mang (Wang Mang) uralmát a felkelők megdöntötték, s a trónra a Han ház egyik tagja, Liu Hsziu (Liu Xiu) került (i.sz. 25.), visszaállítva a Han-dinasztia uralmát.

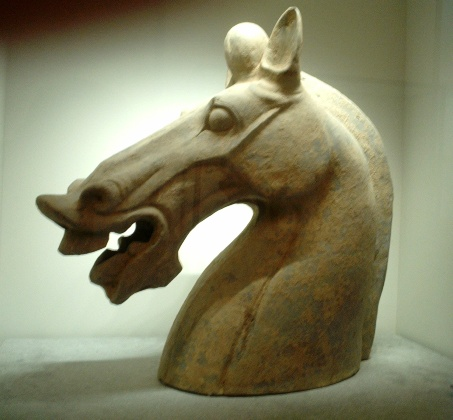
Terrakotta lófej (1-2. század)

Ettől fogva az i. e. 206/202-től i. sz. 9-ig tartó időszakot Nyugati vagy Korai) Han-kornak, az i. sz. 25-től 220-ig tartó periódust pedig Keleti (vagy Kései) Han-kornak nevezik – a fővárosok, Csangan (Chang'an) (ma Hszian (Xi'an), Senhszi (Shaanxi)), illetve Luojang (Luoyang) elhelyezkedése alapján). Liu Hsziu (Liu Xiu) visszatért a Nyugati Han-kor elején alkalmazott parasztpártoló politikához, s sikerült dinasztiája hatalmát konszolidálnia. A megerősödött birodalom újra legyőzte a hsziungnu (xiongnu)kat (i.sz. 73, 91), s megszilárdította Kína közép-ázsiai uralmát.
A 2. században azonban újra megindult a földkoncentráció, a parasztok elszegényedtek, miközben a trónon tehetetlen bábcsászárok követték egymást. 184-ben kitört az egy vallásos taoista szekta által vezetett sárgaturbánosok felkelése, amely ugyan elbukott, de a dinasztia uralma végleg meggyengült, s a hatalom a helyi parancsnokok kezébe került. Ezek egyike 220-ban hivatalosan is véget vetett a Han-dinasztia uralmának. Ezzel a széttagoltság több évszázados korszaka vette kezdetét Kínában. A Han-kort közvetlenül a Három királyság korszaka (220-280) követte.
A Han-kor Kína történetének egyik legfényesebb korszaka volt: megszilárdult az egységes, bürokratikusan kormányzott Kína eszméje, a kínai művészetek virágzásnak indultak, a konfucianizmus hivatalos állameszmévé vált, rögzült a hivatalnokvizsgák rendszere. A kínaiak a mai napig „han”-oknak nevezik magukat, nyelvüket pedig „a hanok nyelvének” (汉语; Hànyǔ).

## Kína a középkorban
A kínai középkor a kínai történelemnek a 220–1368 közötti időszakát öleli fel, ami nem esik egybe az európai szemléleten alapuló középkorral, de közelíti azt.
A kínai középkort a kínai ókor előzi meg, és a Ming-kor követi (1368–1644).
A kínai középkor a széttagoltság kezdeti, átmeneti kora után a mintegy 700 évet felölelő klasszikus kínai császárkort, majd a nagy törést jelentő mongol uralom rövidebb korszakát foglalja magában.

### A három királyság kora
Az utolsó Han császár bukása után Kína három királyságra szakadt: az északi Vej (Wei)re (魏; Wèi), a délkeleti Vu (Wu)ra (吳; Wú) és a mai Szecsuan (Sichuan) tartomány területét uraló Su (Shu)ra (蜀; Shǔ). A három királyság évtizedeken át véres háborút vívott egymással (erről szól A három királyság regényes története című híres Ming-kori regény), míg végül 263-ban Vej (Wei) legyőzte Su (Shu)t, 280-ban pedig Vu (Wu)t. 265-ben Vej (Wei) államban az egyik hadvezér megdöntötte az uralkodót és új dinasztiát alapított, így az ország újbóli egyesítése már nem Vej (Wei), hanem Csin (Jin) néven történt (晉; Jìn – nem azonos az országot először egyesítő Csin (Qin)nel).
Időközben az északi, északnyugati erdőségekben és sztyeppéken megerősödtek a különböző lovas nomád törzsek, amelyek már eddig is sok gondot okoztak a kínaiaknak. Mandzsúria, Közép-Ázsia, az északnyugati hegyek és fennsíkok a történelem folyamán kiapadhatatlan forrásai voltak a különféle nomád törzseknek, amelyeknek lételeme volt a hódítás. Lovas harcmodorukkal szemben a főleg gyalogosokból álló kínai hadsereg gyakran tehetetlen volt, különösen azokban a korszakokban, amikor a központi hatalom meggyöngült, így nem tudott ütőképes hadsereget kiállítani az északról támadó nomád hordák ellen. A Kr. u. első évezred folyamán különösen sok harcos nomád csoport jelent meg és állt össze erős törzzsé vagy törzsszövetséggé Ázsiában. Ezek aztán szinte egy időben támadtak rá Európában a meggyengült Római Birodalomra (ld. Attila hunjai), illetve Ázsiában a meggyengült Kínai Birodalomra.

### Nyugati és KeletiCsin(Jin)
A 280-ban létrejött Csin (Jin) birodalom nem tudta tartóssá tenni a hatalmát. Az első Csin (Jin) császár 289-ben bekövetkezett halála után trónviszályok törtek ki, amelyeknek egyes résztvevői az északi nomád népek csapatait hívták segítségül, köztük a mai Belső-Mongólia Autonóm Terület és Hopej (Hebei) tartomány területén élő hsziungnuk (xiongnuk)at. A behívott nomádok azonban óriási pusztítást végeztek Észak-Kínában. A hsziungnu Liu Jüan (Liu Yuan) fejedelem 304-ben szinte az egész akkori Észak-Kínát (a mai Sanhszi (Shanxi) és Honan (Henan) területét) uralma alá hajtotta, és kínai császárrá kiáltotta ki magát (Han Csao (Han Zhao) állam, 304-329). 316-ban elfoglalta a Csin (Jin) fővárost, Csangan (Chang'an)t (ma Hszian (Xi'an), Senhszi (Shaanxi)), és azt a saját székhelyéül rendezte be. A Csin (Jin) császári ház egyik délre menekült tagja 317-ben Csienkang (Jiankang)ban (建康; Jiànkāng; a mai Nanking (Nanjing)) császárrá kiáltotta ki magát, ezzel megalakult a Keleti Csin (Jin). (A korábbi Csin (Jin)t ezóta Nyugati Csin (Jin)ként tartják számon.) Az ország ezzel két részre szakadt: a nomádok által uralt Északra és a kínai uralkodók által uralt délre.

### Az északi és déli dinasztiák kora
Délen a Keleti Csin (Jin) 317-től 420-ig uralkodott, utána 589-ig, az ország újraegyesítéséig négy másik, rövid életű dinasztia váltotta egymást a trónon. Fővárosa mind az öt déli uralkodóháznak Csienkang (Jiankang), a mai Nanking (Nanjing) volt. Mivel a déli dinasztiák mind kínaiak voltak, itt éltek tovább a legelevenebben a kínai hagyományok, s ezeket az uralkodóházakat tartja a későbbi történetírás a hanok legitim örököseinek. Ezért a 222-től, a Három királyság Déli Vu (Wu) államának megalakulásától 589-ig tartó időszakot a Hat dinasztia (六朝; Liù cháo) korszakának nevezik. Ezen belül a 420-tól 589-ig tartó időszakot – a megosztottságra utalva – Déli és északi dinasztiák koraként (南北朝; Nán Běi cháo) tartják számon.
Északon eközben a különböző barbár törzsek (hunok, hszien-pej (xianbei)ek, topá (tuobá)k stb.) összesen tizenhat kisebb-nagyobb államocskát alakítottak. Ezek lakosságának nagy részét természetesen a kínaiak alkották – akik Kína területén mindig minden behatolóval szemben óriási létszámfölényben voltak –, s csupán a vezető réteg állt a „barbár” hódítókból. Az idegen törzsek, hogy uralkodni tudjanak a meghódítottakon, gyorsan alkalmazkodtak a kínaiakhoz, idomultak a kínai arisztokráciához, átvették a kínai intézményrendszert, s sokan közülük teljesen beolvadtak a hanok közé.
Ez az egyik magyarázata az észak- és dél-kínai emberek közötti különbségeknek: az alacsonyabb, kerek arcú déli hanok csak hozzájuk hasonló déli népcsoportokkal keveredtek; ezzel szemben az északiak magasak, szögletesebb arcúak, mert az utóbbi két évezred során gyakran keveredtek az erőteljes testalkatú északi nomádokkal.
Az északi államok közül a legjelentősebb a topa (tuoba) (más néven tabgacs) törzs által alapított Északi Vej (Wei) volt, amely 439-től 534-ig állt fenn, s csaknem egész Észak-Kína felett uralkodott. Itt a nomád eredetű uralkodók maguk szorgalmazták az elkínaiasodást, népük tagjait kötelezték, hogy kínai stílusú ruhákban járjanak, kínai neveket vegyenek fel stb. Ez lett az ország veszte: az elkínaiasodást ellenző topa (tuoba) vezérek fellázadtak saját uralkodójuk ellen, ami Északi Vej (Wei) bukásához vezetett.
Az elkínaiasodás kérdése a történelem folyamán végig az idegen hódítók egyik fő problémája maradt, és sok belső harcot okozott köreikben. Kína elfoglalásakor mindig jelentkezett az a dilemma, hogy a hódítók vagy megőrzik saját kultúrájukat, nyelvüket és kormányzási módszereiket – de képtelenek lesznek Kína feletti uralmuk fenntartására –, vagy pedig átveszik a kínai szokásokat, nyelvet, kormányzási módot, feladják saját kultúrájukat, s ezen az áron Kína urai maradnak. A győztes nomádok általában az utóbbit választották – az utolsó mandzsu császár például összesen egy szót tudott mandzsuul –, de mindig akadt belső ellenzékük, amely élesen ellenezte az elkínaiasodást. A mongolok például véres belháborúkat folytattak e kérdés miatt.
Az Északi Vej (Wei) állam 534-ben két részre hullott szét Keleti Vej (Wei)re és Nyugati Vej (Wei)re) majd ezeken a területeken is lázadások, palotaforradalmak törtek ki. Nemsokára az Észak-Kína nyugati felét – tehát nagyjából a nyolcszáz évvel azelőtti birodalomegyesítő Csin (Jin) eredeti területét – uraló Nyugati Vej (Wei) a nevét Északi Csou (Zhou)ra (北周; Běi Zhōu) változtatta, s hadjáratokat indított a többi állam ellen. 577-ben Északi Csou (Zhou) elfoglalta egész Észak-Kínát. 581-ben a Jang Csien (Yang Jian) nevű félig kínai, félig hszien-pej (xianbei) tábornok puccsal megbuktatta Északi Csou (Zhou) topa (tuoba) eredetű uralkodóját, és maga ült a trónra. Fővárosává Csangan (Chang'an)t (a mai Hszian (Xi'an)t, a Nyugati Han egykori fővárosát) tette meg, az ország nevét Szuj (Sui)ra (隋; Suí) változtatta, ő maga pedig Szuj Ven-ti (Sui Wendi) néven uralkodott. Több éves előkészület után 589-ben Szuj (Sui) legyőzte a dél-kínai dinasztiák legutolsóját, Csen (Chen)t (陳; Chén), ezzel több évszázados széttagoltság után helyreállt Kína egysége.

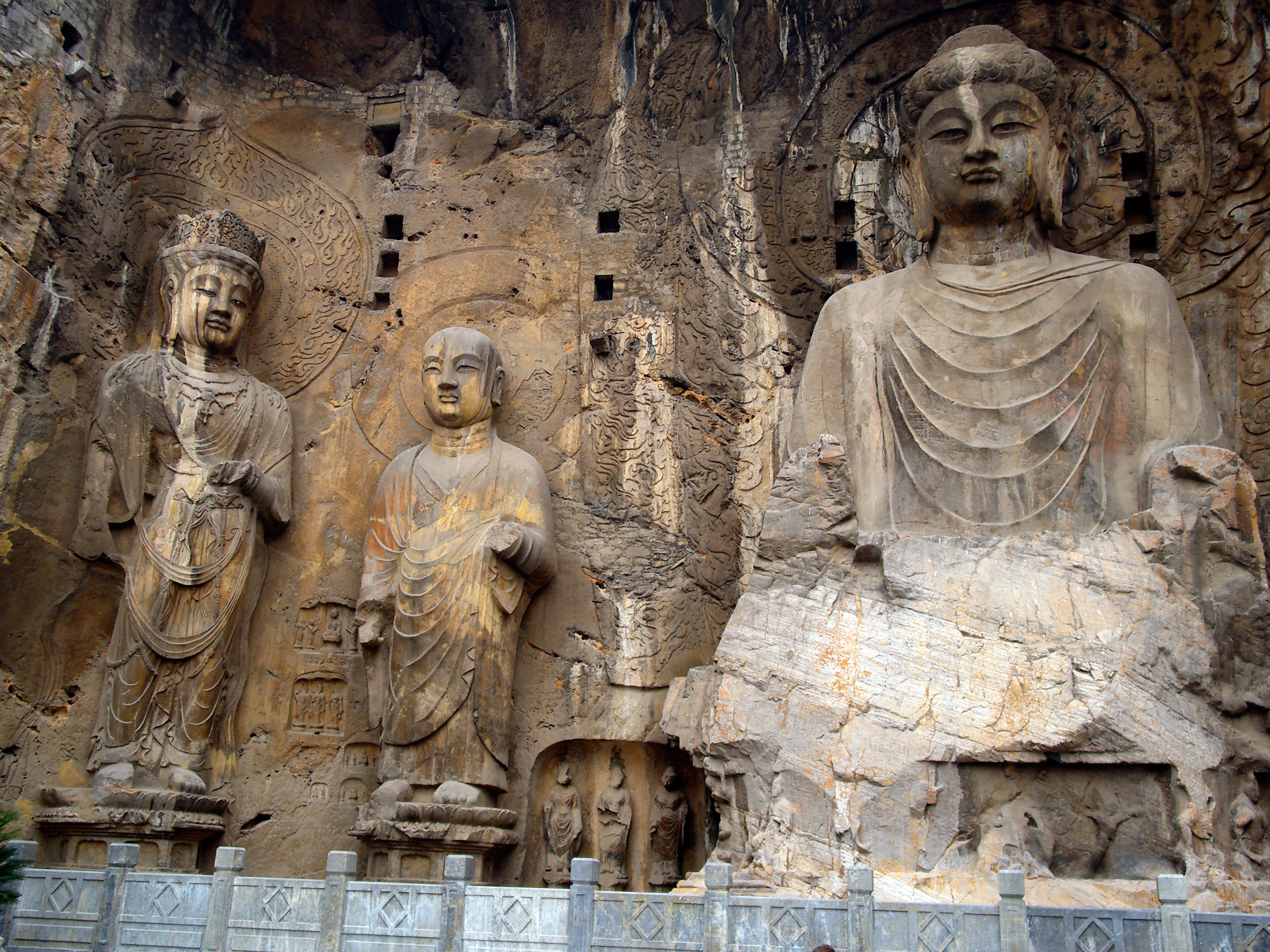
Hatalmas Tang-dinasztia korabeli szobrok: egy bódhiszattva, egy arhat, és Vairócsana Buddha. Lungmen-barlangok, Honan tartomány, Kína

A buddhizmus (佛教; fójiào) Északnyugat-Indiában keletkezett, s időszámításunk kezdete tájékán kezdett terjedni Indián kívül. Délkelet-Ázsiában a buddhizmus úgynevezett hínajána, kis szekér-ága vált népszerűvé (ez megőrizte a vallás eredeti, aszkétikus jellegét, amely szigorú viselkedési szabályokat ír elő a szenvedéstől megszabadulni vágyóknak). Ezzel szemben Belső-Ázsiában, majd Kínában a mahájána, nagy szekér-ág (ui. sokan felférnek rá, vagyis sokak megváltására való) terjedt el, s vált tömegek vallásává – nagyszabású szertartásaival, díszes templomaival, s bizonyos mértékű leegyszerűsödésével. Emellett a mahájána-buddhizmus mindenhol alkalmazkodott az adott területen uralkodó már meglévő hagyományokhoz, vallásokhoz. Így létrejött a sajátos kínai buddhizmus (amelyre nagyban hatott a taoizmus), s ez terjedt tovább Koreába és Japánba, ahol tovább módosult a befogadó népek igényei, hagyományai szerint. Tibetben a buddhizmus összevegyült az itteni őshittel, az ún. bón vallással, ezzel létrejött a buddhizmus speciális ága, a lámaizmus, amely a tibetiek mellett a mongolok körében is népszerűvé vált.
Kínában a Han-dinasztia politikai és ideológiai egysége megakadályozta, hogy az új, külföldi vallás elterjedhessen. A hanok bukásával és a birodalom széthullásával azonban az emberek elbizonytalanodtak a régi értékekben, és fogékonnyá váltak az új eszmék iránt. Ekkoriban szerveződött vallássá a taoizmus, és jelent meg a buddhizmus, amelyet kezdetben csak a taoizmus egyik ágának hittek. A 3–5. században számos buddhista szútrát lefordítottak kínaira, s egyértelműsödtek a buddhizmus és a taoizmus közötti különbségek. A mindenkinek megváltást kínáló buddhizmus villámgyorsan terjedni kezdett. A 3. század végén még csak 180 buddhista kolostor állt Kínában 3700 szerzetessel (bhikkhuk és bhikkhunik), a 6. század végén Észak-Kínában negyvenezer kolostor volt négymillió szerzetessel, Dél-Kínában pedig kétezer kolostor negyvenezer szerzetessel. Északon az idegen eredetű dinasztiák szívesen fogadták az idegen vallást, Északi Vej (Wei)ben gyakorlatilag államvallássá tették. Délen az elevenebb konfuciánus hagyományok miatt kevésbé terjedt el a buddhizmus, de itt is erős vallássá vált.
A buddhista vallásnak nem volt „egyháza”. A számtalan kolostor egymástól függetlenül működött szétszórva a birodalomban. A jelentősebb kolostorokban, ahol nagyobb tekintélyű mesterek tanítottak, különböző buddhista iskolák jöttek létre, amelyek gyakran egymástól eltérő nézeteket hirdettek. A leghíresebb ilyen kínai iskola a csan (禅; chán; „elmélkedés”), amelyet Európában inkább japán nevén, zen-buddhizmusként ismernek.
A buddhizmus terjedését mind a taoisták, mind a konfuciánus írástudók rossz szemmel nézték. A taoisták féltékenyek voltak a szintén tömegek vallásos igényeit kielégítő buddhizmusra, míg a konfuciánusok fenyegetést láttak benne a patriarchális kínai állammodellre nézve, hiszen például a buddhizmus lényegtelennek tartotta a családot, ami a konfuciánusok szerint mindennek az alapját képezte. Ezekben a századokban élénk viták zajlottak a három „vallás” között, s hogy egy-egy államocskában melyik kerekedett felül, az leggyakrabban az uralkodó személyes szimpátiáján múlt. Mindenesetre minden ellenkezés dacára a 6. század végére a buddhizmus óriási befolyásra tett szert.
A buddhizmus Kína 589-es újraegyesülése után két-három évszázadig továbbra is megőrizte vezető szerepét. A 9. század közepén aztán egy – taoista papok befolyása alatt álló – császár kemény intézkedéseket tett a buddhizmus visszaszorítása érdekében, a kolostorok nagy részét leromboltatta, a szerzeteseket és az apácákat visszakényszerítette a világi életbe. A 841–46-os buddhistaüldözésnek gazdasági okai is voltak: a kolostorok jelentős – adómentes – földbirtokokkal rendelkeztek, így a buddhizmus terjedése nagy bevételkiesést okozott a császári kincstárnak. A pár évig tartó üldöztetést a buddhizmus soha nem heverte ki teljesen. Számos kolostort újra megnyitottak, de a vallás befolyása jelentősen csökkent, s időszámításunk második évezredében a buddhizmus egyike lett a kínai szinkretikus vallás alkotóelemeinek.

### Szuj(Sui)-dinasztia (581–618)
A Szuj (Sui)-dinasztia története sokban hasonlított az országot először egyesítő Csin (Qin)éhez: mindkét esetben egy rövid életű dinasztia egyesítette a birodalmat a széttagoltság hosszú évszázadai után, hogy aztán az utánuk következő dinasztia arassa le intézkedéseinek gyümölcseit, és uralkodjék Kínán hosszú évszázadokig.
A Kínát 589-ben egyesítő Szuj Ven-ti (Sui Wendi) császár (581–604) – mint a dinasztiaalapítók általában – egyenlősítő földosztást hajtott végre, és könnyített az adóterheken. Intézkedéseinek köszönhetően az ország gazdasága fellendült, az egység megszilárdult. Ven-tit azonban rendkívül kegyetlen és nagyravágyó természetű fia, Szuj Jang-ti (Sui Yangdi) (604–618) követte a trónon – apját és bátyját ő ölette meg –, aki apja munkájának eredményeit saját grandiózus terveinek megvalósítására használta fel.

#### A Nagy-csatorna
Szuj Jang-ti (Sui Yangdi) legfontosabb tette a Nagy-csatorna (大运河; Dà Yùnhé; Ta Jünho) megépíttetése volt. A csatornára nagy szükség volt, már a Kr. e. 5-ben felmerült megépítésének ötlete. Kína gazdasági központja a Déli és északi dinasztiák korában a Sárga-folyó völgyéből délre, a Jangce völgyébe került, itt termelték az ország gabonájának nagy részét. A politikai központ viszont továbbra is északon maradt, a nagyobb háborúkat is északon vívták, ezért meg kellett oldani az adógabona és a hadsereg utánpótlásának északra szállítását. Az ország vízi útjai általában nyugat-kelet irányúak, tehát a célnak nem feleltek meg; a szárazföldi utak alkalmatlanok voltak ilyen hatalmas mennyiségű gabona továbbítására; a tengeri hajózás pedig még nem volt elég biztonságos. Így aztán Szuj Jang-ti (Sui Yangdi) úgy döntött, hogy hatalmas, csaknem kétezer kilométer hosszú, hajózható csatornát ásat a déli gabonatermő vidékek és északi fővárosa összekötésére. A nagy mű uralkodásának hatodik évében, 610-ben készült el. A Nagy-csatorna jelentős hatással volt a kínai gazdaság és kereskedelem fejlődésére. Egészen a 19. század végéig, a vasútépítések kezdetéig ez volt az egyik legfontosabb kereskedelmi útvonal, de a déli szakaszát ma is használják. A csatorna építése azonban rendkívüli áldozatokkal járt, volt idő, amikor a felnőtt férfi lakosság egyharmadát kivezényelték a munkához. Ezt a terhet a gazdaság nem tudta elviselni, az erőltetett ütemű munka éhínségekhez vezetett.

#### Szuj(Sui)bukása
A Nagy-csatorna megépítése után tovább rontották a helyzetet a császár hódító hadjáratai; 612 és 614 között háromszor támadta meg milliós sereggel Koreát, s mindháromszor súlyos vereséget szenvedett. Ezután sorra törtek ki a parasztfelkelések, míg végül 618-ban a császári testőrök megfojtották Szuj Jang-ti (Sui Yangdi)t. A Szuj (Sui)-dinasztia ezzel 38 éves uralkodás után megbukott, de intézkedéseivel előkészítette a Tang-dinasztia három évszázados uralmát.

### Tang-dinasztia (618–907)

#### A dinasztiaalapítás
A parasztok mellett egyes hivatalnokok és földesurak is fellázadtak a Szuj (Sui)-dinasztia ellen. A legerősebb közülük a Li Jüan (Li Yuan) nevű hivatalnok volt, aki értesülvén Szuj Jang-ti (Sui Yangdi) haláláról, 618-ban Csangan (Chang'an)ban császárrá kiáltotta ki magát és megalapította a Tang-dinasztiát (唐; Táng). Ezután sorra megsemmisítette a rivális felkelők erőit, és 624-ben egyesítette az országot. Szuj Jang-ti (Sui Yangdi) építkezései és háborúi, valamint a felkelések nagy területeket elnéptelenítettek, így lehetővé vált, hogy Li Jüan (Li Yuan) 624-ben nagyszabású földosztást hajtson végre. Ezzel sikerült megalapozni a dinasztia uralmát.

#### Tang Taj-cung(Tang Taizong)és a Tang-kori hódítások
Li Jüan (Li Yuan)t 626-ban saját fia, Li Si-min (Li Shimin) – aki eddig Li Jüan (Li Yuan) hadseregeit vezette – rákényszerítette, hogy adja át neki a hatalmat (Li Si-min (Li Shimin) emellett a testvéreit lemészároltatta.) Li Si-min (Li Shimin) Tang Taj-cung (Tang Taizong) néven uralkodott (626–649), s a kínaiak a történelmük egyik legbölcsebb, legtehetségesebb császárának tartják. Parasztkímélő politikát folytatott, visszaállította a Han-dinasztia által bevezetett hivatalnokvizsgákat, s uralma alatt megalkották a nagy Tang törvénykönyvet. Fővárosa, Csangan (Chang'an) (a mai Hszian (Xi'an)) egymillió lakójával a világ legnagyobb városa volt. Az ország fellendítése után terjeszkedni kezdett: hosszú hadjáratokkal meghódította vagy vazallusává tette Közép-Ázsia országait.
Tang Taj-cung (Tang Taizong) utódai tovább folytatták a terjeszkedő politikát, s 668-ban sillai segítséggel megsemmisítették a Koreai-félsziget északi államait (Kogurjót és Pekcsét), ezután Koreán a Tang-birodalom szövetségese, a koreai három királyság harmadik tagja, Silla állam uralkodott. A 7. század végén meghódították a mai Vietnám északi részét. Mindezen hódításaival a Tang-kori Kína minden eddiginél nagyobb területet uralt, igaz, nem sokáig: a koreai területek hamarosan függetlenné váltak, s nagyjából egy évszázados terjeszkedés után az araboktól 751-ben elszenvedett, Talasz-folyó melletti vereség után Kína elvesztette az ellenőrzést Közép-Ázsia felett is, ezzel mérete jelentősen lecsökkent. Megjegyzendő, hogy a Belső-Kínán kívüli területeket egészen a 17-18. századig soha nem sikerült a kínai uralkodóknak tartósan meghódítaniuk.

#### Vu Cö-tien(Wu Zetian)
Tang Taj-cung (Tang Taizong) után a fia lépett a trónra, de helyette a 650-es évek végétől annak felesége, Vu Cö-tien (Wu Zetian) irányította a birodalmat. Férje halála után Vu Cö-tien (Wu Zetian) először fiait tette meg császárnak, majd 690-ben kikiáltotta magát császárnőnek, és egészen 705-ös lemondásáig hivatalosan is ő uralkodott. A kínai császárság kétezeréves történelme folyamán ez volt az egyetlen eset, amikor nő ült a császári trónon. Vu Cö-tien (Wu Zetian) ténylegesen csaknem fél évszázadig irányította Kínát, ezalatt az idő alatt folytatódott a Tang Taj-cung (Tang Taizong) alatt elkezdődött gazdasági fejlődés és terjeszkedés.

#### TangHszüan-cung(Xuanzong)
A Tang birodalom virágkora Hszüan-cung (Xuanzong) (玄宗; Xuánzōng) császár uralkodásának (712–756) első fele volt. Ekkoriban Kína volt a világ legfejlettebb, legerősebb országa. Virágzott a gazdaság, a bel- és külkereskedelem, a kultúra. Uralkodásának kezdeti éveiben a császár maga intézte az állam ügyeit, s igyekezett a birodalom legtehetségesebb embereit az udvarába gyűjteni.
Tang Hszüan-cung (Xuanzong) császár uralkodásának második felében azonban a birodalom gyors hanyatlásnak indult. Ennek az egyik legfőbb oka – legalábbis a néphagyomány szerint – a Jang Kuj-fej (Yang Guifei) (楊貴妃; Yáng Guìfēi) nevű császári ágyas volt, akibe a császár belebolondult, s emiatt elhanyagolta az államügyeket. Az ország irányítása az ágyas pénzéhes rokonságának kezébe került, akik hamarosan szétzüllesztették az eddig kiválóan működő kormányzatot. A birodalmat tovább gyengítette az, hogy a 751-es talaszi csatában a Tang seregek súlyos vereséget szenvedtek, ezzel elvesztették a belső-ázsiai területeket. Ugyanebben az időben a határövezetekben megerősödtek a kínai helyőrségek parancsnokai, akik a központi hatalom tehetetlenségét látva előbb függetlenedtek tőle, majd ellene fordultak. 755-ben az An Lu-san (An Lushan) (安祿山; Ān Lùshān) nevű közép-ázsiai származású helyőrségparancsnok fellázadt a Tang-dinasztia ellen, s még a fővárost is megtámadta. Az udvar menekülése közben a császárt kísérő katonák arra kényszerítették Hszüan-cung (Xuanzong)ot, hogy megfojttassa kedvesét, Jang Kuj-fej (Yang Guifei)t. A császár ezután nem sokkal lemondott trónjáról a fia javára, s élete hátralévő részét az okkult tudományoknak szentelte, hogy megidézhesse a halott ágyast. 757-ben An Lu-san (An Lushan)t megölte a saját fia, s a dinasztiához hű erők leverték a maradék lázadó csapatokat, így az országban helyreállt a rend.

#### A Tang-kori Kína külkapcsolatai
A Tang-kor első fele, vagyis a 7. század elejétől a 8. század közepéig terjedő időszak a középkori Kína aranykora volt. Ekkor egyértelműen Kína volt Kelet-Ázsia központja, és történelmének számos más időszakával ellentétben egyáltalán nem volt jellemző rá a bezárkózás. Tömegesen érkeztek Kínába a kereskedők Közép-Ázsiából, Perzsiából és Arábiából, s az ázsiai országok között élénk cserekereskedelem alakult ki, amelynek központja Csangan (Chang'an), a Tang főváros volt. A kereskedők egy része letelepedett Csangan (Chang'an)ban, ahol hosszabb-rövidebb időre meghonosították saját szokásaikat és vallásaikat, így megismertették a kínaiakat az iszlámmal, a nesztoriánus kereszténységgel, a manicheizmussal, az izraelita vallással stb. Megélénkültek a kínai-japán és kínai-koreai kapcsolatok, a japánok ebben az időben vették át a kínai kultúra vívmányainak jelentős részét. Az ekkoriban még virágzó buddhizmus által a kínaiak Indiával is közvetlen kapcsolatba kerültek. A kínai-indiai kapcsolat leghíresebb megnyilvánulása Hszüancang (Xuanzang) (玄奘; Xuánzàng) kínai szerzetes nyugati útja volt: Hszüancang (Xuanzang), a „Tang szerzetes”, tizenöt évet töltött Indiában, s hatszáz szent irattal tért vissza onnan. [Az ő utazásáról szól a Nyugati utazás (西游记; Xīyóu Jì) című Ming-kori „fantasztikus” regény, a kínaiak egyik kedvenc olvasmánya.]

#### A Tang-dinasztia hanyatlása
Bár a 755-ös An Lu-san (An Lushan)-féle felkelést leverték, a dinasztia nem tudta uralmának régi fényét visszaállítani, s lassú hanyatlásnak indult. A központi kormányzat képtelen volt megakadályozni a földkoncentrációt, így egyrészt ismét kezdtek növekedni a vagyoni különbségek, másrészt pedig jelentősen csökkent a kincstár bevétele, mivel adót csak az – egyre kevesebb – saját földjét művelő paraszttól lehetett szedni. Emiatt a kincstár növelte a maradék „szabad” parasztság terheit, megadóztatta a kereskedőket, 841 és 846 között elkobozta a buddhista kolostorok földjeit, de mindez már nem segített, birodalomszerte egyre nagyobb lett az elégedetlenség. 860 után egymást követték a különböző felkelések. 874-ben kitört Kína történetének egyik legnagyobb parasztfelkelése, amelyet a Huang Csao (Huang Chao) (黃巢; Huáng Cháo) nevű volt sókereskedő vezetett. Huang 881-ben még Csangan (Chang'an)t is elfoglalta, de később a nomád csapatok támogatását megnyerő Tang udvar serege elől menekülnie kellett, s 884-ben öngyilkos lett. Az udvar 885-ben visszatért Csangan (Chang'an)ba, de hatalma ekkor már csak névleges volt, az országot ténylegesen a különböző katonai parancsnokok irányították. 907-ben végül az egyik ilyen parancsnok kiirtotta az egész Tang-házat, így háromszáz év után a Tang-kor hivatalosan is véget ért.

### Az öt dinasztia kora (907–960)
A Tang-dinasztia bukása után az ország fél évszázadra apró, egymással marakodó államocskákra szakadt, amelyek nagy részében a Tang-ház volt katonai parancsnokai uralkodtak. Dél-Kínában tíz állam jött létre, míg a nagyjából egyben maradt északon öt rövid életű dinasztia váltotta egymást – ezért a 907-től 960-ig tartó időszakot „az öt dinasztia korának”, vagy „az öt dinasztia és a tíz királyság korának” nevezik.
Ennek a korszaknak az elején jelent meg a mongolokkal rokon nyelvet beszélő kitaj törzs északkeleten, Mandzsúriában, a Liao-folyó völgyében. (A kínaiak – tévesen – róluk kapták orosz nevüket, vö. kitajszkij; emellett a kitaj szóból származik Kína egyik régi nyugati neve, a Cathay). Ők bizonyos katonai segítségért cserébe az egyik észak-kínai uralkodótól tizenhat járásnyi területet kaptak a mai Peking környékén, ahol 916-ban kínai mintára szervezett, de kitajok által uralt államot alapítottak. Ez az állam 937-ben felvette a Liao nevet, és hamarosan terjeszkedni kezdett.

### Szung(Song)-dinasztia (960–1279)

#### Az ország egyesítése
Az öt dinasztia közül az utolsóban, a Késői Csou (Zhou)-dinasztiában 960-ban Csao Kuang-jin (Zhao Kuangyin)) hadvezér vette át a hatalmat, aki országa nevét Szung (Song)ra változtatta, és Szung Taj-cu (Song Taizu) néven uralkodott (宋太祖; Sòng Tàizǔ; 960–976) Kajfeng (Kaifeng) (开封; Kāifēng) fővárossal. Uralmuk megszilárdítása után a Szung (Song) császárok módszeres hódításokba kezdtek. Az északon egyre erősödő és terjeszkedő kitaj Liao állam és a Tangok által korábban uralt Közép-Ázsia kivételével a voltaképpeni kínai területek a Szung (Song)-ház uralma alá kerültek, ami viszonylagos nyugalmat biztosított a következő másfél évszázadra.

#### A kínai középkor gazdasági forradalma
A Szung (Song)-kor elejére óriási változások történtek a kínai gazdaságban. Az eddig csak a Jangce-deltában alkalmazott öntözéses rizstermesztés elterjedt egész Dél-Kínában; megindult a növénynemesítés, mindenhol a helyi talajnak és éghajlatnak legjobban megfelelő gabonafajtákat kezdték termeszteni; számos technikai újítás történt az öntözésben (például önműködő merítőkerék használata) stb. Mindemellett ugrásszerűen fejlődött a bányászat, a Szung (Song)-korban egy nagyságrenddel több réz- és vasércet bányásztak, mint a Tang-korban, és széles körben elterjedt a szén használata is.
A gazdasági forradalom hatására az iparosok, kereskedők új társadalmi rétegei jöttek létre, minden eddiginél nagyobb hivatalnokapparátus alakult ki, és nagymértékű városiasodás zajlott le Kína-szerte. A Szung (Song)-korban a becslések szerint a lakosság 6–7,5%-a lakott a százezernél nagyobb lakosú városokban – ez az akkori világban egyedülállóan magas arány volt. A gazdasági fellendülés következtében egész Kína népessége ugrásszerűen megnövekedett, és sokak szerint a Szung (Song)-kori gazdasági forradalom teremtette meg az alapját a későbbi óriási népességszámnak. Kína lakóinak száma a Han- és a Tang-kori csúcsponton körülbelül 65 millió volt, ez a szám a 11. századra elérte a 140 milliót.
A leglényegesebb változás a kereskedelmi forgalom hirtelen bővülése volt. Míg korábban a lakosság döntő többségét kitevő parasztság zárt, önellátó faluközösségekben élt, amelyek nem vettek részt a kereskedelemben, a Szung (Song)-kortól kezdve Kína óriási, nyüzsgő piaccá vált, ahol mindenki igyekezett feleslegét eladni és más vidékeken termelt árucikkeket vásárolni. Az egyes vidékek szakosodtak a termelésben, volt ahol ezután kizárólag teát, volt, ahol csak rizst, volt, ahol csak gyümölcsöket termeltek. A vidékek ilyenfajta szakosodása mind a mai napig megmaradt.
A kereskedelem növekedése miatt egyre nagyobb forgalomban lévő pénzmennyiségre lett szükség, és bár a Szung (Song)-dinasztia virágkorában a rézpénzkibocsátás hússzorosa volt a Tang-korinak, ez is elégtelennek bizonyult: emiatt először megjelentek a különféle váltók, majd 1024-ben a világ első igazi papírpénze.
Mindeközben a mezőgazdasági újításokon kívül is számtalan technikai felfedezés, találmány segítette a gazdaság fejlődését: a vasgyártáshoz szenet használtak; a puskaport, amiből eddig csak tűzijátékokat készítettek, tűzfegyverekhez is használni kezdték (megjelentek az első repeszbombák, lángszórók és ágyúk); a selyemfeldolgozásban és a kenderszövet készítésében egyre tökéletesebb fonógépeket alkalmaztak; az ismeretek terjesztését pedig a fadúcos nyomtatás szolgálta, amelyet a 9. században találtak fel buddhista szerzetesek a tanaik terjesztéséhez, és a 10–11. században – Gutenberg előtt mintegy fél évezreddel – kezdtek széles körben használni.

#### Vang An-si(Wang Anshi)reformjai
A gazdaság rohamos fejlődése ellenére a Szung (Song)-kormányzat viszonylag gyenge maradt a korábbi nagy dinasztiákhoz képest. A 11. századtól a Liao állam és a Kína északnyugati szomszédságában élő tangutok rendszeresen betörtek a birodalom területére, és az állandó katonai védekezés nagy gondot jelentett. A parasztok terhei miatt nagy parasztfelkelések törtek ki több területen. A helyzet megoldására Vang An-si (Wang Anshi) (王安石; Wáng Ānshí) főminiszter 1069-től az országban nagyszabású reformokat vezetett be. Vang (Wang) alacsony kamatú hitelt nyújtott a szegényparasztoknak, átszervezte az adórendszert, a lakosságot tíz családonként csoportokba osztotta – ezeknek szükség esetén meghatározott számú katonát kellett kiállítaniuk –, a kötelező közmunkát átváltatta pénzadóra, vízszabályozási munkálatokat rendelt el, s megadóztatta a hivatalnokokat és a földbirtokosokat. 1086-ban azonban, a Vang (Wang)ot támogató császár halála után azonban az intézkedéseket visszavonták, ami újabb parasztfelkelésekhez vezetett.

#### A birodalom kettészakadása és a DéliSzung(Song)állam
A császári trónon 1101 és 1126 között Song Huizong (Szung Huj-cung) (宋徽宗; Sòng Huīzōng) császár ült, akit jobban érdekelt a festészet, mint a kormányzás, így aztán nem tett sokat a Szung (Song) birodalom megmentése érdekében. (Igaz, uralkodása alatt a kínai festészet óriási fejlődésen ment át). A 11. században Kínától északra újabb erős népcsoport jelent meg, a dzsürcsik, akik 1127-ben elfoglalták Észak-Kínát és megalapították a Csin (Jin)-dinasztiát (Csin (Jin), vagyis „arany”). A császári udvar Dél-Kínába menekült, és Hangcsou (Hangzhou) városban rendezkedett be. A dzsürcsi Csin (Jin) és a kínai Szung (Song) állam határát nagyjából a Huaj (Huai)-folyó (淮河; Huái hé) vonalában, vagyis Észak- és Dél Kína határán rögzítették. Azóta a 960-tól 1125-ig csaknem egész Kínán uralkodó, Kajfeng (Kaifeng) fővárosú dinasztiát Északi Szung (Song)nak nevezik, míg utódját, az 1127-től 1279-ig csak Dél-Kína felett uralkodó dinasztiát Déli Szung (Song)nak. A Déli Szung (Song)-dinasztia másfél évszázada alatt Dél-Kínában folytatódott a gazdasági fejlődés, és az északi területekről történő nagyszabású délre vándorlás következtében a kínai világ gazdasági és népességi központja hosszú évszázadokra délre került. A Déli Szung (Song)gal párhuzamosan létező dzsürcsik által uralt, de fokozatosan elkínaiasodó észak-kínai Csin (Jin)- dinasztia 1115-től 1234-ig állt fenn.

#### A neokonfucianizmus
A kínai császárság eszmei alapjául a korai Han-kortól, tehát az i. e. 2. századtól a konfucianizmus szolgált. Minthogy azonban – a konfuciánus szent könyvekkel ellentétben – a világ változott, a konfuciánus eszméket folyton újra kellett értelmezni, a könyveket újabb és újabb kommentárokkal kellett ellátni. A legfontosabb ilyen újraértelmezés a Szung (Song)-korban, a 11-12. században történt, az úgynevezett neokonfuciánus filozófusok által. A legfontosabb közülük Csu Hszi (Zhu Xi) (朱熹; Zhū Xī, 1130–1200) volt. A neokonfuciánusok arra törekedtek, hogy a konfuciánus eszméket alkalmazhatóvá tegyék a modern világra, illetve arra, hogy az addig szinte teljesen világi jellegű konfucianizmust ötvözzék bizonyos metafizikai, természetfeletti elemekkel, ezzel – a rivális taoizmushoz és buddhizmushoz hasonlóan – kielégítsék az emberek transzcendencia iránti igényeit is. Ennek az új elvárásnak a szellemében Csu Hszi (Zhu Xi) újraértelmezte a konfuciánus klasszikusokat, és ezzel összefoglalta és rögzítette a neokonfuciánus tanításokat. A neokonfucianizmus igazi jelentősége abban állt, hogy a Déli Szung (Song) második felétől kezdve egészen a 20 század elejéig ez volt a konfucianizmus egyetlen hivatalos és megengedett értelmezési módja, és mint ilyen, a hivatalnokvizsgák kizárólagos anyaga. Emiatt fontos szerepe volt a kínai szellemi elit gondolkodásának megmerevedésében, alkalmazkodóképességének csökkenésében.
Mint már említettük, a hivatalnokok kiválasztására alkalmazott vizsgarendszert Han Vu-ti (Han Wudi) császár vezette be az i. e. 2. században. Azonban a Han-kortól egészen a Szung (Song)-kor elejéig nem ez volt a hivatalnokok kiválasztásának egyetlen módja: a legtöbb állást ajánlás alapján töltötték be, és sok hivatal örökölhető vagy megvásárolható volt. A Szung (Song)-kor elejétől a nagy múltú, gazdag családok hatalmának letörése érdekében az uralkodók egyre bővítették a csak sikeres vizsga letételével megszerezhető állások arányát, míg végül, a Déli Szung (Song) idejétől kezdve – egy két megvásárolható alacsony hivatalon kívül – kizárólag a hivatalnokvizsgák letétele után kerülhetett be valaki az állami bürokráciába, vagyis az uralkodó osztályba. A felemelkedés egyetlen útja tehát a tanulás maradt. Ugyanekkor a vizsgák kizárólagos anyagává 1313-tól a konfuciánus klasszikusok Csu Hszi (Zhu Xi)-féle értelmezését tették. Ennek következtében a kínai császárság Déli Szung (Song) utáni évszázadai során a törekvő és tehetséges kínaiak életük nagy részét egy bizonyos filozófiai iskola egy bizonyos szemléletű értelmezésének magolásával töltötték (a vizsgafokozat megtartásához ugyanis az embernek élete végéig meghatározott időnként ismétlő vizsgákat kellett tennie, egyébként elvesztette a sikeres vizsgával járó kiváltságokat). Ez igen károsan hatott Kína további fejlődésére: a kínai gondolkodást szűk sémák közé szorította, kiölte a kínai elitből az eddig oly jellemző alkotó, feltaláló szellemet, a kínai uralkodó osztályt alkalmatlanná tette az új körülményekhez való alkalmazkodásra – és tette mindezt éppen azokban az évszázadokban, amikor az európai gondolkodás kitört a középkori keretekből, és megteremtette a nagy felfedezések, a gyarmatosítás és az ipari forradalom szellemi alapjait.

### A mongol uralom kora

#### Kína meghódítása (1234–1271)
Dzsingisz kán (kínai nevén: 成吉思汗; Chéngjísīhán; Csengcsiszihan; élt 1167?-1227; eredeti nevén: Temüdzsin) 1206-ban egyesítette a mongol törzseket, és a következő években hatalmas birodalmat épített ki, lovascsapatai egész a Dél-Orosz-síkságig jutottak. 1211-ben megtámadta az Észak-Kínát uraló dzsürcsi Csin (Jin) államot, de hadisarc fejében visszavonult. Miközben seregei egy része a távoli nyugaton is hadakozott, 1227-ben megsemmisítette a Kína északnyugati sarkában berendezkedett tangut Nyugati Hszia (Xia)-dinasztiát. Dzsingisz még ebben az évben meghalt, utódjává Ögödejt választották.
A mongol hódítókat jól jellemzi Dzsingisz kán következő kijelentése: „A férfi legnagyobb öröme a győzelem: üldözni az ellenséget, elfoglalni országát, megfosztani mindenétől, megríkatni szeretteit, megbecsteleníteni feleségét és lányait.”
A kínaiak elkövették ugyanazt a hibát, mint amikor a kitaj Liao ellen a dzsürcsikkel szövetkeztek; most a dzsürcsi Csin (Jin) ellen a mongolokkal kötöttek szövetséget, akik 1234-ben le is győzték a dzsürcsiket, ám ezután rögtön a Déli Szung (Song) ellen fordultak. A Szung (Song) seregek eleinte eredményesen védekeztek a meg-megújuló mongol támadásokkal szemben, mert a mongolok fő erői a távoli nyugaton harcoltak (ld. az 1241-42-es magyarországi tatárjárást). 1251-ben Möngke lett a mongol nagykán, aki egyik fő céljának Kína elfoglalását tartotta. Möngke 1259-ben meghalt a Déli Szung (Song) elleni háborúban, de a helyére lépő Kubiláj kán (1215-1294) folytatta a támadásokat. Ekkorra már darabokra szakadt a mongol világbirodalom, Kubiláj uralma alatt csak Mongólia és Észak-Kína, a volt Csin (Jin) területe állt. Kubiláj 1264-ben a mai Pekingbe helyezte székhelyét, a várost Tatu (Dadu)nak (大都; Dàdū; „Nagy Főváros”) nevezte el. 1271-ben császárnak kiáltotta ki magát, dinasztiájának pedig a Jüan (Yuan) (元; Yuán; „Kezdet”) nevet adta. Eközben 1268 óta folyamatosan háborúzott a Déli Szung (Song) ellen, amelyet végül hosszú és elkeseredett harc után 1279-ben megsemmisített. Kína tehát a mongolok uralma alatt egyesült.

#### A mongolJüan(Yuan)-dinasztia (1271–1368)
A mongolok ugyan megkísérelték kínai rendszer szerint megszervezni az országot, de a földművelő Kínát soha nem tudták hatékonyan kormányozni. A lakosságot négy osztályba sorolták: legfelül álltak a mongolok, alattuk a belső-ázsiaiak, majd az észak-kínaiak következtek (akik közül sokan idegen származásúak voltak), s a ranglétra alján a dél-kínaiak álltak. Ez a rendszer természetesen mélyen sértette a kínaiak nemzeti érzéseit. Kubiláj kán és unokája, Temür uralkodása alatt (1271–1294, illetve 1294–1307) a mongolok még értek el bizonyos sikereket, például a Nagy-csatornát meghosszabbították Pekingig (ezelőtt csak az ennél délebbre fekvő fővárosokig ért el), a csatorna mentén kövezett utat építettek Hangcsou (Hangzhou) és Peking között, s kínai „kollaboránsok” segítségével a Tang- és a Szung (Song)-korival nagyjából megegyező államszervezetet hoztak létre. A vizsgarendszer azonban egészen 1315-ig nem működött, és sok hivatalt kínaiak helyett idegenekkel – tatárokkal, szaracénokkal stb. – töltettek be. Temür 1307-es halála után a belharcok miatt a mongol uralom gyors hanyatlásnak indult, a következő 26 évben hét császár váltotta egymást a trónon. Eközben a gátakat, öntözőműveket elhanyagolták, és a gátlástalanul kibocsátott papírpénz óriási inflációt okozott. A Szung (Song)-korban és a Jüan (Yuan)-kor elején még virágzó gazdaság válságba jutott, 1333 után az országban mindenfelé éhínségek törtek ki, s a mongol uralom második felében már egymást követték a felkelések.
A Jüan (Yuan)-dinasztia évszázadának talán legnagyobb eredménye az volt, hogy – mivel a Nyugat-Ázsia és Kína között fekvő területek nagy részét mongol kánok uralták, így az utazás könnyebb volt, mint korábban – Kína kapui megnyíltak a külföldiek előtt. 1275-ben, a Jüan (Yuan)-dinasztia legelején érkezett Kínába Marco Polo, a velencei kereskedő, aki 17 évet töltött Kubiláj birodalmában, s még magas hivatali rangot is kapott. Visszaemlékezéseiben lenyűgöző – és kortársai számára hihetetlen – képet festett a gazdag és fejlett kínai világról, amelynek Szung (Song)-kor végi virágzását még nem pusztította el a mongol uralom. Megjegyzendő, hogy Polo csak egy volt az ekkoriban Kínába látogató számos európai közül. Ugyancsak a Jüan (Yuan)-korban érkezett Kínába a pápa küldötte, Montecorvinói János, aki 1307-től Peking érseke lett, valamint a ferences rendi György barát (ő az első magyar, akiről tudjuk, hogy eljutott Kínába). A mongol uralkodók, akiknek nem volt felhőtlen a viszonya az általuk kormányzott kínaiakkal, előszeretettel alkalmaztak idegen származású hivatalnokokat, megnyitották Kínát a külföldi kereskedők előtt, és engedték, sőt, sokszor támogatták, hogy a legkülönbözőbb idegen vallások megtelepedjenek a birodalmukban. A Jüan (Yuan)-kor volt a kínai császárság utolsó olyan időszaka, amikor a kínaiakra nem a befelé fordulás volt a jellemző.
A Jüan (Yuan)-kori felkelések közül a legjelentősebb a buddhista Fehér Lótusz szekta által szervezett mozgalom volt, amelyet a résztvevők fejfedőjéről „vörösturbánosok” (红巾军; hóngjīnjūn; hungcsincsün) felkelésének neveznek. Az északon kitört, 1351-től 1363-ig tartó lázadást a mongolok végül leverték, de uralmuk véglegesen meggyengült.
Különös módon a mongol uralom egyik következménye a kínai kultúra bizonyos ágainak felvirágzása volt. Ezt az okozta, hogy az idegen dinasztia uralkodása alatt sok kínai írástudó nem kapott hivatalt, így nem maradt más megélhetési forrása, mint eladható irodalmi műveket írni. Kínában a legnépszerűbb – ám a hivatalnokréteg által eddig mélyen megvetett – művészeti ág a színjátszás volt, ezért a Jüan (Yuan)-korban sok írástudó kezdett el drámákat írni. Ennek következtében rengeteg kiváló darab született ekkoriban. Ugyancsak a Jüan (Yuan)-korban kezdték a vásári mesemondók sokrészes, folytatásos történeteit összefűzni regényekké, amivel megteremtették a nagy Ming-kori regényirodalom alapjait.

## Késő császárkor

### Ming-kor (1368–1644)

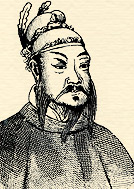
Hongwu császár

A Ming-dinasztia (1368–1644, 明朝; pinjin: Míng cháo) az utolsó nemzeti, azaz kínai etnikumú dinasztia volt Kínában.

### A dinasztiaalapítás

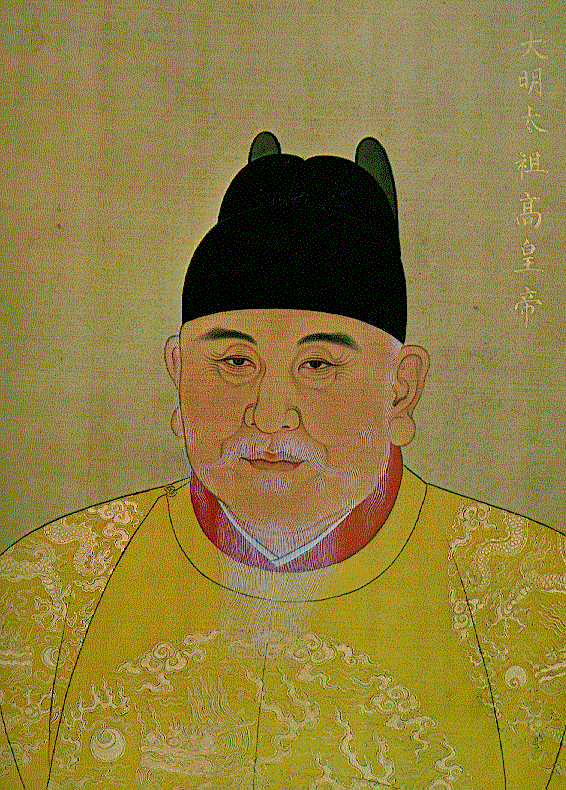
Csu Jüan-csang (Zhu Yuanzhang)

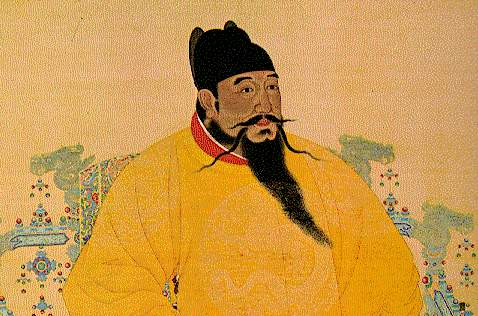
Ming Jung-lö (Ming Yongle) (1403-1424)

A vörösturbánosok felkelésével egy időben délen is fellázadtak a parasztok. Az itteni felkelő sereg élére 1355-ben Csu Yüan-csang (Zhu Yuanzhang) (朱元璋; Zhū Yuánzhāng) került. Csu (Zhu) parasztcsaládból származott, egy ideig koldulásból élt, s írni-olvasni sem tanult meg soha rendesen. A parasztcsapatokat azonban ügyesen irányította, 1356-ban bevette Nanking (Nanjing) városát, s nemsokára az egész Jangce-völgy az ő uralma alá került. Az általa elfoglalt területeken csökkentette a parasztság terheit, így sikerült ügyének megnyerni a lakosság többségét. 1367-ben sereget küldött Észak-Kína meghódítására. 1368-ban csapatai bevették Dadut, a Jüan (Yuan)-dinasztia fővárosát, a mongol erők maradványai elmenekültek, így Kína nagy része Csu (Zhu) uralma alá került. Csu (Zhu) még ebben az évben császárnak kiáltotta ki magát, s Nanking (Nanjing) fővárossal megalapította a Ming-dinasztiát (Míng Cháo, 明朝, „Fényes”). Csu (Zhu) 1368-tól 1398-ig Hung-vu (Hong Wu) néven uralkodott (洪武; Hóngwǔ; Hatalmas Harci Erény").
A harmadik Ming császár, Jung Lö (Yongle) (永樂; Yǒnglè; „Örök Boldogság”, 1403-1424) 1421-ben Nanking (Nanjing)ból a Jüan (Yuan)-dinasztia volt fővárosába helyezte át a székhelyét, s a várost Pekingnek (北京; Běijīng), „Északi Fővárosnak” nevezte el. Nanking (Nanjing) (南京; Nánjīng), a „Déli Főváros” ezután csak kiegészítő, rituális fővárosként funkcionált.
Pekingben ekkor épült a ma is látható császári palota, és ekkor alakult ki Peking mai formája. Az utóbbi évtizedekben ugyan lebontották a Ming-kori városfalakat, de a városkapuk egy részét meghagyták, s a körutak is a volt városfalak nyomvonalát követik. Peking közelében ma is látható tizenhárom Ming császár sírja.

### A konszolidáció
Hung-vu (Hong Wu) császár három évtizedes uralma alatt az ország politikailag és gazdaságilag egyaránt megerősödött. A mongolok uralma és a belháborúk során Észak-Kína szinte elnéptelenedett (Belső-Kína lakosságának csak mintegy 10%-a élt itt), ezért délről telepítettek ide földműveseket, emellett – mint minden dinasztiaalapításkor – nagyszabású földosztást hajtottak végre. A birodalom határvidékein a Ming-kormányzat félkatonai telepeket létesített, amelyeknek lakói egyrészt védték a határokat, másrészt földet műveltek, így a hadsereg nagy részben önellátó lett, ezzel csökkentve a lakosság terheit. Helyreállították a Nagy Falat (ekkor épültek a ma is látható szakaszok), s a Mingek az adófizetőjükké tették Koreát és Indokína egyes részeit. A mongolok által elhanyagolt gátakat megerősítették, világosan rögzítették a parasztok és a kézművesek adó- és robotterheit.
Visszaállították a Jüan (Yuan)-dinasztia alatt részben megszüntetett vizsgarendszert, méghozzá a Déli Szung (Song) alatt kidolgozott formában és tananyaggal: a vizsgákon a Négy könyvből vagy az Öt klasszikusból kiragadott egy-egy mondatot kellett a neokonfuciánus Csu Hszi (Zhu Xi) szellemében értelmezni, mindezt meghatározott formában (ún. „nyolcrészes esszében”). Ezzel hamarosan széles, művelt írástudó réteg állt a Ming-kormányzat rendelkezésére, amely gyakorlati ismeretekkel ugyan nemigen rendelkezett, de így is képes volt a birodalmat két és fél évszázadon át sikeresen kormányozni. Hung-vu (Hong Wu) intézkedéseinek köszönhetően a mongolok uralma alatt romba döntött gazdaság gyorsan helyreállt, és az egység, béke és gazdagság hosszú korszaka köszöntött Kínára.

### A Ming-kormányzat
A Ming-korban minden korábbinál erősebb volt a központi kormányzat, s a császár szerepe is megnőtt. Ez leginkább a dinasztiaalapító Hung-vu (Hong Wu) császárnak volt köszönhető, aki remek hadvezér és szervező volt, de paranoid alkata miatt igyekezett minden hatalmat a saját kezébe ragadni. 1380-ban, egy állítólag a főminiszter által szervezett puccskísérlet elfojtása után Hung-vu (Hong Wu) megszüntette a Császári Titkárságot, azt a szervet, amely az előző dinasztiák alatt a központi közigazgatást irányította. Ezután a császár személyesen és közvetlenül igazgatta a birodalmat, emellett jelentős besúgóhálózatot hozott létre.
„Harmincegy éven át azon dolgoztam, hogy megvalósítsam az Ég akaratát, aggodalmak és félelmek között, egy napnyi pihenés nélkül” – írta Hung-vu (Hong Wu) a végrendeletében, kormányzási módszerére utalva.
A közvetlen hatalomgyakorlás miatt megnőtt a császár személyiségének jelentősége. Ha ezután nem tehetséges, erőskezű uralkodó került a trónra, az könnyen katasztrófába sodorhatta az egész kormányzatot, sőt, az egész országot is. Hung-vu (Hong Wu) reformjainak másik következménye az volt, hogy megnőtt az udvari eunuchok befolyása. Az eunuchok, akik – családjuk nem lévén – csak és kizárólag a császár iránt lehettek hűségesek, és csak a császártól függtek, számos későbbi császár legfőbb bizalmasaivá váltak.
Az ország igazgatását három különálló szervezet végezte: a polgári hivatalnokapparátus, amely hat minisztériumnak volt alárendelve; a központosított katonai szervezet; és az ezektől független cenzorok hivatala. A cenzoroknak, akik közvetlen összeköttetésben álltak a központtal, az volt a feladatuk, hogy ellenőrző körutakat tegyenek a birodalomban, s vizsgálják meg, az egyes helyi hivatalnokok jól végzik-e a dolgukat.

### A „hódolati rendszer”
Kína az általa ismert világnak mindig is a legnagyobb, legfejlettebb, legcivilizáltabb országa volt. A kínaiak világképe ennek megfelelően alakult: azt tartották, hogy Kína a világ közepe (ld. az ország neve: Csungkuo (Zhongguo) – 中国; Zhōngguó; „Középső Ország”), a többi ország pedig periferikus helyzetű, civilizálatlan, barbár és alacsonyabb rendű. A kitajok, dzsürcsik, mongolok hódításai sem változtattak ezen a meggyőződésen, mert ezek a nomád népek kizárólag katonailag voltak erősebbek Kínánál, s úgy is csak ideiglenesen.
A Kína-központú világkép következményeként a kínai kormányzat elvárta, hogy a környező országok ne csak egyszerűen nagyhatalomként, hanem feljebbvalójukként, s civilizációjuk forrásaként tekintsenek Kínára. Kína tehát nem ismerte az egyenrangú nemzetközi kapcsolatokat, csak Kína – behódolt ország viszonyokban tudott gondolkodni. A Ming-korban, amikor újra nemzeti dinasztia ült a trónon, ez a „hódolati rendszer” feléledt, és kialakultak intézményes keretei, amelyek egész a 19. századig változatlanok maradtak. Ennek alapján azoknak az országoknak, amelyek kapcsolatba kívántak lépni Kínával, el kellett fogadniuk a kínai császár fensőbbségét, időnként követeket kellett küldeniük Pekingbe hódolatuk kifejezésére, és „adót” kellett fizetniük Kínának. A kínai császár ezért általában valamilyen hivatalos rangot és pecsétet adományozott a „meghódolt” ország uralkodójának, esetenként védelmet nyújtott számára, s engedélyezte kereskedőinek a Kínával való kereskedést. A kapcsolat konkrét tartalma kortól és országtól függően változott: volt, hogy a meghódolt ország ténylegesen kínai ellenőrzés alá került, de az esetek többségében az alárendeltség csak névleges volt, a Kínának fizetett „adó” pedig jelképes ajándék volt csupán. A szomszédos országok általában kényszerűségből hódoltak meg, míg a távolabbiak inkább csak azért, hogy kereskedhessenek Kínával.

### A külkereskedelem megélénkülése és hanyatlása

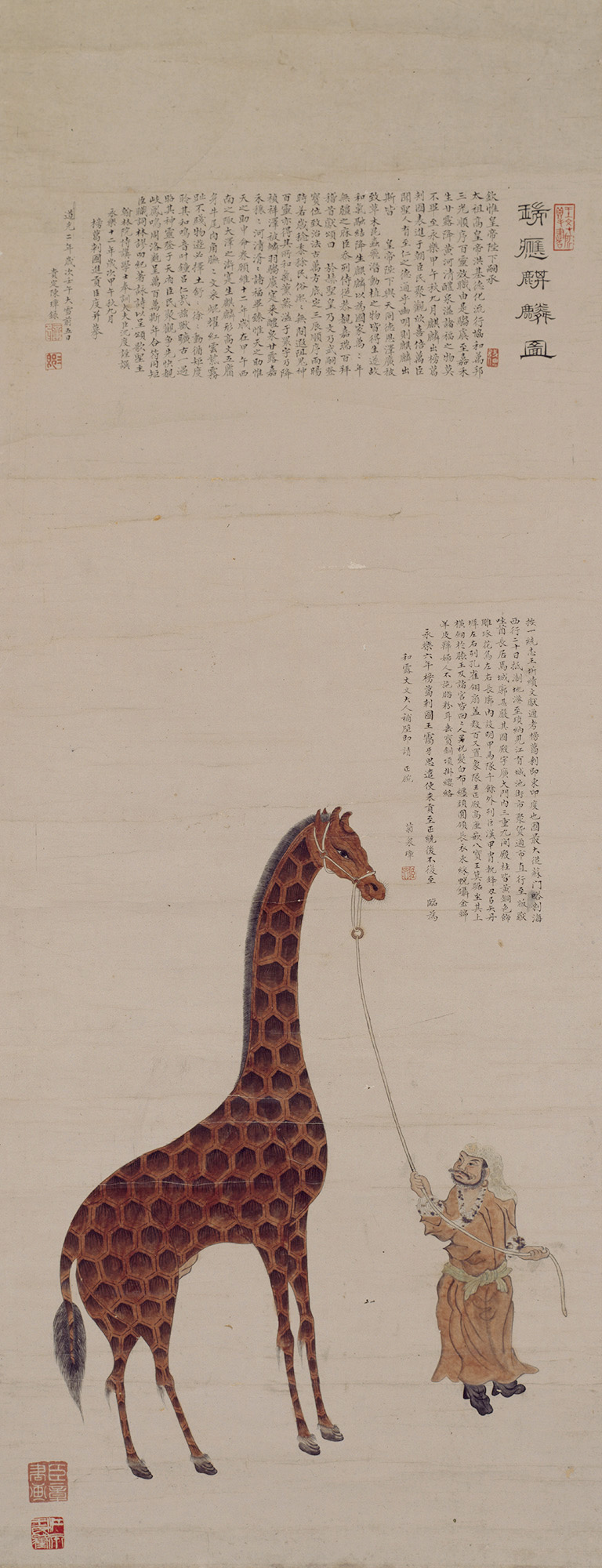
A zsiráf kínai ábrázolása

A Ming-kor elején egy rövid időre megélénkült a külkereskedelem, s Kína ismét Kelet-Ázsia gazdasági és politikai központjává vált. Különösen a délkeleti partvidéken folyt élénk kereskedelem, ahol a külföldiek kis kolóniákat hoztak létre. Ebben az időben a kínaiak gyártották a világ legjobb hajóit, s ezekkel eljutottak Délkelet-Ázsiába, Indiába, sőt, Afrikába is.
A leghíresebb kínai hajós egy udvari főeunuch, Cseng Ho (Zheng He) (郑和, Zhèng Hé) volt, aki a kormányzat megbízásából 1405 és 1433 között hét tengeri expedíciót vezetett nyugatra, amelyek során többek között Afrika keleti partjait is elérte. Ezen expedíciók nemigen hasonlítottak a néhány évtized múlva meginduló vakmerő európai felfedező utakra, Cseng admirális ugyanis több mint hatvan hajóból álló flottával, 27-28 ezer fős legénységgel hajózott, s általában a partok mentén. Útjai során több mint 30 országba jutott el, amelyeket beszámolója szerint „meghódoltatott” (valójában kölcsönös ajándékcseréről lehetett szó az adott ország uralkodójával – egy afrikai király például egy zsiráfot küldött a kínai császárnak). A kínaiak ma részben Cseng Hó útjaira való hivatkozással tartanak igényt a Dél-kínai-tenger szigeteire.
A kereskedelem rövid fellendülés után gyorsan hanyatlásnak indult, aminek súlyos következményei lettek Kínára nézve. A hanyatlás okai elsősorban politikaiak voltak: az erősen központosított Ming kormányzat nem nézte jó szemmel a gazdagodó, egyre nehezebben ellenőrizhető partvidék függetlenedését, ezért hamarosan még a part menti hajózást is megtiltotta a kínaiaknak; a hivatalos expedíciókat magas költségük és alacsony hasznuk miatt beszüntették; fémre átválthatatlan papírpénzt vezettek be, amely a külkereskedelemben használhatatlannak bizonyult; a kínai partoknál japán kalózok jelentek meg (akiknek nagy része valószínűleg kínai származású volt), az ellenük való védekezés is szükségessé tette a tengeri kereskedelem korlátozását; és északon újra megerősödtek a mongolok, ezért a birodalomnak minden erejét a szárazföldi határok védelmére kellett összpontosítania. 1436-ban a külföldi követeket hazaküldték Kínából, így a Ming-birodalom lényegében bezárkózott – éppen abban a korban, amikor az európaiak megkezdték a világ felfedezését és gyarmatosítását. A külkereskedelem hanyatlásával párhuzamosan a belső gazdaság fejlődése is megtorpant. Ezt egyrészt az okozta, hogy az eddig a fejlődés központjának számító déli területek megteltek, s a feltöretlen területek és a feltáratlan erőforrások elfogytával megszűntek a fejlődést éltető erők. Másrészt a Ming-kormányzat – hogy a földkoncentráció miatt csökkenő bevételeit pótolja – minden eddigi hatalomnál jobban „rátelepedett” a kereskedelemre és a kézműiparra, s állami monopóliumaival, adóival, illetékeivel, minden részletre kiterjedő szabályozásával megbénította e két – eleddig legdinamikusabban növekvő – gazdasági terület fejlődését, s ezzel megakadályozta, hogy Kínában az ígéretes kezdetek ellenére kapitalizmus bontakozhassék ki. Harmadrészt a stagnáláshoz hozzájárulhatott két, már említett tényező is: a kínai szellemi elit gondolkodásának gúzsba kötése a hivatalnokvizsgák anyagának rögzítésével, valamint a kereskedők azon szokása, hogy a felhalmozott kereskedelmi tőkét nem a termelésbe, hanem földvásárlásba, gyerekeik taníttatásába fektették. Mindez egyenesen vezetett oda, hogy az eddig jóval fejletlenebb Nyugat hamarosan megelőzte Kínát, így a 19. században a Középső Birodalom kiszolgáltatottan állt a jobb fegyverekkel és az életképesebb gazdasági rendszerekkel szemben.

### Kapcsolatok a Nyugattal

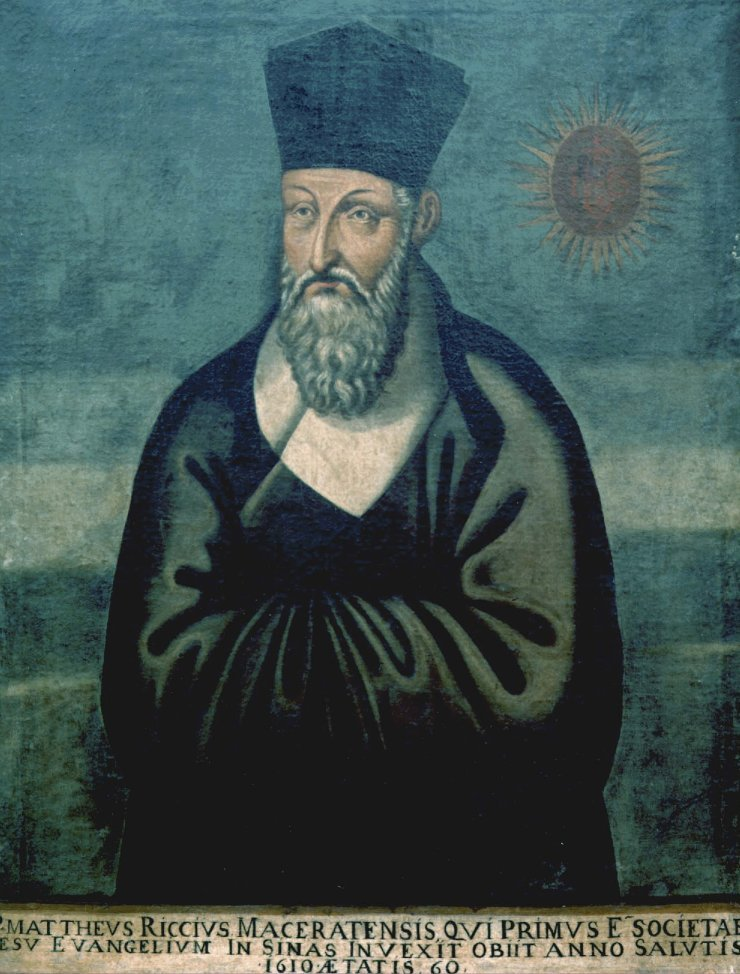
Matteo Ricci (1552-1610)

Az első európai (portugál) hajó 1516-ban érkezett Kínába. 1517-ben kérvényezték a központi kormánynál, hogy egy portugál kereskedelmi telepet létesíthessenek kínai földön, de a kínaiak a kérést elutasították. Ezután számos európai hajó érkezett a kínai partokhoz, amelyek legénységét teljesen lenyűgözte az óriási, jól szervezett, virágzó birodalom. A tengerészek beszámolói felkeltették az európai érdeklődést Kína iránt. A portugálok végül a helyi hivatalnokok lefizetésével 1557-ben megvetették lábukat a dél-kínai Makaón, amely 1999-ig állt fennhatóságuk alatt, abban az évben adták vissza a Kínai Népköztársaságnak. Ennek ellenére a kínai elzárkózás miatt nagyobb mértékű kereskedelem Kína és a Nyugat között nem alakulhatott ki.
A kereskedők mellett keresztény hittérítők is érkeztek Kínába. Közülük a legjelentősebb Matteo Ricci (1552-1610, kínai nevén: 利玛窦, Lì Mǎdòu; Li Ma-tou) olasz jezsuita volt, aki 1581-ben érkezett Kantonba. E korai misszionáriusok először a főhivatalnokok és az uralkodó udvarába igyekeztek bejutni, hogy őket megnyerve ügyüknek megkönnyítsék a hit terjesztését a birodalomban. Az udvarban a misszionáriusok ugyan fontos szerephez jutottak, de a kínaiak megtérítése terén a több ezer éves szilárd hagyományok miatt nem értek el sok sikert. A kínaiakat az új hit nemigen érdekelte, de az európai tudomány annál inkább: így aztán a hittérítők elsősorban az európai naptárkészítés, csillagászat, térképészet stb. tudományával ismertették meg őket, s csak másodsorban a kereszténységgel.

### A Ming-dinasztia hanyatlása
A Ming-dinasztia hosszú időn át jólétet és békét biztosított a lakosság számára, különösen uralmának első felében. A Mingek rendszerének szilárdságára jellemző, hogy az utánuk következő Csing (Qing)-dinasztia jóformán semmiféle változtatást nem hajtott végre sem az államszervezeten, sem a kormányzási módszereken, sem a hivatalnokvizsgákon, egyszerűen rátelepedett a már meglévő és jól működő intézményrendszerre. Elmondható, hogy Hung-vu (Hong Wu) császár uralmától, vagyis a 14. század utolsó harmadától kezdve egészen a 20. század elejéig a kínai államszervezet lényegében változatlan maradt.
A 15. század közepétől kezdtek sűrűsödni a problémák a Ming udvarban, amit leginkább az okozott, hogy a trónra tehetségtelen, a földi örömökbe merülő császárok kerültek, akik a birodalom kormányzását átengedték eunuchjaiknak. Az udvarban megélénkültek a frakcióharcok: mandarinok, eunuchok, hercegek klikkjei versengtek, hogy minél nagyobb befolyásra tehessenek szert. Mindez kezdetben a lakosság békéjét nem zavarta, a frakciók harcai az udvarra korlátozódtak, a birodalmi közigazgatás zavartalanul működött.
A 16. század közepétől kezdtek súlyossá válni a gazdasági problémák is: megindult a földkoncentráció, a kincstár bevételei nem fedezték többé a hatalmas bürokrataapparátus és a hadsereg fenntartásával járó költségeket. A gondokat fokozta, hogy a birodalom északi határain ismét megerősödtek a mongolok, akik Altan kán vezetése alatt 1550-ben, átjutva a nagy falon még a fővárost, Pekinget is megostromolták. 1573-ban Van Li császár került trónra (萬曆, Wanli 1573-1620), aki uralkodásának első évtizedében bizonyos reformokat indított el, s ezzel sikerült átmenetileg csökkentenie a földkoncentrációval járó problémákat. Miután azonban 1582-ben meghalt a reformokat végrehajtó tehetséges főminiszter, Van Li az uralkodásának hátralévő 38 évében teljesen elhanyagolta az államügyeket, s hagyta, hogy az udvart különböző frakciók uralják.
A 16-17. század fordulóján jött létre a híres „Tung-lin Párt” (Donglin-dang), amely a kegyvesztett mandarinokat tömörítette. Ezek szerették volna megreformálni az egész birodalmat, megerősíteni a központi (császári) hatalmat, szabadabb véleménynyilvánítási jogot biztosítani a hivatalnokoknak és csökkenteni az adóterheket. Reformjaik útjában azonban ott álltak az eunuchok, akik Van Li uralkodása alatt átvették a hatalmat. 1620-ban egy új, kissé gyengeelméjű császár került a trónra, akit az ácsmesterségen kívül más nem érdekelt. A Tung-lin Akadémia tagjai 1620 és 1623 között nagy befolyásra tettek szert az udvarban, de 1624-ben a császár dajkájának barátja, a gyűlölt Vej Csung-hszien (Wei Zhongxian) (魏忠賢; Wèi Zhōngxián) eunuch lényegében teljhatalomra tett szert, és bebörtönöztette, lemészároltatta a Tung-lin híveit. 1627-ben, Vej (Wei) halála után egy rövid időre ismét a reformerők kerekedtek felül, de ezután nemsokára megint az eunuchok korszaka jött el. Mindez természetesen az egész kormányzatot megbénította.
A földkoncentráció a 17. század első felében elérte csúcspontját, de a belviszályoktól sújtott császári udvar nem tett semmit a társadalmi ellentétek enyhítése érdekében. A helyzetet tovább rontotta, hogy Kínától északkeletre újabb nomád nép erősödött meg, a mandzsu, amely óriási pusztítást okozva be-betört a kínai területekre. A Ming-kormányzat válaszul megnövelte a hadiadót, ami óriási elégedetlenséghez vezetett. 1628-tól kezdve sorra törtek ki a parasztfelkelések.
1639-ben az egyik parasztmozgalom élére a Li Ce-cseng (Li Zicheng) (李自成, Lĭ Zìchéng) nevű volt postai alkalmazott állt, aki 1628-ban vesztette el állását az éhínség miatt. Jól szervezett seregével sorra foglalta el a városokat, 1643-ban bevette Hszian (Xi'an)t (a Nyugati Han- és a Tang-dinasztia fővárosát), ahol császárnak kiáltotta ki magát. Ezután 1644-ben Peking ellen indult. A főváros védői megadták magukat, a védelem nélkül maradt császár a pekingi Szén-dombon felakasztotta magát, ezzel a Ming-dinasztia uralma véget ért. Mindeközben egy másik felkelő, Csang Hszien-csung (張獻忠, Zhāng Xiànzhōng) Szecsuan (Sichuan) tartományban kiáltotta ki magát császárrá. 1644-ben tehát Kína végletesen megosztott volt, egyes helyeket különböző felkelők tartottak uralmuk alatt, más területeket pedig az érintetlen – de központi vezetés nélkül maradt – Ming seregek ellenőriztek. Ideális helyzet volt ez a külső hódító számára.

### Csing(Qing)-kor (1644–1911)
A Csing (Qing)-dinasztia (1644–1912; kínaiul: 清朝, pinjin: Qīngcháo; mandzsu nyelven: , Daicing gurun; mongolul: Манж Чин Улс) az utolsó császári dinasztia volt Kínában.

#### Mandzsu hódítás

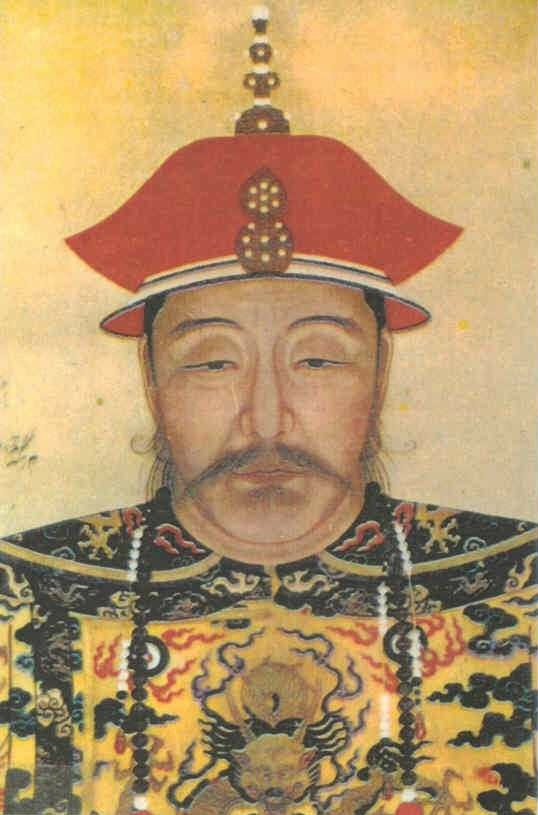
Nurhacsi a Csing (Qing) dinasztia megalapítója

A mandzsu az Észak-Kínát valaha egy évszázadon át uraló dzsürcsikkel rokon nomád nép volt. Nurhacsi nevű vezérük 1616-ban egyesítette a mandzsu törzseket, és kínai mintára jól szervezett államot hozott létre Mandzsúriában, a mai Északkelet-Kínában. A Nurhacsi alapította dinasztia 1636-ban a Csing (Qing) (清; Qīng; Tiszta) nevet vette fel, s hamarosan támadásokat indított a végnapjait élő Mingek Kínája ellen. Amikor 1644-ben Li Ce-cseng (Li Zicheng) parasztseregei megdöntötték a Ming-dinasztiát, de még nem építettek ki szilárd államhatalmat, a mandzsu seregek nagyszabású hadjáratba kezdtek Kína meghódítására. A kínai nagy fal keleti szakaszát védő császári seregeknek parancsoló Vu Szan-kuj (Wu Sangui) (吳三桂, Wú Sānguì) tábornok választhatott, hogy behódol Li Ce-cseng (Li Zicheng)nek és együtt veszik fel a harcot a mandzsuk ellen, vagy pedig a mandzsuk oldalára áll. Ő az utóbbit választotta – Csin Huj (Qin Hui) mellett azóta Vu Szan-kuj (Wu Sangui) a hazaárulás másik megtestesítője a kínaiak szemében – beengedte a mandzsukat és velük együtt indult a parasztfelkelők és a birodalomban szétszórva állomásozó volt Ming-seregek ellen. A következő évtizedek háborúval teltek: az északról támadó mandzsuk és az átpártolt kínai seregek mind délebbre hatolva sorra megsemmisítették vagy hódoltatták be a szétszórt parasztfelkelő csapatokat és a megbukott Ming-házhoz hű erőket. Megjegyzendő, hogy a mintegy 290 ezer fős mandzsu haderővel szemben kétmillió kínai harcos állt, tehát az ellenállás nem lett volna reménytelen, ha a kínai egységek parancsnokai képesek lettek volna összefogni és nem állnak át tömegesen a hódítókhoz. A kínaiak között azonban óriási volt a széthúzás, Li Ce-cseng (Li Zicheng)et 1645-ben egy kínai földesúri osztag meggyilkolta, a maradék Ming erők pedig jobbára az egymással való leszámolással voltak elfoglalva. Így aztán a mandzsuknak 1683-ra sikerült egyesíteni az egész országot és letörni minden ellenállást. Időközben fővárosukká Pekinget tették, s az elfoglalt területeken helyreállították a Mingek államszervezetét.
Li Ce-cseng (Li Zicheng) mellett a mandzsukkal szembeni ellenállás legfőbb megtestesítői Si Ko-fa (Shi Kefa) (史可法; Shǐ Kěfǎ), Jangcsou (Yangzhou) városának védője, és Cseng Cseng-kung (Zheng Chenggong), a Ming-házhoz hű kalózvezér voltak. Ez utóbbi 1646-tól 1658-ig a délkeleti partvidéket védte, majd 1661-ben kb. 900 hajóval áthajózott Tajvan (portugál nevén: Formosa, "Gyönyörű") szigetére – amely addig nem volt része a kínai birodalomnak, s főleg maláj népcsoportok lakták –, elűzte onnan a holland kereskedőket, és védte a szigetet a mandzsuk ellen. 1662-es halála után a fia még egészen 1683-ig tartotta magát Tajvanon. Cseng Cseng-kung (Zheng Chenggong), holland nevén Koxinga, Tajvanon máig nemzeti hősnek számít.

#### A mandzsu konszolidáció

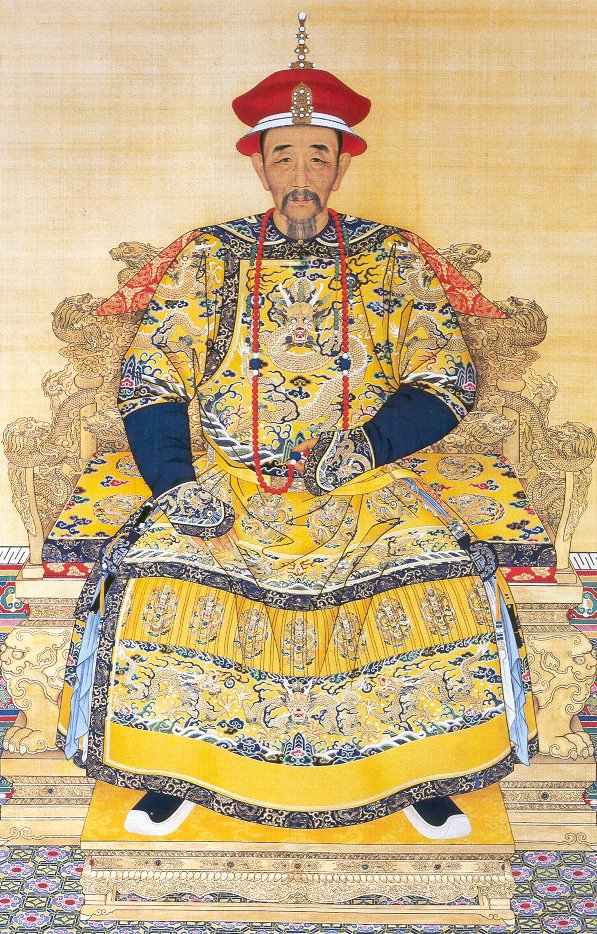
Kang-hszi (Kangxi) császár

A hódítást követően az új uralkodóház gyorsan megszilárdította hatalmát. Tudván, hogy fegyverrel ugyan el lehet foglalni egy országot, de hosszú ideig kormányozni lehetetlen, hamarosan hallgatólagos kiegyezés jött létre a kínai elit és a mandzsu hódítók között. A mandzsuk ugyan hoztak néhány szimbolikus rendelkezést, amellyel a hódításra emlékeztették a lakosságot – például alávetettségük jelképeként a kínaiaknak át kellett venniük az oldalt borotvált, középen copfba font mandzsu hajviseletet –, de lényegében érintetlenül hagyták az eredeti társadalmi rendet, rátelepedtek a már meglévő intézményekre, és a kínai hivatalnokértelmiséget bevonták a kormányzásba. A kínai elit és lakosság pedig elfogadta az idegen, de számára békét és gazdagságot biztosító dinasztia uralmát. Eközben maguk a hódítók elkezdtek elkínaiasodni: felhagytak a régi nomád szokásokkal, megtanultak kínaiul, sőt, a kínai kultúra bőkezű támogatóivá váltak.
A rend megszilárdulása, az engedékeny politika és az Amerikából a Fülöp-szigeteken keresztül Kínába került haszonnövények elterjedése következtében a gazdaság fellendült, a lakosság 1700 és 1840 között megnégyszereződött (100 millióról 414 millióra nőtt). A konszolidációhoz hozzájárult az is, hogy az első Csing (Qing) császárok igen tehetségesek, ügyesek és műveltek voltak, s közülük kettő rendkívül hosszú ideig uralkodott. Kang-hszi (Kangxi) (康熙; Kāngxī; 1661–1722), Jung-cseng (Yongzheng) (雍正; Yōngzhēng; 1723–1736) és Csien-lung (1736-1795, 乾隆, Qiánlōng) császárok uralkodásának csaknem másfél évszázada – a Kang-hszi (Kangxi) alatti első egy-két évtizedtől eltekintve – a béke és a jólét korszaka volt a kínaiak többsége számára.

#### Csing(Qing)-kori hódítások

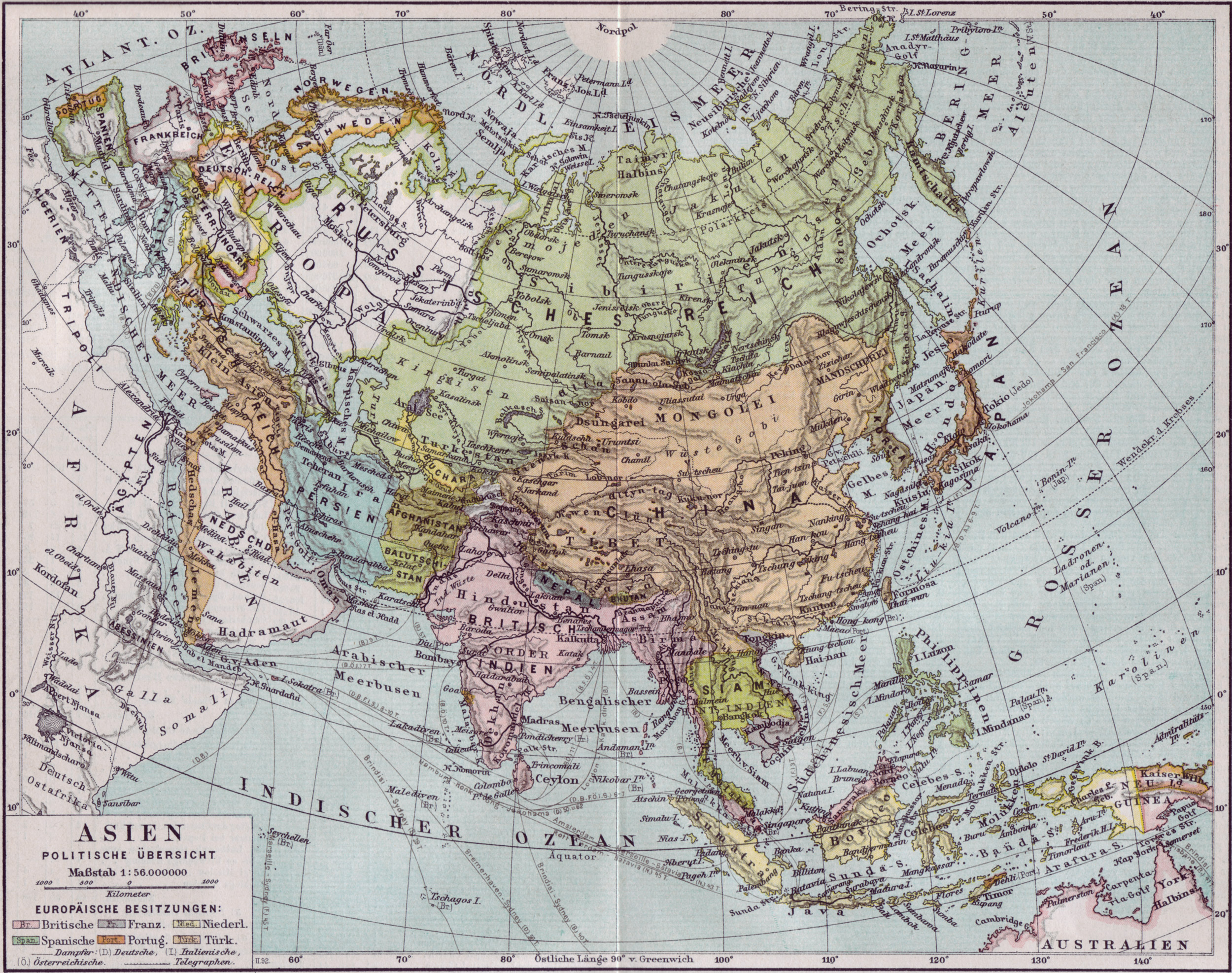
Ázsia politikai térképe 1890-ben

Mint a kínai történelemben mindig, az ország gazdasági megerősödését területi hódítások követték. Belső-Kína feletti uralmuk megszilárdítását követően a mandzsuk hozzáláttak, hogy birodalmuk határait kiszélesítsék. A Kínai Népköztársaság mai határai lényegében a 17-18. századi nagy Csing (Qing) császárok hódításaival alakultak ki. Először 1696-ban északnyugaton elfoglalták Kelet-Turkesztán (Hszincsiang-Ujgur Autonóm Terület, 新疆 Xīnjiāng) és Külső-Mongólia (a mai Mongólia) nagy részét, majd 1720 és 1750 között fokozatosan Tibetet tették kínai protektorátussá. A hódítások az 1750-es években fejeződtek be, amikor is sikerült Kelet-Turkesztán maradék részét és Dzsungáriát (a Dzsungár Kánságot) is elfoglalni (a területet lakó mongol dzsungárokat részben kiirtották, részben a behurcolt himlő áldozatai lettek). Ezekkel a győzelmekkel a birodalom területe megduplázódott. Ugyancsak a mandzsu uralom alatt vált Mandzsúria Kína szerves részévé. A 18. században Korea, Vietnám és Nepál népei is a Csing (Qing)-birodalom „adófizetői” lettek. A Csing (Qing)ek által elfoglalt területek között sok volt, amely a történelem során korábban már tartozott Kínához, de most sikerült őket tartósan is Kínához csatolni. Kína ekkor érte el a legnagyobb kiterjedését. (Ehhez képest mára valamelyest csökkent a területe: Külső-Mongólia 1912-ben függetlenné vált, és Oroszország is megszerzett kisebb területeket.)

#### Gazdasági-társadalmi stagnálás

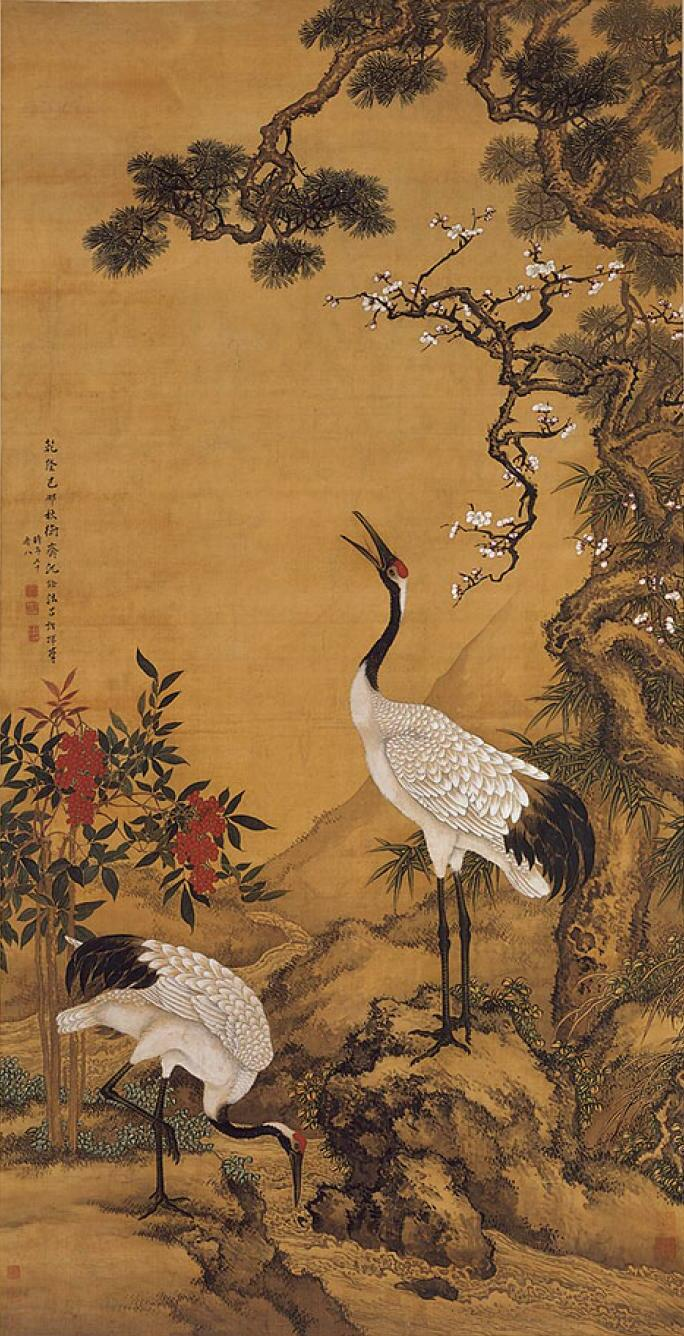
Fenyő, szilvafa és darvak, 1759, Shen Quan (1682–1760). Tekercskép, színes és fekete tintával selymen. Jellegzetes alkotása a kínai festészetnek a Csing (Qing)-dinasztia korában.

A 18. század végére a kínai gazdaság eljutott abba az állapotba, amelyet a „magas szintű egyensúly csapdájának” szoktak nevezni. Ez lényegében azt jelenti, hogy a gazdaság elérte azt a szintet, ahonnan az adott keretek között tovább fejlődni nem lehetett: a mezőgazdaságban nem maradt több megműveletlen terület, amit még fel lehetett volna törni, a megművelt területeken pedig a termelékenység elérte azt a felső határt, amelyet hagyományos technológiával lehetetlen volt túlszárnyalni. (Megjegyzendő, hogy az ekkori világban Kínában voltak a legmagasabbak a területegységenkénti termésátlagok.) Modernizáció, a termelés tudományos alapokra helyezése nélkül tehát a mezőgazdasági termelést nem lehetett tovább növelni. Ennek következtében az iparcikkek piacának növekedése is megállt, nem emelkedett tovább a nem mezőgazdasági termékek iránti kereslet – ez pedig az ipari jellegű vállalkozások stagnálásához vezetett. A további fejlődést lehetővé tévő technikai (vagy ipari) forradalom azonban – máig nem egészen feltárt okokból – elmaradt. Valószínűleg nagy szerepe volt ebben a mandzsu császári udvar bezárkózó politikájának, az ipart és a kereskedelmet szigorúan az ellenőrzése alatt tartó állami bürokráciának, a gyakorlati ismereteket oktató iskolák hiányának, a bénító hatásnak, amelyet a hivatalnokvizsgák fejtettek ki a kínai értelmiségre, illetve annak, hogy Kína nem találkozott olyan külföldi hatalommal, amely hozzá mérhető erejű vagy fejlettségű lett volna, s ez önelégültséghez vezetett. A 18. század végén, a 19. század elején Kína tehát magas fokú fejlettséget elért, de zsákutcába jutott, a hagyományos utakon tovább fejlődni nem képes, magába zárkózott birodalom volt.
Ugyanebben az időben Nyugat-Európában végbementek a polgári, majd az ipari forradalmak, aminek következtében a Nyugat technikailag, gazdaságilag és katonailag minden más civilizációnál erősebb lett, s jócskán lehagyta a korábban nála fejlettebb Kínát.

#### A nyugati hatalmak megjelenése Kínában
Anglia 1699-ben létesített kereskedelmi kirendeltséget a dél-kínai Kantonban, s ezután több mint egy évszázadon át ez a város lett a kínai-nyugati kereskedelem központja. A 18. században az áruforgalom korlátozott maradt: angol részről a Brit Kelet-indiai Társaság, kínai részről pedig a szoros állami felügyelet alatt álló Kohong (v. Kunghang) cég szerzett monopóliumot a jórészt angol tea- és selyemimportból álló kereskedelmen. A pekingi kormányzat, bár tetemes hasznot húzott a Kantonon áthaladó áruk vámjából, igyekezett korlátozni és kézben tartani a külkereskedelmet.{forr}

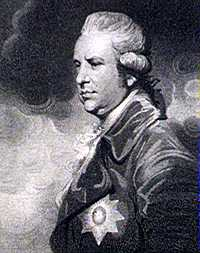
George Earl Macartney

A 18. század végétől a kantoni kereskedelem keretei kezdtek szűknek bizonyulni, ezért az angolok 1793-ban Lord Macartney vezetésével követséget küldtek a kínai császárhoz, azt kérve, hogy Pekingben állandó angol képviseletet nyithassanak, a kormányzat nyisson meg néhány északi kikötőt az angol kereskedők előtt, rögzítse a vámtarifákat és bocsásson Anglia rendelkezésére egy-két szigetet, ahol az elraktározhatná áruit és javíthatná hajóit. Az angol küldöttséget a meghódoló barbár uralkodó követének kijáró fogadtatásban részesítették, az általuk vitt ajándékokat „hódolati adónak” nyilvánították, de az angol kéréseket elutasították.
„Te, ó, uralkodó, messze lakozol, sok tengeren túl, és mégis attól az alázatos kívánságtól vezettetve, hogy civilizációnk jótéteményeiben osztozhass, követséget küldtél, amely engedelmesen eljuttatta hozzánk üzenetedet” – írta Csien-lung császár elutasító levelében III. György királynak. – „Azok a komoly kifejezések, amelyekből az üzenet áll, bizonyítják részedről a tiszteletteljes alázatosságot, mely rendkívül dicséretre méltó. Ami azt a kérelmedet illeti, hogy egy alattvalódat mennyei udvaromhoz küldhesd, hogy ellenőrizze országod kereskedelmét Kínával, úgy ez a kérés ellentmond dinasztiám minden szokásának, és semmilyen módon sem fogadható el. (…) Reszkess, engedelmeskedj, és ne kövess el tiszteletlenséget!”
Mivel Angliát egy időre lekötötték a francia forradalom és az azt követő napóleoni háborúk, Kína erőszakos megnyitására még nem tettek kísérletet.
A briteknek a kereskedelem állami korlátozásán kívül még egy problémájuk volt Kínával kapcsolatban. Kínába rengeteg európai ezüst áramlott, mert amíg a nyugati országok számos árucikket importáltak Kínából, Kína gyakorlatilag semmit nem vett tőlük, így a kínai tea-, selyem- és porcelánszállítmányokért ezüsttel kellett fizetniük. Az 1820-as évekre azonban megállt az ezüst Kínába áramlása: ekkorra ugyanis Kínában annyira megnőtt az ópiumfogyasztás – és ezzel együtt az ópiumimport –, hogy az angoloknak sikerült az Indiából Kínába szállított ópiummal kiváltaniuk a kínai árukért eddig fizetett ezüstöt.

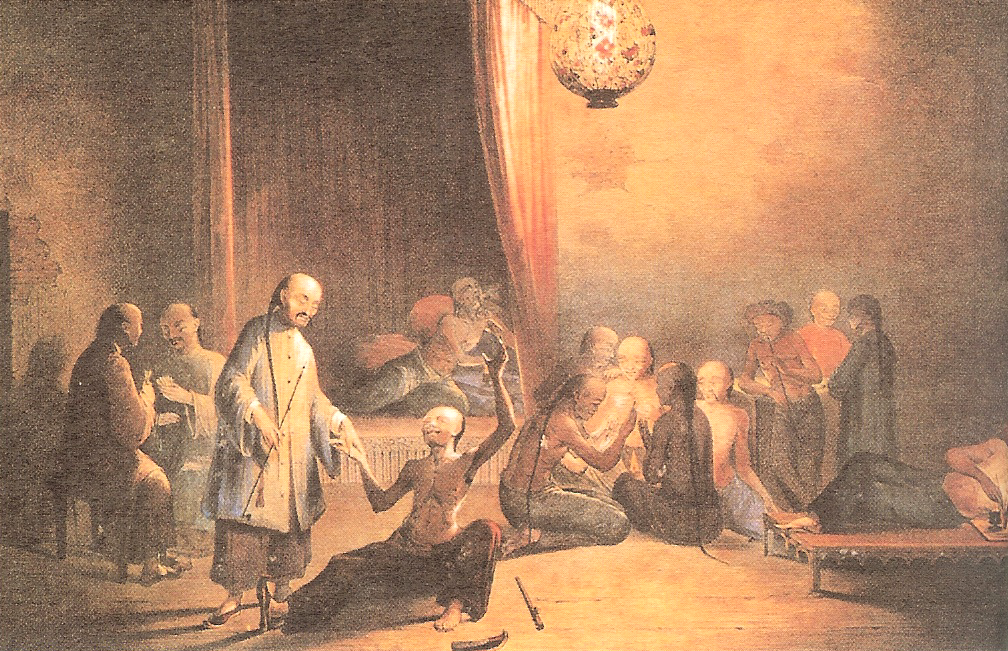
Ópium-barlang Kínában

Az ópiumfogyasztás növekedésére többféle magyarázat van. A történészek egy része szerint a Brit Kelet-indiai Társaság emberei szabályos piackutatást végeztek a kínaiak körében, kiderítendő, hogy mit lehetne ezüst helyett Kínába szállítani. Amikor arra az eredményre jutottak, hogy az ópium megfelelne e célra, a modern drogárusok módszereit alkalmazva kínaiak tömegeit „beetették” a szerrel. Más vélemény szerint viszont az ópiumfogyasztás „magától” kezdett növekedni, amikor a 17-18. században – a dohányzás ekkor már elterjedt szokás volt – a kínaiak rájöttek, hogy a fájdalomcsillapítóként már ezer éve használt ópiumot dohányba keverve kellemes hatást érnek el. E nézet szerint az angolok csak kihasználták az ópiumszívás divatját azzal, hogy jó minőségű ópiumot hoztak be Indiából. Az első véleményt általában a kínai történészek vallják, az utóbbit az angolszászok. Annyi biztos, hogy a 18. század végétől Kínában meredeken emelkedett az ópiumfogyasztás, és az angol kereskedők óriási haszonra tettek szert ebből.
Az ópiumfüggők számának emelkedésével az eddig Kínába áramló ezüst az angol ópiumkereskedőkön keresztül elkezdett visszaáramlani Európába. Megjegyzendő, hogy az ópium nem csak a nyugati kereskedők számára volt jó üzlet: Kínán belüli értékesítésére óriási kereskedőhálózatok jöttek létre, amelyek valamilyen módon – általában megvesztegetéssel – számos állami hivatalnokot is megnyertek maguknak. Az ópium egyébként az 1700-as évek eleje óta be volt tiltva Kínában, de a tilalom papíron maradt, hiszen éppen az ópiumkereskedelem felszámolásával megbízott hivatalnokok voltak az üzlet fő haszonélvezői.

#### Az ópiumháborúk

Brit hadihajók megsemmisítik a kínai flottát az első ópiumháború idején.

Az 1820-30-as évekre a Csing (Qing)-dinasztia mély gazdasági válságba jutott. A válság fő okai a következők voltak: ismét megindult földkoncentráció; egy állami intézkedés nyomán romlott a réz- és az ezüstpénz cserearánya, vagyis az ezüst értéke emelkedett a rézpénzéhez képest; a nagyarányú ópiumbehozatal miatt ezüsthiány lépett fel, ami megingatta az ezüstre épült adórendszert. A pénzügyi válság okozójának a főhivatalnokok jelentős része az ópiumimportot tartotta. Az 1830-as években az ópiumkérdésről éles vita támadt az udvarban: egyesek az ópiumkereskedelem legalizálását, mások a teljes betiltását javasolták a császárnak. A császár végül az utóbbiakra hallgatott, s 1839-ben az ópiumellenes frakció egyik fő szószólóját, Lin Cö-hszü (Lin Zexu)t (林則徐; Lín Zéxú) Kantonba, az ópiumkereskedelem központjába küldte intézkedni. Lin nagy hévvel látott hozzá a feladat végrehajtásához, blokád alá vette a Kantonban élő külföldiek mintegy 350 fős kolóniáját, elkobozta és tűzre vetette ópiumkészleteiket.
A briteknek eddig két fő követelésük volt Kínával szemben: egyrészt szabadon akartak kereskedni Kínával és Kínában (azaz szabadon akarták értékesíteni az ópiumot); másrészt el akarták érni, hogy a kínai kormányzat végre egyenrangú félként, és ne behódolt barbárokként kezelje őket. Lin Cö-hszü (Lin Zexu) akciója remek ürügy volt arra, hogy az angolok fegyverrel szerezzenek érvényt követeléseiknek, ezért flottájukat még 1839-ben Kína partjaihoz küldték. Ezzel megkezdődött az első ópiumháború (第一次鴉片戰爭; dìyīcì yāpiàn zhànzhēng; tijice japian csancseng). Az angoloknak ugyan mindössze néhány tucat hadihajójuk és pár ezer emberük volt, de mivel ők rendelkeztek az akkori világ legfejlettebb haditechnikájával, a jobbára több száz éves ágyúkkal, muskétákkal (melyek hatótávolsága is alacsony volt) és szálfegyverekkel harcoló mandzsu-kínai csapatok tehetetlenek voltak velük szemben. Maga a háború úgy zajlott, hogy az angol hajók megjelentek egy-egy part menti város előtt, rászegezték ágyúikat, s ha a város megadta magát, akkor az angol katonák – sokszor fosztogatva és öldökölve – bevonultak, ha pedig felvette a harcot, addig lőtték, amíg a kínaiak meg nem adták magukat. A kínai ütegektől az angol hajók nem kaptak találatot. Nagyszabású szárazföldi hadműveletekre nem került sor, de nem is volt rájuk szükség, hiszen a kínaiaknak éppen elég fenyegetést jelentett az, hogy tengerpartjuk és belső vízi útjaik mentén a britek gyakorlatilag azt csináltak, amit akartak. A kegyelemdöfést az adta meg, amikor a britek elfoglalták a Jangce (长江; Cháng jiāng) és a Nagy-csatorna kereszteződésénél fekvő Csencsiang (Zhenjiang) (鎮江; Zhènjiāng) várost, ezzel megbénították Kína két legfontosabb vízi útjának forgalmát. A kormányzat végül teljhatalmú megbízottakat küldött Nanking (Nanjing) városába tárgyalni a britek parancsnokával, Henry Pottinger tábornokkal. A két fél 1842. augusztus 29-én elfogadta az ún. nanking (nanjing)i szerződést (南京條約; Nánjīng tiáoyuē; Nancsing tiaojüe), ezzel megkezdődött az a korszak, amit a kínaiak az egyenlőtlen szerződések, vagy a félgyarmati alávetettség korának neveznek.
A nanking (nanjing)i szerződés fő pontjai a következők voltak:
1. Kína örökös tulajdonként átadta Nagy-Britanniának Hongkong szigetét;
2. Az angol kereskedők előtt megnyitott öt kikötőt (Kantont, Hsziamen (Xiamen)t, Fucsou (Fuzhou)t, Ningpót (Ningbót) és Sanghajt);
3. A kereskedelmi vámtarifát 4-10%-ban rögzítették;
4. Kína nagy összegű kártérítést fizetett a háború költségeiért, a megsemmisített ópiumért és kínai cégek behajthatatlan adósságaiért.

Egy 1843-as úgynevezett kapitulációs kiegészítésben az angolok megkapták a „területenkívüliség” jogát is, ami azt jelentette, hogy brit állampolgár felett kínai hatóság nem ítélkezhetett, csak az angol konzul. (Ez utóbbi kikötés kevéssé kifogásolható, a kínai törvénykezéssel ugyanis gyakran együtt járt a kínvallatás és a csonkító, megalázó büntetés, ami a polgárosodott európaiak számára elfogadhatatlan volt.) A szerződésekben az ópiumról nem esett szó, de az ópiumkereskedelem tovább virágzott. A következő években a briteknek adott kiváltságokat megadták a többi nyugati nagyhatalomnak is, így a megnyitott városokban hamarosan hatalmas nemzetközi negyedek, koncessziós területek jöttek létre.
1857-től 1860-ig újabb összecsapásokra került sor a nyugati hatalmak és Kína között, amelyek következtében a kínai kormányzat újabb „egyenlőtlen szerződésekben” további engedményeket tett: engedélyezte a külföldiek szabad mozgását Kína belsejében, rögzített vám mellett törvényesítette az ópiumkereskedelmet, a Pekinghez közeli Tiencsin (Tianjin)t (天津; Tiānjīn) megnyitotta a külföldiek előtt, s ami a legfontosabb, hozzájárult, hogy a nyugati hatalmak állandó követeket állomásoztassanak Pekingben – ez a régi „hódolati rendszer” végét jelentette. Az 1857–58-as és az 1860-as hadműveleteket szokták második, illetve harmadik ópiumháborúnak nevezni.

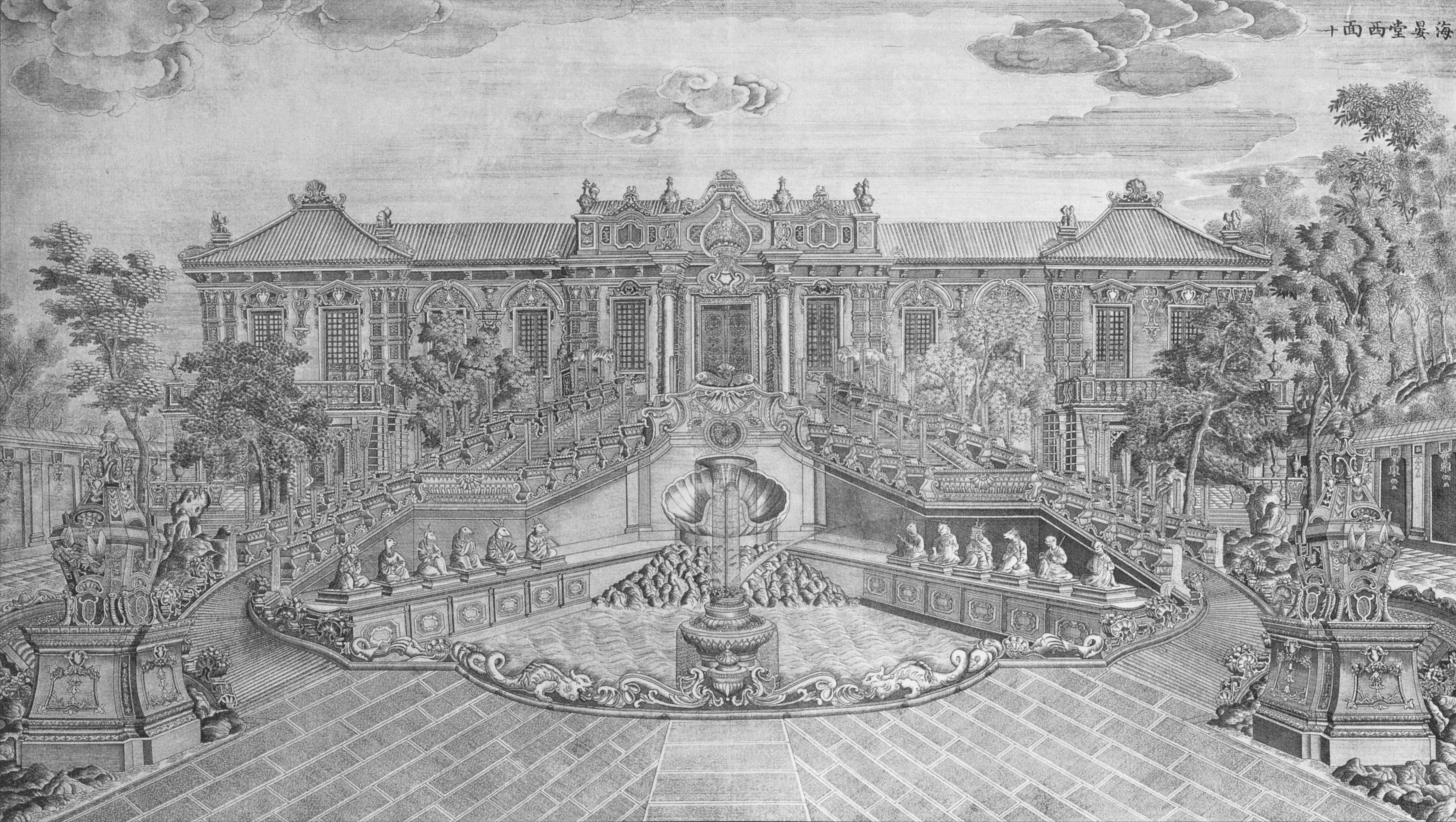
A Régi Nyári Palota.

A harmadik ópiumháború leghíresebb emléke a pekingi Jüanming jüan (Yuanming yuan) (圆明园; Yuánmíng Yuán) romkert. A „Régi Nyári Palotának” is nevezett épületkomplexumot az 1740-es években építették jezsuita hittérítők tervei szerint, a versailles-i paloták stílusában. Az épületeket 1860-ban az angol–francia seregek porig rombolták. A romokat máig meg lehet tekinteni, a kínaiak ugyanis meghagyták őket eredeti állapotukban, az imperialisták pusztításának illusztrációjául. A kínai kiadású könyvekben nem szerepel, de a történethez hozzátartozik, hogy az európai seregek a császári épületeket bosszúból rombolták le, amiért a császár emberei elfogták a brit békeküldöttség vezetőjét, és kivégezték húsz emberét.
Az ópiumháborúkat a kínaiak hosszú megaláztatásuk, külföldiek által való kizsákmányolásuk és nyomorba döntésük kezdeteként értékelik, s ebből az időből ered a kínaiak nagy részében máig meglévő kettős érzés a nyugatiak iránt: egyrészt csodálják fejlett technikájukat, civilizációs vívmányaikat, gazdagságukat, másrészt viszont sértettséget és néha ellenséges érzelmeket éreznek a gyarmatosító fehér ember irányában. Az biztos, hogy Kína kapuinak erőszakos megnyitása aljas és kegyetlen módon történt. Az is biztos azonban – bár ez nem menti az olykor véres mészárlásokat is rendező gyarmatosító seregeket –, hogy a magába zárkózott, elmaradott Kínai Birodalom életképtelen volt a másutt gyorsan iparosodó világban, így a nyitás elkerülhetetlen volt. A megnyitott „engedményes” kikötők révén pedig Kína megismerte a legfejlettebb nyugati technikákat, legújabb eszméket, saját ipart épített ki és bekapcsolódott a világkereskedelembe. Jellemző, hogy az engedményes kikötővárosokban 1952-ben, a kommunista hatalomátvétel után nem sokkal, az egy főre eső ipari termelés csaknem harmincszorosa volt a – külföldiek által érintetlenül hagyott – belső területekének, és a fejlett ipar nagy része máig a part menti, valaha külföldi befolyás alatt álló régiókban koncentrálódik.

#### Felkelések a mandzsu uralom ellen

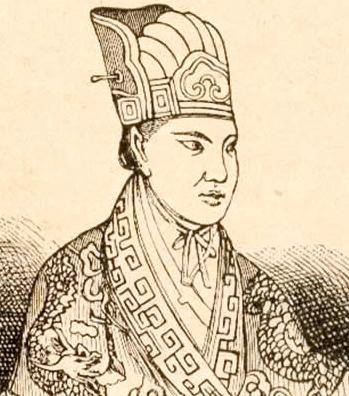
Hung Hsziu-csüan (Hong Xiuquan), a Tajping (Taiping)-felkelés vezetője

Nagyjából az ópiumháborúkkal egy időben Kína-szerte felkelések törtek a Csing (Qing)-dinasztia ellen. A jelentősebb megmozdulásokra a nyugati hatalmak terjeszkedésétől függetlenül, a belső területeken került sor, a földkoncentráció, a túlnépesedés, a vízszabályozási rendszerek elhanyagolása (és az ebből eredő katasztrófák), valamint a mindent átszövő korrupció miatt.
A legfontosabb ilyen mozgalom a Tajping (Taiping)-felkelés volt, amelyet a Hung Hsziu-csüan (Hong Xiuquan) (洪秀全; Hóng Xiùquán; 1814–1864) nevű bukott hivatalnok vezetett. Hung (Hong) fiatalkorában egy protestáns traktátuson keresztül megismerkedett a keresztény tanításokkal, majd ezeket ötvözve a hagyományos kínai vallás elemeivel egy sajátos új vallást alapított, amelynek vezetője ő maga – Jézus Krisztus öccse, az új messiás – volt. A vallás egyszerre hirdette az Isten előtti egyenlőséget, a konfuciánus erények tiszteletét és a mandzsu uralom megdöntésének szükségességét. Hung (Hong) a győzelme esetén olyan társadalmat akart létrehozni, amelyben mindenki egyenlő, mindent köztulajdonba vesznek, s az embereket közös raktárakból látják el élelemmel és ruházattal. Ez lett volna a Nagy Egyenlőség Mennyei Birodalma, amiről a felkelők a nevüket kapták. Miután elegendő hívet toborzott magának, Hung (Hong) 1850-ben Kuanghszi-Csuang (Guangxi Zhuang) (广西; Guǎngxī) tartományban kirobbantotta a felkelést, amelyhez tömegesen csatlakoztak az elszegényedett parasztok, eddig rablásból élő fegyveresek és munkájukat vesztett kantoni szállítómunkások. A tajping (taiping)ok kezdetben nagy katonai sikereket értek el, több kisebb várost elfoglaltak, majd 1853 márciusában az ekkor már több mint egymillió főt számláló tajping (taiping) sereg bevette Nanking (Nanjing) városát, amely ezután a tajpingok székhelye lett. A felkelők hadjáratot indítottak Peking ellen is, de ez sikertelenül végződött. 1853-54-ben a tajpingok ugyan uralták a Jangce alsó folyásának egész völgyét, de szervezési tapasztalatok híján nem tudtak tartós közigazgatási rendszert kiépíteni. Ráadásul az 50-es évek végén a tajping vezetők egymás ellen fordultak, véres belső harcok törtek ki közöttük, s ez nagyon meggyengítette őket. Eközben a mandzsu császári udvar által megbízott kínai tábornokok erős hadseregeket szerveztek a tajping (taiping)ok által veszélyeztetett vidékek földesúri erőiből, s némi nyugati segítséggel kemény ellentámadásokat indítottak Hung (Hong) seregei ellen. Végül hosszas és rendkívül véres harcok után – 20-30 millióra teszik az áldozatok számát – 1864-ben, 14 évnyi küzdelem után a tajping (taiping)okat leverték.
Mindeközben a birodalom más területein is – a tajping (taiping)októl független – lázadások törtek ki. A Nagy-csatorna mentén az 50-es években a titkos társaságok által szervezett felkelők saját kis államocskát hoztak létre (1853-1868). A délnyugati Jünnan (Yunnan) (云南; Yúnnán) tartományban muzulmán felkelők évtizedekig nagy területeket uraltak, s saját szultánságot alapítottak (1855-1873). Kujcsou (Guizhou) (贵州; Guìzhōu) tartományban a miao nép lázadt fel a kínai uralom ellen, míg Kelet-Turkesztánban az ujgurok (1862-1873). A Csing (Qing)-dinasztia hatalma az 1850-es években alapjaiban megrendült: kívülről a nagyhatalmak, belülről pedig a különböző felkelések fenyegették.

#### ACsing(Qing)-dinasztia átmeneti megerősödése
Az 1860-as évek elején a mandzsuknak sikerült valamelyest megszilárdítani hatalmukat az ország felett. Ez részben a nyugati hatalmakkal való megbékélésnek köszönhető, akiknek, miután már elérték, amit akartak – szabad kereskedelmet Kínával, területenkívüliséget, diplomáciai elismerést stb. –, már a dinasztia uralmának fenntartása állt az érdekükben – hiszen nagyobb profit remélhető az erős kormányzattal rendelkező, kezelhető, mint a szétesett, belháborúk dúlta Kínával való kapcsolatokból. Emellett a központi hatalom seregei az engedményes kikötőkön keresztül hozzájutottak a legjobb nyugati haditechnikához, így a parasztfelkelők és a függetlenségükért küzdő nemzetiségek ellen fordíthatták azokat a modern tűzfegyvereket, amelyek néhány éve még az ő vereségüket okozták. Másrészt pedig újabb „kiegyezés” jött létre a mandzsu dinasztia és a kínai elit között: a 60-as évektől kezdve a kínaiak minden eddiginél nagyobb arányban részesültek a hatalomból, és már hadseregek vezetését is rájuk bízták – amit az óvatos mandzsuk eddig soha nem tettek meg. Így aztán a 60-as, 70-es években sikerült leverni a felkeléseket, s ezzel elodázni a császárság bukását.

#### Az önerősítés

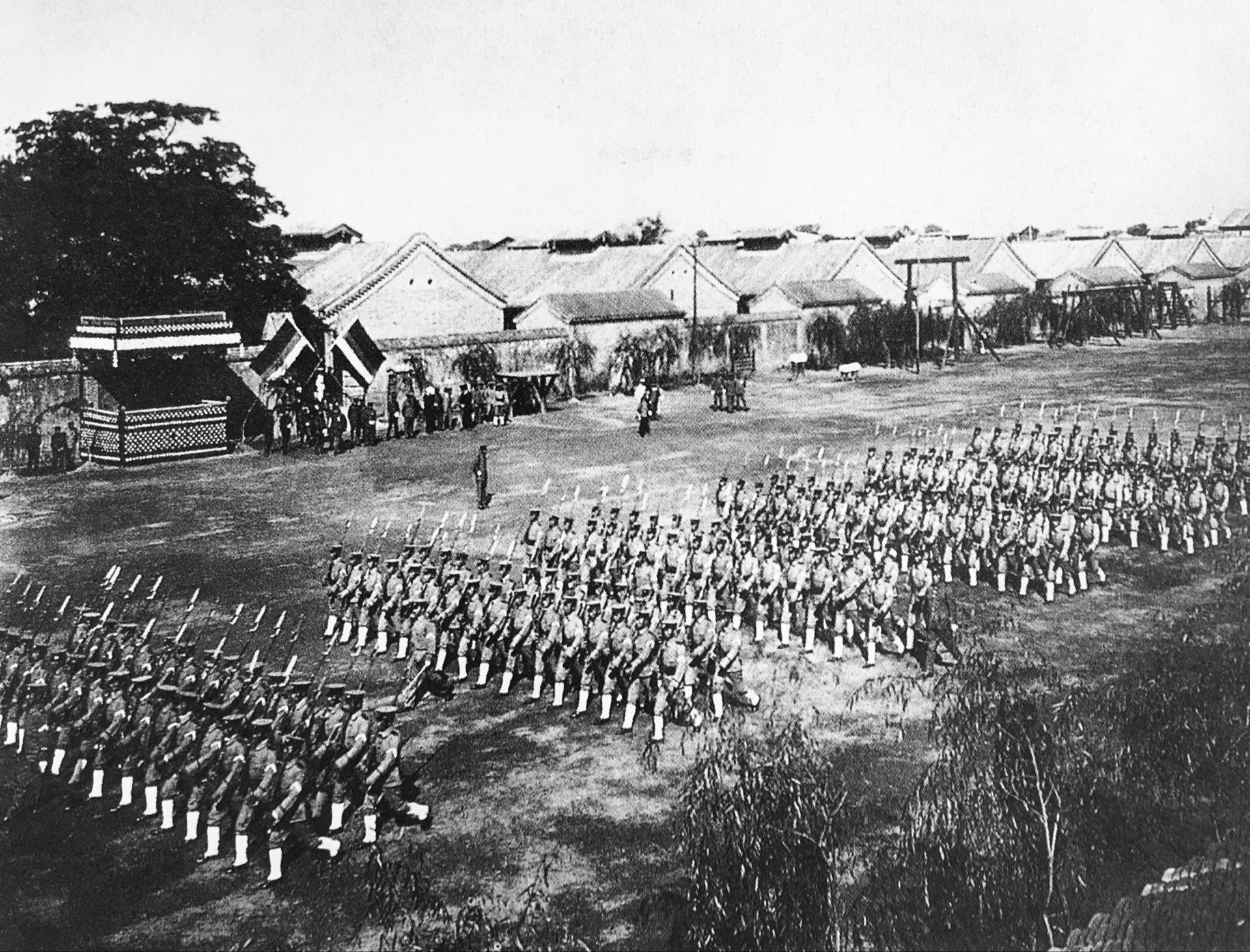
Kínai csapatok modern fegyverekkel gyakorlatoznak

Az ópiumháború óriási sokk volt a kínaiak számára, hiszen több évezredes történelmük során most először találkoztak egy náluk katonailag, gazdaságilag és technikailag egyaránt jóval fejlettebb hatalommal, aminek következtében valamelyest át kellett alakítaniuk az ősi, Kína-központú világképet. A mandzsu-kínai elit azonban nem értette meg, hogy a középkori jellegű Kínai Birodalom zsákutcába jutott, csak azt ismerte el, hogy a nyugati fegyverek jobbak a kínaiaknál. Így aztán nem került sor széles körű társadalmi-politikai modernizációra, s Kína a válságból azzal igyekezett kilábalni, hogy országszerte nyugati típusú fegyver- és hajógyárakat létesített. Az 1860-as, 70-es és 80-as éveket az „önerősítés” korszakának szokás nevezni: ekkor Kína még elutasította a nyugati eszméket és intézményeket, csak a technika átvételére volt hajlandó.
Az önerősítés kudarcának első jele az 1884-85-ös kínai–francia háború volt, amikor is a franciák Kínától elhódították Vietnámot.
Az igazi arculcsapást azonban az 1894-95-ös első kínai–japán háború (kínai: 中日甲午战争, Zhōngrì Jiǎwǔ Zhànzhēng; Csungzsi csiavu csancseng; japán: 日清戦争, romaji: Nisshin Sensō; Nissin Szensó) jelentette a kínaiak számára. A harc a Koreai-félsziget feletti befolyásért kezdődött. Koreában, amely addig Kína érdekszférájába tartozott, 1893-ban kitört a Donghak-felkelés (hangul: 동학농민운동; hanja: 東學農民運動), ami jó ürügy volt mind Kínának, mind Japánnak, hogy csapatokat küldjön a félszigetre a koreai király „megsegítésére”. 1894 nyarán a japán csapatok kiverték a kínaiakat Koreából, s nem álltak meg a kínai-koreai határnál, hanem elfoglalták az északkelet-kínai Liaotung (Liaodong)-félszigetet (辽东半岛, Liáodōng). Eközben a modern japán hadihajók az évtizedek alatt felépített kínai flottát egy-két ütközetben teljesen megsemmisítették, míg a déli japán erők Tajvan szigetének nagy részét is elfoglalták. A kínaiak 1895 februárjában letették a fegyvert, majd áprilisban Kína a háborút lezáró simonoszeki békében lemondott a Koreával kapcsolatos jogairól, Tajvanról, a Liaotung (Liaodong)-félszigetről, emellett óriási kártérítést fizetett Japánnak. (A Liaotung (Liaodong)-félszigetet a többi nagyhatalom nyomására Japán nemsokára visszaadta Kínának.)

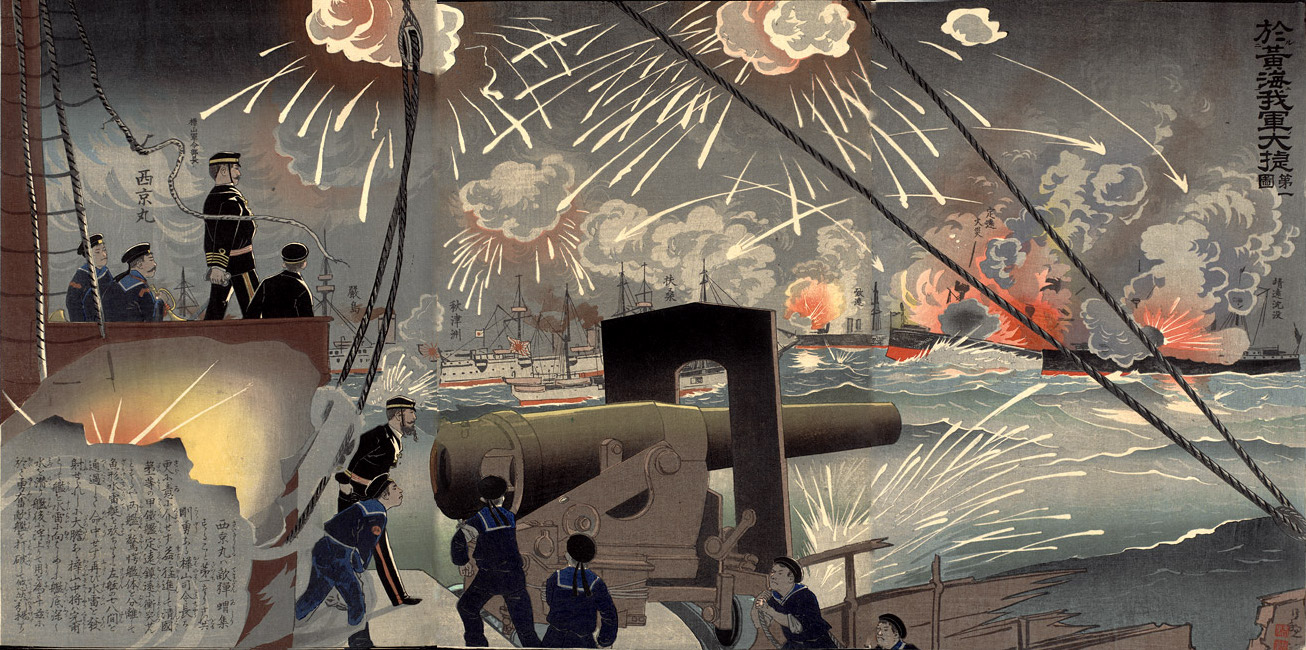
Az első kínai–japán háború Jalu (Yalu)-folyó sárga-tengeri csatájának japán ábrázolása

A Japántól elszenvedett súlyos vereség azért volt különösen megalázó a kínaiak számára, mert most nem egy nyugati nagyhatalom, hanem egy olyan szomszédos – „barbár” – ország győzte le Kínát, amely egész eddigi történelme során a kínai vívmányokat másolta, a kínai mintákat követte. Ezután a megaláztatás után sokak számára nyilvánvalóvá vált, hogy az eddigi, csak a fegyverek másolására szorítkozó politika nem folytatható: a császári udvar által önkényesen kinevezett, két és félezeréves filozófiai értekezéseken nevelkedett, korrupt hivatalnokok képtelenek a modern körülmények között sikeresen vezetni a kínai seregeket és eredményesen igazgatni az országot.

#### A „száznapos reform”
A japánoktól elszenvedett vereség után a kínai írástudók körében országszerte reformmozgalmak indultak, amelyek az 1868-as japán Meidzsi-restauráció mintáját követve átfogó társadalmi, politikai és gazdasági változásokat, lényegében az alkotmányos monarchia megteremtését tűzték zászlajukra.

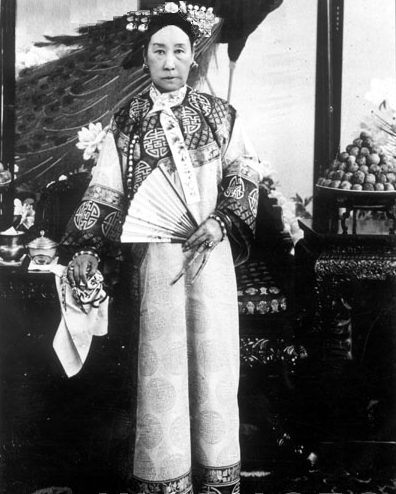
Ce-hszi (Cixi) anyacsászárné

Ezt különösen sürgőssé tette az, hogy a nagyhatalmak már-már kezdték felosztani maguk között Kínát. Ténylegesen végül egyik hatalom sem tudta a Középső Birodalmat a gyarmatává tenni – aminek a legfőbb akadálya a többi hatalom féltékenysége lett volna –, de a század utolsó évtizedeire az országot érdekszférákra tagolták, és az összes tengerparti, illetve Jangce-parti nagyvárost megnyitották a külföldiek előtt. A megnyitott városokban a hatalmak úgynevezett „koncessziós területeket” kaptak, amelyeken a külföldiek a saját joghatóságuk alatt, saját törvényeik szerint, európai stílusú épületekben élhettek. (Megjegyzendő, hogy Tiencsin (Tianjin)ben volt osztrák–magyar negyed is, amelynek épületei máig állnak.)
A koncessziós területek léte mélyen sértette a kínaiakat, hiszen egy-egy ilyen terület „állam volt az államban”, a kínai hatóságoknak nem volt beleszólásuk az ottani ügyekbe. Sok külföldi durva, öntelt viselkedése is mély nyomokat hagyott a helyi lakosságban. Az egyik sanghaji park kapuján függő tábla – „Kutyáknak és kínaiaknak tilos a belépés!” – ma is sokszor szóba kerül a kínai-nyugati kapcsolatok történetéről szóló beszélgetések folyamán.

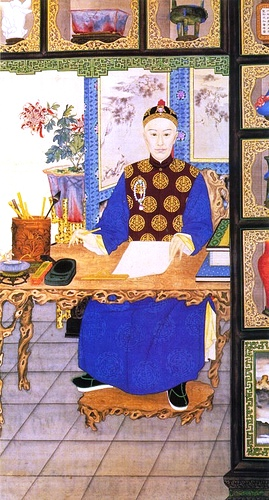
Kuang-hszü (Guangxu) császár

A megújulást nehezítette az, hogy az ország vezetése az 1860-as évek elején Ce-hszi anyacsászárné és klikkje kezébe került. Ce-hszi egészen 1908-ban bekövetkezett haláláig ki sem engedte kezéből a hatalmat; bár ezen fél évszázad alatt névlegesen voltak az országnak császárai, tényleges hatalommal nem rendelkeztek. A gyűlölt Ce-hszi és ultrakonzervatív támogatói az "önerősítést" ugyan engedélyezték, de az ország kormányzásában semmiféle változtatásra nem voltak hajlandók.
A reformmozgalmak élére a Kang Ju-vej (Kang Youwei) (1858-1927) (康有為; Kāng Yǒuwéi) nevű írástudó állt, aki 1898-ban memorandumot írt a fiatal Kuang-hszü (Guangxu) (光緒; Guāngxù; 1875-1908) császárnak elképzeléseiről. A császár Kang szavain fellelkesülve maga állt a reformok élére: a mozgalom főbb vezetőit fontos posztokba helyezte, s ediktumokat adott ki, amelyek a közigazgatás gyökeres átalakítását, modern iskolák felállítását, a hivatalnokvizsgák korszerűsítését, a hadsereg átszervezését célozták, s hosszú távon Kína alkotmányos monarchiává alakítását tették volna lehetővé. Mindeközben a császár megbízta Jüan Si-kaj (Yuan Shikai) tábornokot (袁世凱; Yuán Shìkǎi), hogy számoljon le az anyacsászárné konzervatív frakciójával, amely eddig az országot kormányozta. Jüan (Yuan) azonban elárulta a császárt, s Ce-hszi híveinek beszámolt az ellenük irányuló tervről. Ce-hszi erre embereivel őrizetbe vetette a császárt és a reformmozgalom vezetőit, az intézkedések nagy részét érvénytelenítette, és ismét saját kezébe vette a hatalmat. A császár élete hátralevő éveit házi őrizetben töltötte. Mivel a reformrendeletek körülbelül száz napig voltak érvényben, az 1898-as modernizálási kísérletet „száznapos reformnak” nevezik. A császárság tehát képtelen volt megújítani önmagát.

#### A bokszerfelkelés

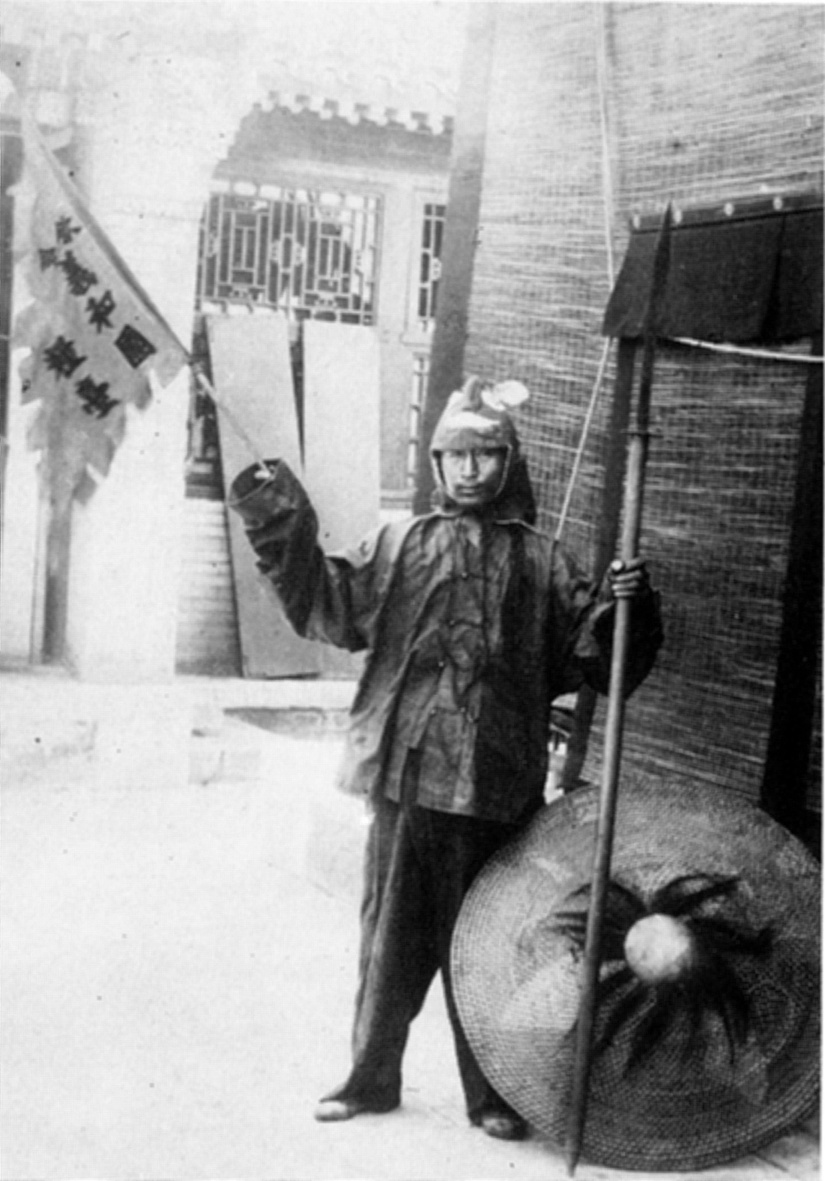
Bokszer felkelő

Az első kínai–japán háború és az elvetélt „száznapos reform” után az országban egyre fokozódott az elégedetlenség egyrészt a Kínát kizsákmányoló és megalázó külföldiekkel, másrészt pedig a külföldiek érdekeit kiszolgáló mandzsu – tehát szintén idegen – dinasztiával szemben. Az először Észak-Kínában kibontakozó lázongásnak gazdasági okai is voltak: a 19. század végén a külföldiek által szorgalmazott nagy vasútépítések miatt a Nagy-csatorna fuvarosai, hajósai, kikötőinek rakodómunkásai elvesztették munkájukat és megélhetésüket. Főleg ezeket a nincstelenné vált elemeket szervezte meg az „Igazságot és Békét Teremtő Ököl” nevű titkos társaság – innen a „bokszer” elnevezés –, amely a külföldieket tartotta felelősnek minden bajért, bár a mandzsu dinasztiát támogatta.
Az idegengyűlölő, fanatikus bokszerek 1900-ban fegyvert fogtak, és az udvar hallgatólagos beleegyezésével bevonultak Pekingbe, ahol európai üzleteket gyújtottak fel, keresztény kínaiakat mészároltak le, és ostrom alá vették a követségi negyedet. Válaszként a nagyhatalmak* csapatai 1900. június 17-én partra szálltak Tiencsin (Tianjin) mellett és elindultak Pekingbe, hogy leszámoljanak a bokszerekkel. Ce-hszi anyacsászárné ekkor úgy döntött, hogy a felkelők mellé áll, és hadat üzent a külföldi hatalmaknak. A bokszereknek – akik hittek abban, hogy nem fogja őket a kés és a golyó – és a császári csapatoknak nem sok esélyük volt a jól felszerelt nyugati sereg ellen, amely augusztus közepére elfoglalta Pekinget és véres büntetőakciókat szervezett a maradék felkelők ellen. A császári udvar még idejében elmenekült a fővárosból, s amikor a külföldiek győzelme nyilvánvalóvá vált, békeküldöttséget menesztett hozzájuk. Hung (Hong)nak és az uralkodóháznak csak egy célja maradt: hatalmon maradni. Így azért cserébe, hogy a külföldiek meghagyják trónjukon a mandzsukat, az udvar követei minden követelésre igent mondtak. 1901 szeptemberében a felek elfogadták a „bokszerjegyzőkönyvet”, amelyben Kínát hatalmas összegű jóvátétel megfizetésére kötelezték.

#### Szun Jat-szen(Sun Yat-sen)mozgalma

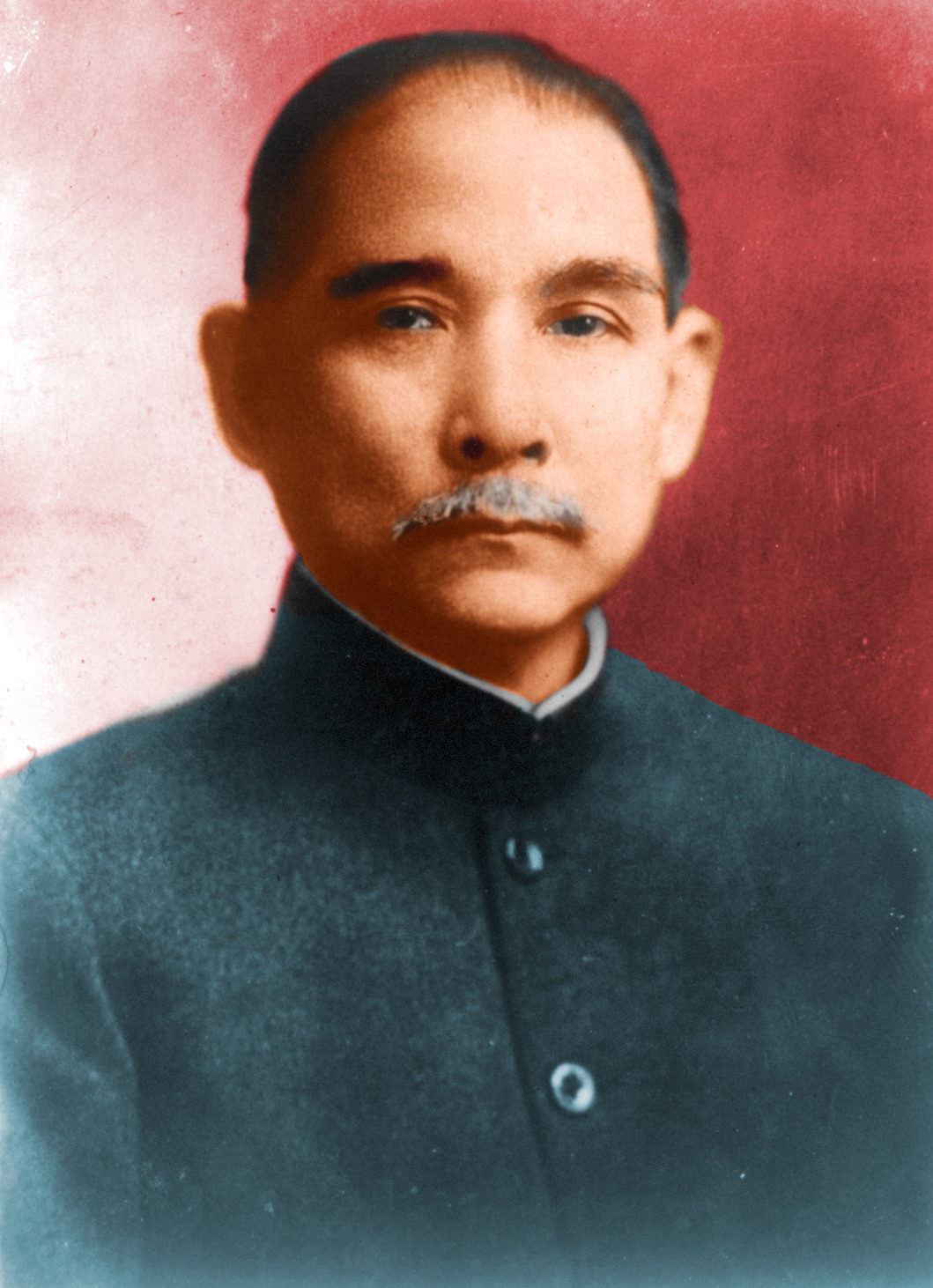
Szun Jat-szen (Sun Yat-sen) a kínai forradalom atyja

Az 1890-es években a „száznapos reformban” szerephez jutó mérsékelt alkotmányos monarchisták és a különféle fanatikus tömegszervezetek mellett egy harmadik erő is feltűnt, amely az ország megmentését tűzte ki célul: a radikális forradalmárok. A főleg művelt értelmiségiekből, katonatisztekből és külföldön tanult diákokból álló forradalmi csoportosulások élére Szun Jat-szen (Sun Yat-sen) állt, akit azóta is a „kínai forradalom atyjaként” tisztelnek. Ők a mandzsu dinasztia megbuktatását és a polgári demokratikus rendre való áttérést tűzték ki célul. Szun Jat-szen (Sun Yat-sen), aki művelt, nyugati képzésben részesült orvos volt, a forradalmi mozgalom "értelmi szerzőjeként" működött: szervezett, pénzt gyűjtött a külföldi kínaiak körében, újságot szerkesztett és kidolgozta a kínai forradalom alapideológiáját. A különböző általa alapított szervezetek – a Kína Újjászületésének Társasága és a Szövetséges Liga – 1895 és 1911 áprilisa között tíz városi felkelést indítottak a mandzsu uralom ellen, de a kormányhű erők mindegyiket vérbe fojtották.
A 20. század első évtizedében a sok sebből vérző Csing (Qing)-dinasztia elszánta magát bizonyos alkotmányos reformokra. 1906-ban bejelentették, hogy Kínát fokozatosan alkotmányos monarchiává alakítják. Miután 1908-ban meghalt Ce-hszi, ez a folyamat felgyorsult, s 1909-ben a tartományokban tanácskozó testületeket választottak, amelyek később alapját képezték volna a császár mellett működő parlamentnek. 1910 októberében Pekingben összeült az Országos Tanácskozó Testület, amely parlamenti funkciót töltött volna be a demokratikus átalakulás kiteljesedéséig. 1910 végén azonban a gyermekkorú Pu Ji (Pu Yi) császár helyett kormányzó régens szembefordult a demokratizálási folyamattal, s igyekezett meggátolni a reformok folytatását. Ezzel a mandzsu udvar elvesztette azon széles néprétegek támogatását, amelyek eddig a békés átmenet reményében mögötte álltak. 1911 áprilisában Kantonban kitört a Szun Jat-szen (Sun Yat-sen)-féle erők tizedik felkelése, de ezt a helyi katonaság még le tudta verni. 1911 májusában egy kormányzati intézkedés nyomán, amelynek következtében tömegek vesztették el vasúti részvényekbe fektetett vagyonukat, Szecsuan (Sichuan)ban elindult az ún. „vasútvédő mozgalom”, amelyet csak nagy nehezen tudtak elfojtani. Kínában mindenütt tetőfokára hágott a mandzsu-gyűlölet.
Ilyen körülmények között tört ki 1911. október 10-én a vucsang (wuchang)i felkelés (klasszikus kínai: 武昌起義; Wǔchāng qǐyì) ami végül az 1911-es kínai forradalomba torkollott és végül véget vetett a kínai császárságnak. A Jangce-parti Vucsang (Wuchang)ban (a mai Vuhan (Wuhan)t (武汉, Wǔhàn) alkotó három város egyikében) a helyi forradalmi csoportok – amelyek laza szálakkal kötődtek Szun Jat-szen (Sun Yat-sen) mozgalmához – október 11-re tervezték a felkelést, de mivel a terv kitudódott, a vezetők egy nappal előrehozták az akciót, és október 10-én este megrohamozták a várost. 1911. október 11-re a város és környéke a felkelők kezére került. A vucsang (wuchang)i felkelés önmagában jelentéktelen lett volna, de országszerte ez adta meg a végső lökést a Csing (Qing)-dinasztia bukását kívánó tömegeknek. A következő hetekben a tartományok sorra mondták ki függetlenségüket, decemberre a 18 tartomány közül csak három maradt hű a dinasztiához. Az országon mandzsu-ellenes eufória lett úrrá, ami rövid időre – de csak rövid időre – egyesítette a birodalom legkülönbözőbb rétegeit, és lehetővé tette, hogy Kína ne csak a csaknem háromszáz éves Csing (Qing)-dinasztiától, hanem a több mint kétezer éves császárságtól is megszabaduljon.

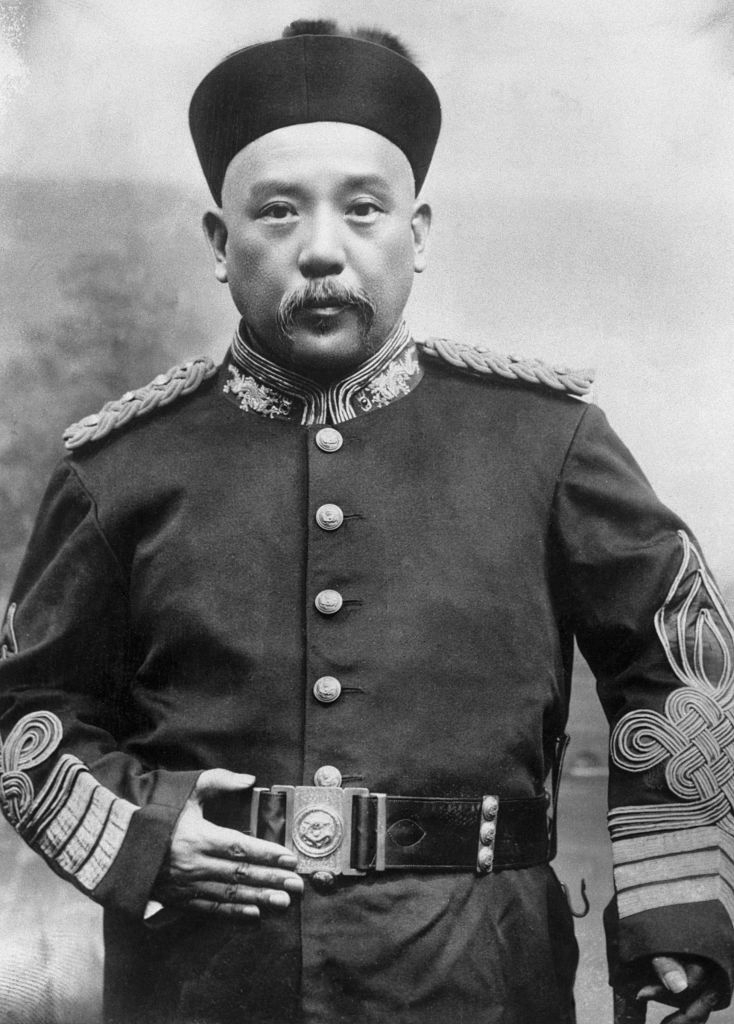
Jüan Si-kaj (Yuan Shikai) tábornok, köztársasági elnök, majd császár

A dinasztia elkövette azt a hibát, hogy a felkelők ellen indított csapatok élére régi tábornokát, Jüan Si-kaj (Yuan Shikai)t nevezte ki. Jüan (Yuan) ugyan harcot indított a felkelők ellen, de jelezte nekik azon szándékát, miszerint szívesen megegyezne velük. 1911 decemberében hazatért Szun Jat-szen (Sun Yat-sen), aki eddig az USA-ban tartózkodott és a vucsang (wuchang)i felkelésről újságból értesült (tehát alaptalan az a hiedelem, hogy a vucsang (wuchang)i felkelést ő szervezte). Az északon még komoly erőkkel rendelkező uralkodóháztól függetlenedett Dél-Kínában, Nanking (Nanjing)ban 1912. január 1-jén kikiáltották a Kínai Köztársaságot, a nagy tekintélyű Szun Jat-szen (Sun Yat-sen)t pedig megválasztották elnöknek. Jüan Si-kaj (Yuan Shikai), a császári seregek vezetője úgy döntött, ahelyett, hogy rátámadna a köztársasági erőkre, inkább üzletet köt velük: lemondatja a mandzsu dinasztiát, s ezért cserében igényt tart a köztársasági elnöki posztra. Az alku létrejött: Jüan (Yuan) nyomására – akire a mandzsuk rábízták a seregeiket – 1912. február 12-én a Csing (Qing)-dinasztia lemondott a hatalomról, február 15-én pedig Szun Jat-szen (Sun Yat-sen) helyébe Jüan Si-kaj (Yuan Shikai)t választották meg köztársasági elnöknek. Ezzel a kínai császárság története lezárult, hogy kezdetét vegye a köztársaság kora, amelyben Kína még a császárság végnapjainál is zavarosabb képet mutatott.

## Kínai Népköztársaság
A kínai polgárháborúban aratott győzelme után a Kínai Kommunista Párt 1949. október 1-jén kikiáltotta a Kínai Népköztársaság megalakítását. Ezután néhány év alatt felszámolták a sok éves polgárháború által okozott gazdasági károkat. A belső politikai helyzetet kemény kézzel, nem egyszer kegyetlen katonai, politikai és gazdasági eszközök alkalmazásával stabilizálták. Az 1950-es évek közepére a kínai városi és falusi élet újjáéledt. Az ötvenes évek első fele a későbbi fejlemények tükrében is a viszonylagos nyugalom, az arany évek korszakának számított. A kommunista vezetésnek sikerült stabilizálnia a pénzt, véget vetettek az éhínségnek, újraindult a vasúti forgalom, megkezdődött az ipari fejlődés, ugrásszerűen nőtt a szén- és acéltermelés, a villamos áram előállítása.
A polgárháborús károk dacára Kína a koreai háborúban képes volt jelentős katonai erőt is felmutatni. Az ország nemzetközi tekintélye gyorsan növekedett, jól fejlődtek a kapcsolatai a környező ázsiai országokkal. Külpolitikájában a gyarmatosítás és az imperializmus elleni küzdelemre helyezte a hangsúlyt, és ezen az alapon jó kapcsolatokat épített ki a katonai tömbökön kívül álló, úgynevezett el nem kötelezett országokkal, mint India, Ceylon, Indonézia, Burma és mások. A külpolitikai sikerekben nagy személyes szerepet játszott a kitűnő diplomáciai érzékkel rendelkező miniszterelnök, Csou En-laj (Zhou Enlai), aki Dzsaváharlál Nehru indiai miniszterelnökkel együtt dolgozta ki 1954-ben a demokratikus nemzetközi politika, a békés egymás mellett élés öt alapelvét, a hindi nevén ismertté vált pancsa sila programját. Ezeknek az egész külpolitikai gondolkodást megújító eszméknek Keleten és Nyugaton egyaránt nagy visszhangja támadt, de elsősorban a volt gyarmati országok körében volt jelentős a hatásuk.
1956 szeptemberében a KKP soron következő VIII. kongresszusa jelentős figyelmet váltott ki nemzetközileg is, mivel a kérdés az volt, folytatódik-e az SZKP XX. kongresszusa által az év tavaszán megindított antisztálinista és viszonylagos demokratizálódást ígérő irányvonal. Az előjelek kedvezőek voltak, a „Virágozzék száz virág, versengjen száz iskola” jelszóval meghirdetett új értelmiségi politika a társadalmi viszonyok demokratizálását, a múlt hibáival és bűneivel való szembefordulást helyezte kilátásba. A kongresszusi előkészületek során előtérbe került a szovjetekkel szembeni kritikátlanság feladása, a Jugoszláviához fűződő kapcsolatok fejlesztése.